# Kalendarium inwazji Rosji na Ukrainę – czerwiec 2024
| 2022        | 2023        | 2024        | 2025        |
| ----------- | ----------- | ----------- | ----------- |
| –           | styczeń     | styczeń     | styczeń     |
| luty        | luty        | luty        | luty        |
| marzec      | marzec      | marzec      | marzec      |
| kwiecień    | kwiecień    | kwiecień    | kwiecień    |
| maj         | maj         | maj         | maj         |
| czerwiec    | czerwiec    | czerwiec    | czerwiec    |
| lipiec      | lipiec      | lipiec      | lipiec      |
| sierpień    | sierpień    | sierpień    | sierpień    |
| wrzesień    | wrzesień    | wrzesień    | wrzesień    |
| październik | październik | październik | październik |
| listopad    | listopad    | listopad    | listopad    |
| grudzień    | grudzień    | grudzień    | grudzień    |

## Czerwiec 2024

### 1 czerwca
Według Institute for the Study of War (ISW) wojska rosyjskie poczyniły nieznaczne postępy się w pobliżu Kupiańska, Czasiw Jaru i Awdijiwki.
Sztab Generalny Ukrainy oświadczył, że Rosja atakowała w kierunkach Charkowa, Kupiańska, Siewierska, Kramatorska, Pokrowska, Kurachowego i Zaporoża, gdzie doszło do 105 starć. W ciągu doby wojska rosyjskie przeprowadziły cztery ataki rakietowe, 57 nalotów, 1303 ataki dronów i 120 ostrzałów na pozycje ukraińskie i obszary zaludnione. Ukraińskie lotnictwo i artyleria przeprowadziły trzy ataki na miejsca koncentracji, cztery na punkty kontrolne, dwa na jednostki artylerii, jeden na system przeciwlotniczy i dwa na magazyny paliw i smarów.
Dowódca Sił Powietrznych Ukrainy generał Mykoła Ołeszczuk podał, że Rosja przeprowadziła atak na ukraiński system energetyczny przy użyciu 47 dronów Shahed 136/131 (z Primorsko-Achtarska) oraz 53 rakiet, w tym 35 pocisków manewrujących Ch-101/Ch-555 (wystrzelonych z samolotów Tu-95MS z obwodu saratowskiego), czterech pocisków balistycznych Iskander-M (z Krymu), jednego pocisku manewrującego Iskander-K (z Krymu), 10 pocisków manewrujących Kalibr (z Morza Czarnego) i trzech kierowanych pocisków lotniczych Ch-59/Ch-69 (z obwodu zaporoskiego). Ukraińska obrona przeciwlotnicza, mobilne grupy ogniowe i środki walki radioelektronicznej przechwyciły 46 dronów oraz 35 pocisków, w tym 30 pocisków Ch-101/Ch-555, cztery rakiety Kalibr i pocisk Iskander-K.
Według doniesień w atakach rannych zostało co najmniej 20 osób. Gubernator Ołeh Siniehubow poinformował, że ok. 5:00 w rosyjskim ataku rakietowym na teren sektora mieszkaniowego w Bałakliji w rejonie iziumskim (Obwód charkowski) 13 osób zostało rannych, w tym ośmioro dzieci. Minister energetyki Ukrainy i przedsiębiorstwo energetyczne Ukrenergo poinformowały, że Rosja przeprowadziła ataki na obiekty energetyczne w obwodach donieckim, zaporoskim, dniepropetrowskim, kirowohradzkim i iwanofrankiwskim. Prywatne przedsiębiorstwo energetyczne DTEK podało, że dwie elektrownie cieplne zostały „poważnie uszkodzone”. Gubernator Iwan Fedorow podał, że po rosyjskim ataku największa ukraińska Dnieprzańska Elektrownia Wodna była w „stanie krytycznym” i wstrzymała produkcję energii elektrycznej. Ruch przez tamę na Dnieprze został zablokowany, „w związku z czym ruch mieszkańców jest ograniczony”. W związku z częściowo udanymi rosyjskimi nalotami na ukraińskie elektrownie w 2024 roku stawki za energię elektryczną na Ukrainie wzrosły o ponad 60%. Według źródeł ukraińskich Ukraina straciła od marca 2024 roku prawie 8 tys. MW mocy elektrowni.
Według źródeł rosyjskich Ukraina po raz pierwszy przeprowadziła ataki bronią zachodnią na cele na terytorium rosyjskim. Rosyjscy urzędnicy stwierdzili, że obrona przeciwlotnicza w obwodzie biełgorodzkim zniszczyła ponad 10 rakiet HIMARS. Następnie odzyskano i sfotografowano fragmenty pocisków.
Zarówno ukraińskie jednostki frontowe, jak i ukraińska jednostka przeciwlotnicza pod Kijowem donosiły, że zatwierdzone przez Kongres USA w kwietniu br. dostawy amunicji jeszcze nie dotarły. Według śledztwa The New York Times i raportu Der Spiegel ukraińska obrona przeciwlotnicza jest coraz bardziej bierna lub niezdolna do walki z powodu braku amunicji.
Państwowa Służba Ukrainy ds. Sytuacji Nadzwyczajnych stwierdziła, że ataki armii rosyjskiej w obwodzie charkowskim spowodowały pożary lasów na dużą skalę. Wówczas miało miejsce dziewięć odrębnych źródeł pożarów, które obejmowały ponad 3700 ha lasów, z których sześć, obejmujących obszar 2300 ha, zostało opanowanych.

### 2 czerwca
Ministerstwo Obrony Rosji ogłosiło, że wojska rosyjskie zajęły wioskę Umanśke, ok. 25 km na północny zachód od Doniecka. Według niemieckiego analityka Juliana Röpcke ukraińskie wojsko przeprowadziło kontrataki w Wołczańsku, odbijając kilka dzielnic, z kolei Rosjanie w odpowiedzi zamieniali miasto w ruinę; „Już tylko ok. ¼ terytorium miasta była pod kontrolą rosyjską. Tydzień temu było to prawie połowa. Wydaje się, że Ukraińcom udało się tam nacierać i wyprzeć Rosjan. Rosjanie tracili pozycje w Wołczańsku i coraz częściej uciekali się do niszczenia miasta przy pomocy MLRS, ciężkiej artylerii i bomb lotniczych”. Według niego na zachód od Wołczańska, Rosjanie zajęli ok. połowy wsi Starycia, a na pozostałych kierunkach ich postęp stał się wolniejszy. Odnotowano także ataki odwetowe na miejsca koncentracji sprzętu wojskowego w obwodzie biełgorodzkim.
W opinii ISW „dostarczenie zachodnich systemów obrony powietrznej i zniesienie ograniczeń dotyczących rażenia zachodnią bronią celów wojskowych na terytorium Rosji pozostawało niezwykle ważne dla ochrony Charkowa”. Tymczasem siły rosyjskie zrobiły postępy w pobliżu Wołczańska, Awdijiwki, Doniecka i Krynek.
Sztab Ukrainy podał, że Rosja atakowała w kierunkach Charkowa, Kupiańska, Łymanu, Siewierska, Kramatorska, Pokrowska, Kurachowego, Zaporoża, Wremiwki i Chersonia, gdzie doszło do  60 starć. W ciągu 24h wojska rosyjskie przeprowadziły cztery ataki rakietowe, 33 naloty i 351 ataków dronów na pozycje ukraińskie i obszary zaludnione. Ukraińskie lotnictwo i artyleria przeprowadziły 18 ataków na miejsca koncentracji, dwa na punkty kontrolne, trzy na jednostki artylerii oraz dwa na systemy przeciwlotnicze i redioelektroniczne.
Siły Powietrzne Ukrainy poinformowały, że siły rosyjskie zaatakowały Ukrainę za pomocą rakiety manewrującej Iskander-K (z Krymu) w kierunku obwodu charkowskiego oraz przeciwlotniczej rakiety S-300 (okupowanego obwodu donieckiego) i 25 dronów Shahed 136/131 (z Krymu, Jejska i Primorsko-Achtarska). Ukraińska obrona przeciwlotnicza zniszczyła wszystkie 25 dronów nad obwodem winnickim. Gubernator Ołeh Siniehubow powiedział, że ok. 10:00 siły rosyjskie przeprowadziły nalot na wieś Andrijiwka w rejonie iziumskim, w wyniku czego „zniszczony został prywatny dom i wybuchł pożar. Ranni zostali mężczyzna i kobieta w wieku 76 i 85 lat”. Prezydent Wołodymyr Zełenski oświadczył w mediach społecznościowych, że tylko w zeszłym tygodniu armia rosyjska użyła różnej broni, takiej jak rakiety, drony i bomby lotnicze, aby zaatakować Ukrainę ok. 1000 razy.
Rosyjscy urzędnicy twierdzili, że dziewięć osób zostało rannych w wyniku ukraińskich ataków dronów i ostrzałów w obwodach biełgorodzkim i kurskim. Gubernator Wiaczesław Gładkow powiedział, że „w wyniku bombardowania miasta Szebiekino sześciu cywilów zostało rannych”, z kolei gubernator Aleksiej Smirnow stwierdził, że poranny ukraiński atak dronów „na samochód” w obwodzie kurskim „ranił trzy” osoby. Gładkow stwierdził także, że zastępca szefa rejonu koroczańskiego (obwód biełgorodzki), Igor Wiktorowycz Niecziporenko, zginął podczas kontroli niewybuchu, a trzech innych urzędników zostało rannych, w tym szef rejonu koroczańskiego Nikołaj Wasiljewicz Niestierow. Gubernator Władimir Ujba poinformował, że doszło do pożaru w  rafinerii Łukoilu w Uchcie w Republice Komi, ok. 1800 km od granicy z Ukrainą. Według doniesień uszkodzony został dach jednego ze zbiorników RWS-10 000 oraz pojawiły się informacje o ofiarach.
Ministerstwo Obrony Ukrainy poinformowało, że ok. 1,5 miliona mężczyzn w wieku poborowym zaktualizowało swoje akta wojskowe zgodnie z nowo ogłoszoną ustawą mobilizacyjną. Wojska Lądowe Ukrainy stwierdziły, że „znaczna część” filmów krążących w internecie, przedstawiających osoby ścierające się z oficerami mobilizacyjnymi lub członkami Sił Zbrojnych były produktem „operacji informacyjnej wroga”. Dowództwo poinformowało, że otrzymało informacje o inscenizowanych pobiciach i nagraniach dokonanych na terytoriach okupowanych przy użyciu samochodów i minibusów z tablicami rejestracyjnymi wydanymi w innych regionach oraz sfilmowanych w złej jakości, aby wyglądały autentycznie.

### 3 czerwca
Ukraińska 103 Brygada Obrony Terytorialnej i 53 Brygada Zmechanizowana zniszczyły rosyjską kolumnę wojskową między Swierdlikowem a Sudżą w obwodzie kurskim, w pobliżu granicy z Ukrainą.
Brytyjskie MON podało, że sektor Awdijiwka–Pokrowsk pozostawał głównym obszarem aktywności operacyjnej wojsk rosyjskich w ciągu ostatnich 72h. Siły rosyjskie osiągnęły niewielkie zdobycze terytorialne na północy tego sektora, w kierunku wsi Sokił i Jewheniwka, a ok. 3 km na południe, wojska rosyjskie podchodziły do granic Nowoseliwki Perszej. Dalej na południe Rosjanie nie poczynili znaczących postępów, mimo silnych ataków na ukraińskie pozycje na zachód od Netajłowego, znajdującego się po obu stronach drogi E50. Rosyjskie ataki na wieś Newelske zostały odparte i prawdopodobnie pozostaje ona w rękach ukraińskich. Zdaniem Ministerstwa „w ciągu najbliższego tygodnia ten sektor prawdopodobnie pozostanie obszarem znaczącej aktywności operacyjnej, jako że siły rosyjskie próbują utrzymywać tempo operacyjne w obliczu ciężkich strat”. Według ISW siły ukraińskie zrobiły postępy w kierunku Wołczańska, a wojska rosyjskie odnotowali postępy w pobliżu Łypci, Awdijiwki, Wełykiej Nowosiłki w zachodnim obwodzie zaporoskim.
Sztab Ukrainy podał, że Rosja atakowała w kierunkach Charkowa, Kupiańska, Łymanu, Siewierska, Kramatorska, Pokrowska, Kurachowego, Zaporoża i Chersonia, gdzie doszło do 124 starć. W ciągu doby wojska rosyjskie przeprowadziły dwa ataki rakietowe, 37 nalotów i 359 ataków dronów na pozycje ukraińskie i obszary zaludnione. Ukraińskie lotnictwo i artyleria przeprowadziły pięć ataków na miejsca koncentracji, cztery na systemy przeciwlotnicze i jeden na jednostkę artylerii.
Gubernator Ołeh Siniehubow powiedział, że jedna osoba zginęła, a co najmniej dwie zostały ranne w rosyjskim ataku rakietowym (prawdopodobnie za pomocą rakiet S-300) na ośrodek rekreacyjny we wsi Dachne (hromada Słobożanśke) w obwodzie charkowskim. Gubernator Wadym Fiłaszkin poinformował, że siły rosyjskie zaatakowały wieś Mychajliwka w obwodzie donieckim, zabijając dwie osoby, w tym 12-letnie dziecko i raniąc jedną. Ataku dokonano rano przy użyciu kierowanej bomby lotniczej. Co najmniej pięć budynków zostało uszkodzonych.
System S-400 Triumf został zniszczony przez rakiety HIMARS w obwodzie biełgorodzkim. Nie zgłoszono żadnych ofiar. Ponadto Siły Operacji Specjalnych Ukrainy podały, że armia ukraińska za pomocą drona zniszczyła nowoczesny radar Kasta-2E2, używany do rozpoznawania m.in. nisko lecących celów, takich jak drony. Gubernator Aleksiej Smirnow stwierdził, że rosyjska obrona przeciwlotnicza zestrzeliła 20 ukraińskich dronów w południowym obwodzie kurskim, gdzie zostały zaatakowane cztery wsie. Gubernator Wiaczesław Gładkow powiedział, że obrona przeciwlotnicza w obwodzie biełgorodzkim zniszczyła „kilka celów powietrznych”, w wyniku czego dachy kilku budynków uległy uszkodzeniu. Gładkow stwierdził także, że w ciągu ostatnich 24h armia ukraińska ostrzelała osiem miejscowości w rejonie Biełgorodu, zabijając co najmniej jedną osobę i raniąc 13 kolejnych.
Minister spraw zagranicznych Antonio Tajani ogłosił, że Włochy przekażą Ukrainie drugi system przeciwlotniczy SAMP/T. Minister obrony Kajsa Ollongren stwierdziła, że Holandia zezwoliła Ukrainie na użycie F-16 do ataków na cele wojskowe na terytorium Rosji, dodając, że jej kraj nie będzie nakładać ograniczeń na użycie myśliwców tak jak Belgia.
Rzecznik prezydenta Serhij Nikiforow oświadczył, że ok. 107 krajów i organizacji międzynarodowych potwierdziło swój udział w Ukraińskim Światowym Szczycie Pokojowym w Szwajcarii, gdzie omówione zostaną takie kwestie, jak bezpieczeństwo energetyczne, wymiana jeńców, powrót deportowanych dzieci i światowe bezpieczeństwo żywnościowe.

### 4 czerwca

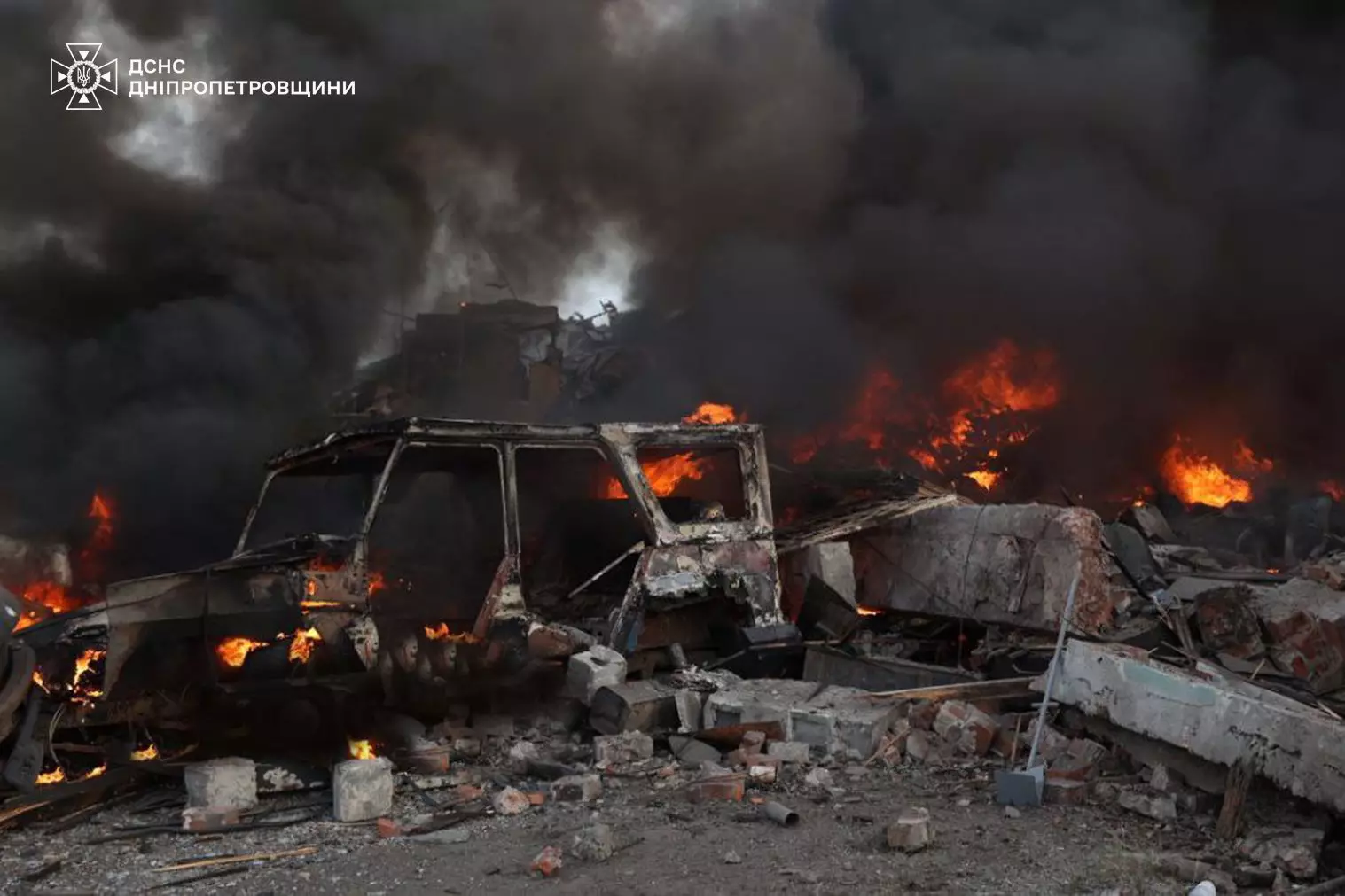
Pożar w Dnieprze po rosyjskim ataku. Uszkodzonych zostało ok. 15 samochodów i kilka budynków oraz osiem osób zostało rannych.

Rzecznik ukraińskiego Zgrupowania „Chortyca” Nazar Wołoszyn stwierdził, że wojska rosyjskie zintensyfikowały wysiłki mające na celu zajęcie Czasiw Jaru przy użyciu jednostek piechoty oraz dużej liczby czołgów i bojowych wozów opancerzonych, dodając, że: „Niedawno okupanci zaatakowali miasto kolumnami, używając dużej liczby pojazdów opancerzonych, ale próby te zakończyły się niepowodzeniem”. Prezydent Wołodymyr Zełenski powiedział, że nadchodzące tygodnie mogą zadecydować o losach wojny na Ukrainie na resztę 2024 roku. Według niego główne i najsilniejsze ataki rosyjskie miały miejsce w obwodzie donieckim, który pozostawał głównym celem Rosji, natomiast sytuacja w obwodzie charkowskim została „ustabilizowana”. Dodał również, że otrzymał raporty z ministerstw dotyczące produkcji i zamówień dronów, które odegrały dużą rolę na polu bitwy w ostatnich tygodniach w obliczu opóźnień w dostawach zachodniej broni; „W czasach, gdy oczekiwaliśmy od naszych partnerów dostaw artylerii, drony FPV faktycznie uratowały front”.
W opinii ISW wyścig technologiczny na froncie w Ukrainie wchodził w nowy etap, ponieważ ukraińskie drony znacząco przerastały rosyjskie w liczebności i efektywności, co sprawiało, że Rosja borykała się z coraz większymi trudnościami na polu bitwy; „Wybrani rosyjscy blogerzy wojenni nadal narzekali na przewagę ukraińskich dronów i środków walki elektronicznej na polu bitwy, podkreślając, że szybkie i ciągłe innowacje taktyczne i technologiczne kształtują przestrzeń walki w Ukrainie”. Dodano także, że „siłom rosyjskim brakowało scentralizowanego i zorganizowanego systemu jednostek dronów oraz odpowiednich zdolności walki i rozpoznania elektronicznego do zwalczania ukraińskich dronów”. Tymczasem siły rosyjskie zrobiły niewielkie postępy w pobliżu Wołczańska, Siewierska i Doniecka.
Sztab Ukrainy podał, że Rosja atakowała w kierunkach Charkowa, Kupiańska, Siewierska, Kramatorska, Pokrowska, Kurachowego, Zaporoża, Wremiwki i Chersonia, gdzie doszło do 110 starć. W ciągu doby wojska rosyjskie przeprowadziły trzy ataki rakietowe, 61 nalotów i 120 ostrzałów na pozycje ukraińskie i obszary zaludnione. Ukraińskie lotnictwo i artyleria przeprowadziły 15 ataków na miejsca koncentracji, jeden na stanowisko dowodzenia i trzy na systemy przeciwlotnicze.
Siły Powietrzne Ukrainy podały, że w nocy wojska rosyjskie uderzyły w Dniepr dwoma pociskami Iskander-K, wystrzelonymi z okupowanego Krymu. Obie rakiety zostały zestrzelone przez ukraińską obronę przeciwlotniczą. W wyniku upadku szczątków rakiet osiem osób zostało rannych, w tym 17-latek i 1-miesięczne niemowlę oraz uszkodzono 16 budynków mieszkalnych, szpital, klinikę, szkołę i 31 domów. Ponadto Rosjanie użyli czterech dronów do ataku w kierunku północnym; dwa zostały zniszczone przez siły ukraińskie w obwodzie czernihowskim, a dwa rozbiły się. Gubernator Ołeksandr Prokudin podał, że Rosjanie zaatakowali 22 miejscowości w obwodzie chersońskim, zabijając jedną osobę i raniąc osiem kolejnych, w tym jedna osoba zginęła, a cztery zostały ranne podczas rosyjskiego ataku na centrum Biłozerki. W wyniku ataków uszkodzono budynki mieszkalne, instytucje edukacyjne, hostel, trzy sklepy i kawiarnię. Lokalne władze poinformowały, że siły rosyjskie przeprowadziły ataki na obwody dniepropetrowski i sumski, zabijając mężczyznę i raniąc kolejnego.
Według Ośrodka Studiów Wschodnich (OSW) w ciągu ostatniego tygodnia nie doszło do znaczących zmian na froncie. Główne walki toczyły się w okolicach Łypci, Wołczańska, Czasiw Jaru oraz od okolic Marjinki do rejonu Oczeretynego. Rosjanie nie dysponowali odwodami, które mogliby zaangażować na kierunku charkowskim do sforsowania rzeki Wołczy i zdobycia Wołczańska. Ponadto prawdopodobnie w Donbasie trwała pauza operacyjna, a ataki rosyjskie miały na celu głównie ubezpieczenie wysuniętych skrzydeł.
Ukraina ogłosiła plany ustanowienia „zdecentralizowanego systemu energetycznego” z wykorzystaniem „mini elektrowni” w celu zmniejszenia podatności na rosyjskie ataki. Ukraińscy urzędnicy stwierdzili, że moc ukraińskich zakładów energetycznych spadła z 55 gigawatów przed wojną do mniej niż 20 gigawatów, czego skutkiem było masowe ataki na obiekty energetyczne. Większość prognozowała, że w zimie będą występowały przerwy w dostawie prądu. Według analizy opublikowanej przez The New York Times wynikało, że od rozpoczęcia rosyjskiej inwazji na Ukrainę co najmniej 210 tys. budynków zostało zniszczonych, w tym 106 szpitali, 109 kościołów, świątyń, meczetów i klasztorów oraz 708 szkół, uczelni i uniwersytetów. Autorzy zauważali, że liczby te były „konserwatywne” i nie obejmowały Krymu ani części zachodniej Ukrainy.
Kanclerz Olaf Scholz powiedział, że zezwolenie na użycie przez Ukrainę broni dostarczonej przez Niemcy i inne kraje zachodnie do ataków na cele rosyjskie „nie przyczyni się do eskalacji wojny”, ponieważ jest to samoobrona.
Minister spraw zagranicznych Belgii Hadja Lahbib wezwała kraje Unii Europejskiej do rozważenia działań w zakresie pozbawienia Węgier prawa głosu w UE w związku z utrudnianiem przez Budapeszt pomocy wojskowej dla Ukrainy i nałożeniem sankcji na Rosję. Rzecznik austriackiego MSZ stwierdził, że Austria popiera Belgię w tej kwestii oraz wyraził nadzieję, że wszystkie 27 państw członkowskich będzie mogło w pełni przestrzegać zasad ustanowionych przez Unię Europejską, zwłaszcza w przypadku kraju, o którym mowa.
Minister spraw zagranicznych Rosji Siergiej Ławrow powiedział, że obecność francuskich instruktorów wojskowych na Ukrainie zostanie uznana za „uprawniony cel” ataku armii rosyjskiej. Ponadto Rosja „gwałtownie zaprzeczyła” jakiegokolwiek zaangażowania w wydarzeniu, podczas którego pięć trumien owiniętych francuskimi flagami umieszczono pod wieżą Eiffla w Paryżu z napisem „Francuscy żołnierze Ukrainy”. Francuskie media stwierdziły, że była to próba osłabienia francuskiego poparcia dla Ukrainy.

### 5 czerwca

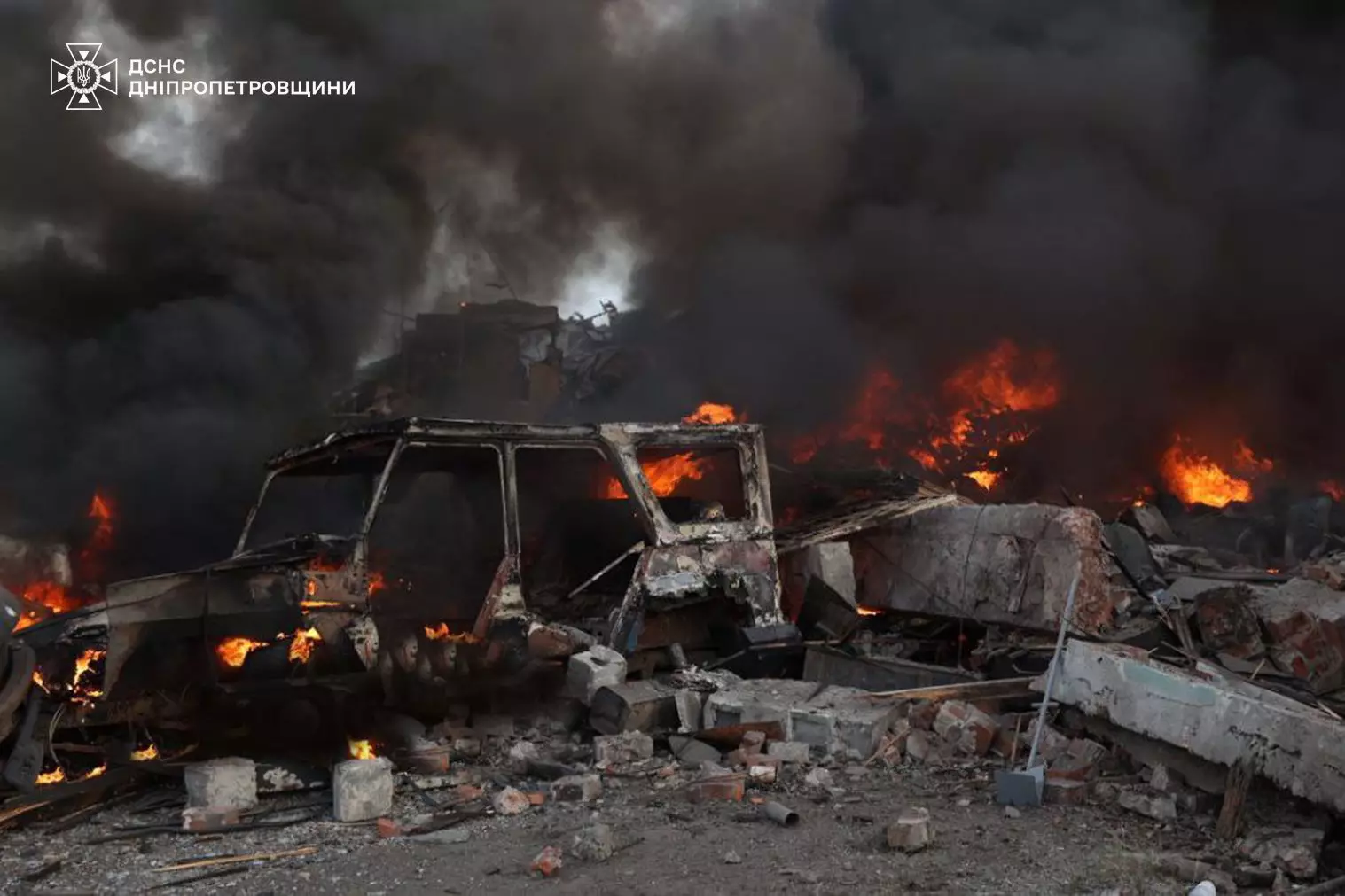
Samochód w Nikopolu po ataku rosyjskiego drona.

Naczelny dowódca armii ukraińskiej generał Ołeksandr Syrski złożył wizytę na froncie wschodnim i omówił sytuację na polu bitwy. Według niego „sytuacja na linii frontu pozostawała trudna. Rosjanie skupiali swoje wysiłki na Kurachowem, Pokrowsku, Kupiańsku i Charkowie”, głównie odnotowano dużą intensywność działań wojennych oraz powszechne użycie przez Rosjan pojazdów opancerzonych i kierowanych bomb lotniczych. Dodał, że Rosjanie starali się przeprowadzić ofensywę w innych kierunkach, mając na celu rozciągnięcie linii frontu oraz starali się zapobiec przerzuceniu wojsk ukraińskich na inne odcinki frontu. Siły rosyjskie koncentrowały się główne na kierunku Charkowa i próbowali posuwać się w kierunku Hłyboke–Łypci, ale ponieśli znaczne straty. Według SG Ukrainy siły rosyjskie koncentrowały się na Pokrowsku i Oczeretyne w obwodzie donieckim.
W opinii ISW wojska rosyjskie posunęły się na południowy wschód od Kupiańska, w pobliżu Czasiw Jaru, na zachód od Awdijiwki i na południowy zachód od Doniecka.
SG Ukrainy poinformował, że Rosja atakowała w kierunkach Charkowa, Kupiańska, Łymanu, Siewierska, Kramatorska, Torećka, Pokrowska i Chersonia, gdzie doszło do 85 starć. W ciągu doby wojska rosyjskie przeprowadziły jeden atak rakietowy, 37 nalotów i 499 ataków dronów na pozycje ukraińskie i obszary zaludnione. Ukraińskie lotnictwo i artyleria przeprowadziły 12 ataków na miejsca koncentracji, jeden na stanowisko dowodzenia, jeden na system przeciwlotniczy oraz dwa na punkty kontroli dronów i stację radarową. Rzecznik ukraińskiego Dowództwa „Południe” Dmytro Pletenczuk powiedział, że po ataku armii ukraińskiej 30 maja br. Rosja nie wznowiła jeszcze działania przeprawy promowej w Kerczu na okupowanym Krymie. Rosyjska armia wykorzystywała ją do transportu broni i personelu wojskowego.
Według Sił Powietrznych Ukrainy Rosjanie zaatakowali pięć obwodów za pomocą 27 dronów Shahed 136/131, wystrzelonych z obwodu kurskiego i Krymu. Ukraińska obrona przeciwlotnicza i mobilne grupy ogniowe zniszczyły 22 drony w obwodach mikołajowskim, chersońskim, dniepropetrowskim, sumskim i połtawskimy. Gubernator Filip Pronin powiedział, że Rosjanie zaatakowali dronami obiekt przemysłowy w obwodzie połtawskim, w wyniku czego mężczyzna został ranny. Lokalne władze podały, że siły rosyjskie zaatakowały miejscowości w obwodach chersońskim i donieckim, zabijając jedną osobę i raniąc kolejne siedem. Według gubernatora Wadima Fiłaszkina nad ranem Rosjanie zaatakowali wioskę Piwniczne, gdzie zginęła jedna osoba, a cztery zostały ranne. Rano siły rosyjskie przeprowadziły także atak dwiema kierowanymi bombami lotniczymi na Sełydowe, raniąc jedną osobę; uszkodzono przedsiębiorstwo i dwa samochody.
Ukraina otrzymała działa przeciwlotnicze CA1 Cheetah, które wcześniej znajdowały się na wyposażeniu Holandii. Spiker Izby Reprezentantów Mike Johnson zapowiedział, że przeprowadzi rozmowę z Białym Domem w związku z nałożeniem ograniczeń na użycie przez Ukrainę broni dostarczanej przez Stany Zjednoczone, krytykując administrację Joe Bidena za mikrozarządzanie wysiłkami wojennymi Ukrainy. „Myślę, że musimy zapewnić im broń, której potrzebują, aby się bronić i walczyć z Rosjanami. Nie zgadzam się w tej kwestii z prezydentem. Mówiłem to już wcześniej i powtórzę jeszcze raz. Zamierzam przeprowadzić rozmowy z Białym Domem na ten temat”.
Ukraińscy urzędnicy wezwali USA i inne kraje do zwiększenia szkolenia pilotów F-16, twierdząc, że aktualne szkolenia nie zapewniały wystarczającej liczby pilotów, którzy mogliby latać samolotami, które zostaną przekazane Ukrainie. Ukraina formalnie zwróciła się do Stanów Zjednoczonych o przeszkolenie większej liczby pilotów w bazie Morris Air National Guard w Tucson w Arizonie. Do końca 2024 roku szkolenia miało ukończyć 20 ukraińskich pilotów F-16, co stanowiło połowę z 40 pilotów potrzebnych do obsługi pełnej eskadry składającej się z 20 samolotów. Przy takim tempie Ukraina nie będzie miała pełnej eskadry wyszkolonych pilotów do końca 2025 roku.
Rzecznik Komisji Europejskiej Tim McPhie stwierdził, że UE ściśle współpracowała z Ukrainą, aby pomóc w odbudowie jej systemu energetycznego. Władze centralne i regionalne Ukrainy formułowały listę pilnych potrzeb, natomiast rządy państw członkowskich UE i przedstawiciele przemysłu zapewniały odpowiednie środki na pomoc, jakiej potrzebuje Ukraina. Premier Denys Szmyhal zapowiedział podpisanie protokołu ustaleń z Europejskim Bankiem Odbudowy i Rozwoju, który przeznaczy 300 mln euro na wsparcie stabilności dostaw energii elektrycznej na terytorium Ukrainy.
Według doniesień ukraińskich mediów wywiad ukraiński przeprowadził zakrojony na szeroką skalę atak DDoS na wiele rządowych rosyjskich stron internetowych, w tym na Ministerstwo Obrony i Ministerstwo Finansów, powodując „paraliż” wielu witryn internetowych rosyjskich ministerstw i firm. Ukraińska prawda podała, że usługi elektroniczne ministerstw obrony, finansów, spraw wewnętrznych, sprawiedliwości, przemysłu, rozwoju cyfrowego i komunikacji oraz sytuacji nadzwyczajnych były niedostępne od rana.
Wiceminister obrony Ukrainy Kateryna Czernohorenko powiedziała, że ok. 1,6 miliona Ukraińców w wieku 18–60 lat zaktualizowało swoje dane kontaktowe zgodnie z nową ustawą mobilizacyjną, która weszła w życie 18 maja tego roku. Rzecznik Państwowej Służby Granicznej, Andrij Demczenko, w odpowiedzi na wcześniejsze oświadczenie Ambasady USA w sprawie zakazu opuszczania kraju osobom posiadającym podwójne obywatelstwo wskazał, że to stwierdzenie było błędne, ponieważ ukraińskie prawo nie uznawało podwójnego obywatelstwa. Zatem Amerykanie pochodzenia ukraińskiego posiadający podwójne obywatelstwo w czasie pobytu na Ukrainie uważani byli za obywatela Ukrainy oraz podlegali prawom i obowiązkom obywateli Ukrainy. Rzecznik DPSU zauważył, że normy te obowiązywały już wcześniej. Na granicy funkcjonariusze straży granicznej wielokrotnie spotykali przy kontroli paszportowej Ukraińców udających cudzoziemców, którzy zawsze ponosili odpowiedzialność w rozumieniu prawa, „jednocześnie nie należy mylić takich osób z obywatelami Ukrainy mieszkającymi na stałe poza granicami Ukrainy i posiadającymi w swoich dokumentach odpowiednie oznaczenia dotyczące rejestracji wyjazdu za granicę na miejsce stałego pobytu oraz oznaczenia przyjęcia do stałej rejestracji konsularnej w zagranicznej placówce dyplomatycznej Ukrainy”.
Prezydent Władimir Putin powiedział, że w niewoli rosyjskiej przebywało 6 tys. ukraińskich jeńców wojennych, a w niewoli ukraińskiej 1348 rosyjskich jeńców wojennych. Dzień później rzecznik wywiadu ukraińskiego Andrij Jusow stwierdził, że podawane przez Putina liczby są niezgodne z rzeczywistością, zwłaszcza liczba rosyjskich jeńców wojennych, określając to jako część rosyjskiej akcji propagandowej, dodając jednak, że Ukraina nie ujawnia prawdziwej liczby pojmanych Rosjan.

### 6 czerwca

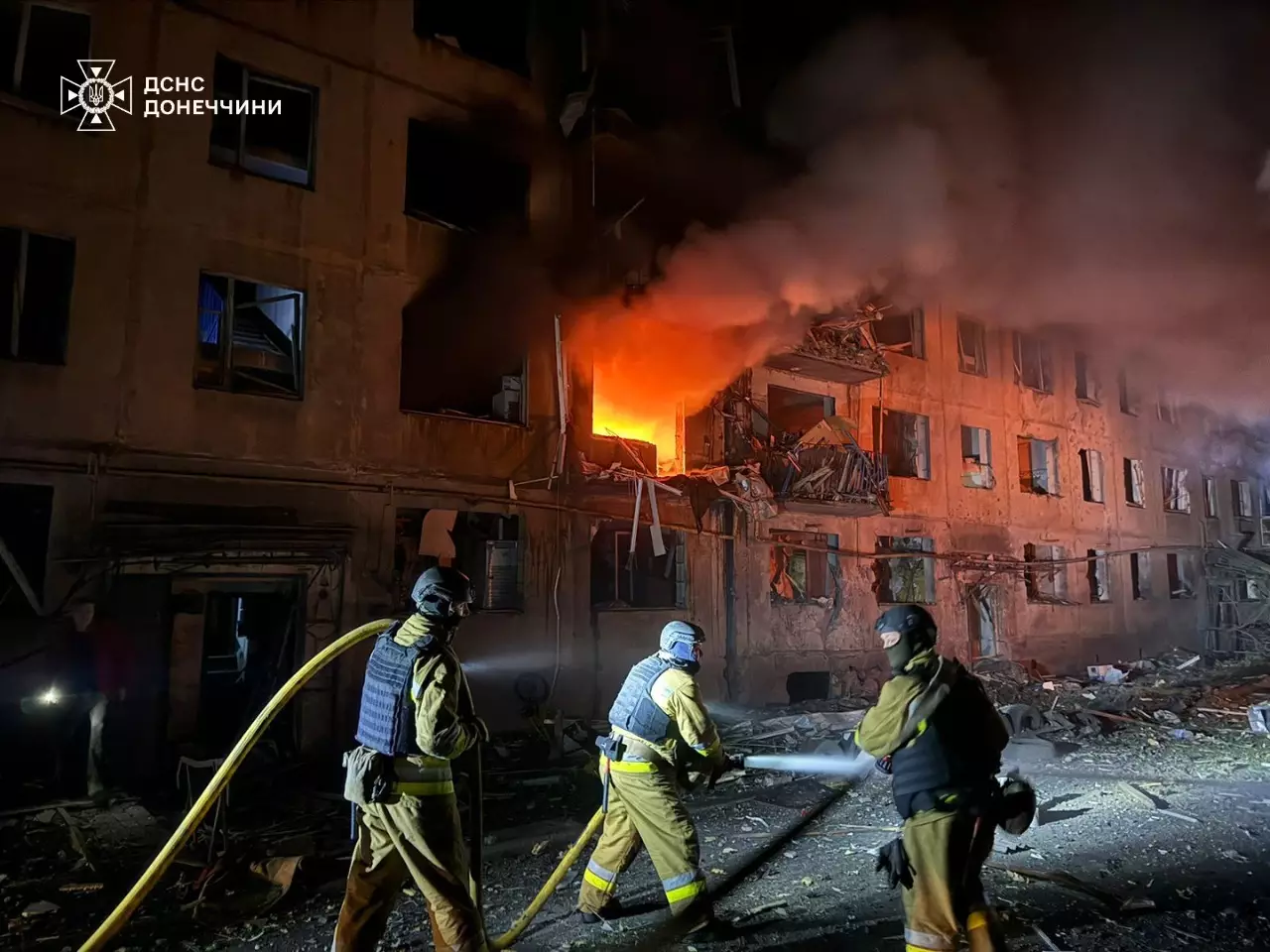
Zniszczenia Sełydowem po nocnym rosyjskim nalocie. Uszkodzonych zostało 13 budynków mieszkalnych, a siedem osób zostało rannych.

Według doniesień wojska ukraińskie posunęły się w obwodzie charkowskim i zdobyły teren w rejonie Wołczańska. Rzecznik ukraińskiego Zgrupowania „Chortyca” Nazar Wołoszyn stwierdził, że siły rosyjskie koncentrowały na przełamaniu ukraińskiej obrony i posunięciu się w kierunku Myrnohradu, Netajłowego i Sełydowego w celu dotarcia do Kurachowego i Pokrowska, aby kontynuować ofensywę na zachód od Awdijiwki i Marjinki oraz dotrzeć do ważnej autostrady prowadzącej do Konstantynówki. Wołoszyn powiedział także, że siły rosyjskie podczas ataków na Czasiw Jar używały wyrzutni rakietowych wyposażonych w amunicję termobaryczną, która „niszczyła i paliła wszystko na swojej drodze” oraz „zmuszała [ukraińskich] obrońców do tego, aby nie mieli gdzie się bronić”.
Według ISW wojska rosyjskie zrobiły postępy w pobliżu Wołczańska, na południowy wschód od Kupiańska, na północny wschód od Siewierska, na północny zachód od Awdijiwki, na południe od Wełyki Nowosiłki i w pobliżu Krynek.
Sztab Ukrainy podał, że Rosja atakowała w kierunkach Charkowa, Kupiańska, Łymanu, Siewierska, Kramatorska, Pokrowska, Kurachowego, Wremiwki, Zaporoża i Chersonia, gdzie doszło do 90 starć. W ciągu doby wojska rosyjskie przeprowadziły jeden atak rakietowy, 75 nalotów i 93 ostrzały na pozycje ukraińskie i obszary zaludnione. Generał Ołeksandr Syrski stwierdził, że Rosja skoncentrowała na Ukrainie ponad 500 tys. żołnierzy, jednakże taki stan utrzymywał się od kilku miesięcy.
W nocy Rosjanie zaatakowali obwód dniepropetrowski dwoma rakietami balistycznymi Iskander-M (z rejonu Taganrogu) a także zaatakowali terytorium Ukrainy 18 dronami Shahed 136/131 (z Primorsko-Achtarska i Krymu). Ukraińska obrona przeciwlotnicza zniszczyła 17 dronów nad obwodami mikołajowskim, chersońskim, zaporoskim i chmielnickim. Władze regionalne podały, że w rosyjskich atakach na obwody chersoński i doniecki zginęła jedna osoba, a pięć zostało rannych. Gubernator Wadym Fiłaszkin powiedział, że w ataku na Czasiw Jar zginęła 59-letnia kobieta, a starszy mężczyzna został ranny. W nocy armia rosyjska przeprowadziła serię ataków na Chersoń. Wśród trafionych obiektów znalazł się sklep „Epicentr”. Spłonęły trzy budynki mieszkalne, budynki gospodarcze, osiem samochodów osobowych oraz nieczynny już hipermarket budowlany. Wojsko rosyjskie uszkodziło obiekt infrastruktury, 9-piętrowy budynek i trzy domy prywatne w Nikopolu w obwodzie dniepropetrowskim, a także uderzyło dronem w autobus, raniąc cztery osoby. Ukraiński samolot Su-25 należący do 299 Brygady Lotnictwa Taktycznego został poważnie uszkodzony przez rosyjski dron Łancet w bazie lotniczej Dolgintsewo w Krzywym Rogu w obwodzie dniepropietrowskim. Nie zgłoszono żadnych ofiar.
Rosyjski holownik projektu 498 „Saturn”/„Proteus” z Floty Czarnomorskiej został zatopiony przez drony wywiadu ukraińskiego na Jeziorze Panśke w północno-zachodnim Krymie. W godzinach nocnych w Rosji doszło do kilku eksplozji i pożaru w rafinerii ropy naftowej w Nowoszachtyńsku w obwodzie rostowskim, która według gubernatora Wasilija Gołubiewa została spowodowana atakiem drona. Gubernator Wiaczesław Gładkow poinformował, że kolejny dron uderzył w skład ropy w rejonie starooskolskim w obwodzie biełgorodskim.
Prezydent Emmanuel Macron zapowiedział, że Francja przekaże Ukrainie bliżej nieokreśloną liczbę myśliwców odrzutowych Mirage 2000-5 i do końca 2024 roku przeszkoli ukraińskich pilotów w zakresie ich pilotażu. Dodatkowo obiecał przeszkolić i wyposażyć 4,5 tys. (brygadę) ukraińskich żołnierzy we Francji. Z kolei Japonia przekazała Ukrainie 101 pojazdów wojskowych, w tym gąsienicowe pojazdy inżynieryjne PC-065B, pojazdy terenowe Mitsubishi Type 73 Kogata i samochody ciężarowe Toyota.
Rada Najwyższa Ukrainy 320 głosami „za” zatwierdziła umowę z Unią Europejską na kwotę 54 miliardów dolarów wsparcia makrofinansowego do 2027 roku. Jeśli ukraiński rząd przeprowadzi reformy, Ukraina otrzyma pożyczki o wartości 36 miliardów dolarów i dotacje o wartości 18 miliardów dolarów. Później premier Denys Szmyhal ogłosił, że w 2024 roku Ukraina otrzyma w ramach programu 16 miliardów euro.
Prezydent Władimir Putin rozmawiał z zagranicznymi dziennikarzami podczas dorocznego Międzynarodowego Forum Ekonomicznego w Petersburgu, gdzie stwierdził, że: „Wszyscy wierzą, że Rosja rozpoczęła wojnę na Ukrainie. Ale nikt na Zachodzie i w Europie nie chce pamiętać, od czego zaczęła się ta tragedia. Zaczęło się od zamachu stanu... To jest początek wojny!”.

### 7 czerwca

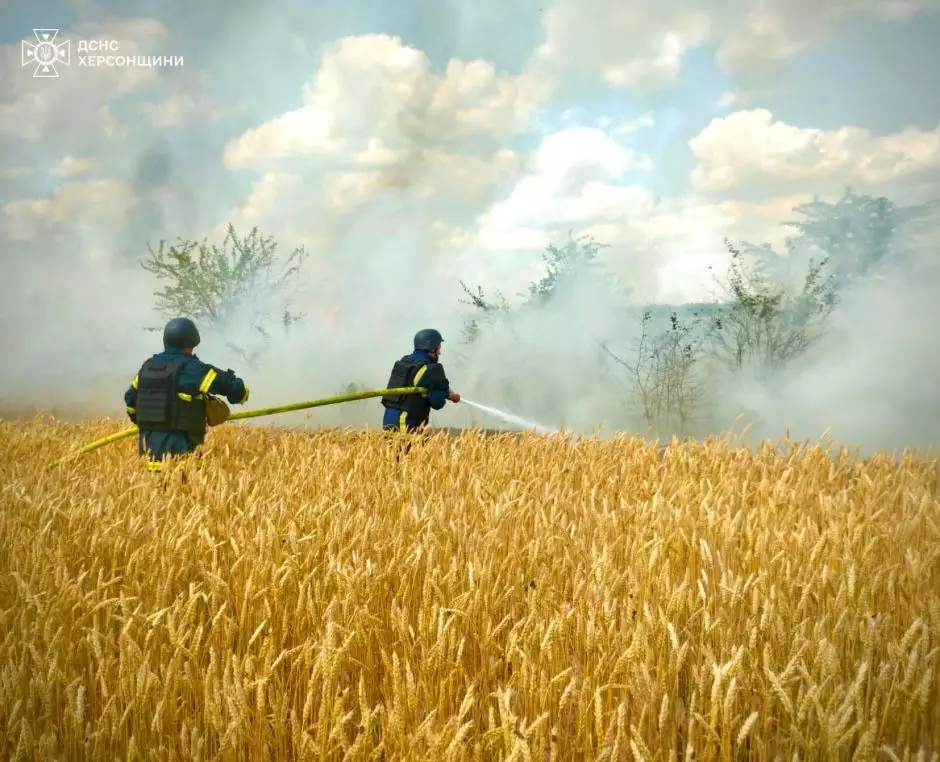
Pożar pola pszenicy w pobliżu miejscowości Monastyrśke (obwód chersoński) po rosyjskim ostrzale.

Ministerstwo Obrony Rosji poinformowało, że siły rosyjskie zajęły wioskę Paraskowijiwka, ok. 25 km na południowy zachód od Doniecka.
W opinii ISW prezydent Putin sformułował teorię zwycięstwa na Ukrainie, która zakładała, że wojska rosyjskie będą w stanie w nieskończoność kontynuować stopniowe, pełzające natarcie, uniemożliwić Ukrainie przeprowadzenie znaczących operacji kontrofensywnych i wygrać wojnę na wyniszczenie z siłami ukraińskimi. Tymczasem siły rosyjskie zrobiły postępy w pobliżu Swatowego, niedaleko Czasiw Jaru i na północny zachód od Awdijiwki.
Sztab Ukrainy podał, że Rosja atakowała w kierunkach Charkowa, Łymanu, Siewierska, Kramatorska, Pokrowska, Kurachowego, Zaporoża i Chersonia, gdzie doszło do 101 starć. W ciągu 24h wojska rosyjskie przeprowadziły trzy ataki rakietowe, 101 nalotów i 89 ostrzałów na pozycje ukraińskie i obszary zaludnione. Ukraińskie lotnictwo i artyleria przeprowadziły 17 ataków na miejsca koncentracji, dwa na stację walki radioelektronicznej i magazyn amunicji oraz dwa na rosyjskie punkty kontrolne. Rosja rozmieściła na Morzu Azowskim 10 okrętów, z czego trzy to nośniki rakiet manewrujących Kalibr.
Dowódca Sił Powietrznych Ukrainy generał Mykoła Ołeszczuk poinformował, że Rosjanie zaatakowali infrastrukturę krytyczną Ukrainy za pomocą pięciu rakiet Ch-101/Ch-555 (wystrzelonych z Tu-95MS z obwodu saratowskiego) i 53 dronów Shahed 136/131 (z Primorsko-Achtarska, Jejska, Kurska i Krymu). Ukraińska obrona przeciwlotnicza zniszczyła wszystkie pięć rakiet i  48 dronów nad obwodami dniepropetrowskim, zaporoskim, kirowogradzkim, mikołajowskim, chersońskim, odeskim, charkowskim, kijowskim i chmielnickim. Gubernator Serhij Łysak stwierdził, że wieczorem armia rosyjska ostrzelała za pomocą artylerii wieś Czerwonogrigoriwka w obwodzie dniepropetrowskim, w wyniku czego zginął 70-letni mężczyzna oraz uszkodzono budynek mieszkalny i linię energetyczną. Gubernator Filip Pronin poinformował, że kobieta uratowana spod gruzów po rosyjskim ataku rakietowym w obwodzie połtawskim zmarła w szpitalu.
Prorosyjski gubernator Wołodymyr Saldo powiedział, że rzekomo w Sadowem w obwodzie chersońskim w ostrzale sił ukraińskich zginęły 22 osoby, a 15 zostało rannych. Według niego Ukraińcy zastosowali taktykę „podwójnego uderzenia”, atakując za pomocą HIMARS sklep pełen ludzi. Rosyjskie MON oskarżyło także siły ukraińskie o wystrzelenie pięciu rakiet ATACMS na okupowany Ługańsk, w rezultacie czego co najmniej 20 osób zostało rannych, w tym dzieci. Wieczorem Leonid Pasiecznik podał, że liczba ofiar wzrosła do 57 osób, w tym czterech rannych zmarło. W ataku uszkodzono 33 budynki, w tym dwie szkoły, trzy przedszkola i Ługańską Wyższą Szkołę Technologii Informacyjnych i Przedsiębiorczości. Ukraina nie skomentowała tych doniesień. Według źródeł ukraińskich ok. 11:00 armia ukraińska przeprowadziła atak rakietowy na Ługańsk, gdzie 20 osób zostało rannych, a 10 budynków zniszczonych. Gubernator Wiaczesław Gładkow podał, że w wyniku ataku ukraińskiego drona w wiosce Nowopietrowka w obwodzie biełgorodzkim zginęła kobieta, a dwie kolejne osoby zostały ranne. Ministerstwo Obrony Rosji poinformowało, że w ciągu nocy zestrzelono nad terytorium Rosji 28 ukraińskich dronów, w tym dwa w obwodzie biełgorodzkim. Ponadto wywiad ukraiński podał, że były mer Kupiańska i kolaborant, Hennadij Macehora, został ciężko ranny w zamachu w Starym Oskole w obwodzie biełgorodzkim.
Stany Zjednoczone zapowiedziały nowy pakiet pomocy wojskowej dla Ukrainy o wartości 225 milionów dolarów, który obejmował m.in. amunicję do MIM-23 Hawk i M142 HIMARS, haubice 155 mm, pociski artyleryjskie 155 mm i 105 mm, systemy moździerzowe 81 mm, transportery opancerzone M113, wyrzutnie FIM-92 Stinger, broń przeciwpancerną Javelin i AT-4, przybrzeżne i rzeczne łodzie patrolowe oraz przyczepy do transportu ciężkiego sprzętu. Holandia, Szwecja i Dania zapowiedziały wspólną produkcję szwedzkich bojowych wozów piechoty CV90 na potrzeby Ukrainy. Plany obejmowały stworzenie 230 pojazdów, z których 180 zostanie wyprodukowanych w Holandii. Producent systemów artyleryjskich CAESAR ogłosił plany budowy fabryki na Ukrainie. Przedstawiciele francusko-niemieckiego koncernu KNDS i ukraińskiej firmy ENMEK podpisali dwie deklaracje. Pierwsza dotyczyła utworzenia na Ukrainie centrum serwisowego dział samobieżnych CAESAR, a druga zakładała wprowadzenie druku 3D do produkcji części zamiennych. Ukraina podpisała także kontrakt na dostawę drugiego radaru Ground Master 200 i modułu dowodzenia z Francji. Radar Ground Master 200 można zintegrować z systemem SAMP/T. Prezydent Emmanuel Macron powiedział, że chce w najbliższych dniach zakończyć tworzenie koalicji instruktorów wojskowych dla Ukrainy.
Ambasadorowie państw członkowskich Unii Europejskiej po raz kolejny nie mogli podjąć decyzji w sprawie zaleceń Komisji Europejskiej o rozpoczęciu negocjacji z Ukrainą w sprawie przystąpienia do UE ze względu na stanowisko Węgier. Premier Denys Szmyhal powiedział, że Komisja Europejska wspiera rozpoczęcie negocjacji akcesyjnych z Ukrainą. Jak podawał brytyjski dziennik Financial Times Komisja Europejska zamierzała zalecić rozpoczęcie rozmów w sprawie akcesji Ukrainy do UE w czerwcu br. i zakończenie ich przed przekazaniem Węgrom przewodnictwa w Radzie UE.

### 8 czerwca
Gubernator Ołeh Siniehubow stwierdził, że Rosja ograniczyła działania ofensywne w północno-wschodnim obwodzie charkowskim, mimo że nadal przegrupowywała  wojska w tym rejonie i spodziewała się dalszego postępu. Dodał, że wojska rosyjskie w dalszym ciągu przeprowadzały „ciągłe ataki” na wsie Syńkiwka i Andrijiwka, które graniczą z obwodem ługańskim, a „ostrzały również nie ustawały”. Prezydent Zełenski po spotkaniu z Naczelnym dowódcą armii ukraińskiej generałem Syrskim, powiedział, że: „Bardzo znaczącym rezultatem jest to, że armia rosyjska poniosła porażkę. Kierunek [charkowski] został wzmocniony. I będzie wzmocniony jeszcze bardziej”. Według Zełenskiego wojska ukraińskie „w jak największym stopniu” powstrzymywały siły rosyjskie i niszczyły ich jednostki.
Według ISW rosyjskie dowództw przeniosło nieokreśloną liczbę żołnierzy na ukraińsko-rosyjskie pogranicze w pobliżu obwodu charkowskiego, jednak nie wiadomo, czy rosyjskie dowództwo planuje natychmiast skierować przerzucone siły do walki lub wykorzystać je do wzmocnienia Zgrupowania Wojsk „Północ”. Ukraiński obserwator wojskowy Kostiantyn Maszowets zauważył, że część ze zgłoszonych 30 tys. personelu, który Rosja generowała co miesiąc, przybywało na front w ramach wymiany i wzmocnienia sił bojowych oraz dodał, że rosyjskie wysiłki w zakresie tworzenia sił pozwoliły wojskom rosyjskim na utworzenie jedynie ograniczonych rezerw operacyjnych i strategicznych. Tymczasem siły rosyjskie poczyniły postępy się na północ od Charkowa, na południowy wschód od Kupiańska, na wschód od Czasiw Jaru, na północny zachód od Awdijiwki i na południowy zachód od Doniecka.
Gubernator Ołeksandr Prokudin podał, że w wyniku rosyjskich ataków na Dudczany i Biłozerkę w południowym obwodzie chersońskim zginęła jedna osoba, a dwie zostały ranne. Prokuratura obwodu charkowskiego poinformowała, że ok. 15:45 czasu lokalnego wojska rosyjskie zaatakowały wioskę Chotimlia w obwodzie charkowskim dwiema bombami lotniczymi, zabijając jedną osobę i raniąc dwie kolejne. Uszkodzone zostały domy, samochody i szkoła.
Rosja stwierdziła, że nad ranem obrona przeciwlotnicza zestrzeliła trzy ukraińskie drony wycelowane w bazę lotniczą w pobliżu Mozdoku (miejsce stacjonowania samolotów MiG-31K i Tu-22M3), co było pierwszym takim atakiem w Osetii Północnej od początku wojny. Szef regionu Siergiej Meniajło powiedział, że atak spowodował „niewielkie szkody i pożary” i nikt nie odniósł obrażeń. Wywiad ukraiński opublikował zdjęcia satelitarne ataku na bazę lotniczą w Achtubinsku w obwodzie astrachańskim, ok. 589 km od granicy z Ukrainą. Wywiad poinformował, że ukraińskie drony uderzyły i uszkodziły myśliwiec odrzutowy Su-57, mogący przenosić pociski Ch-59 i Ch-69. Kanał na Telegramie „Figterbomber” powiązany z rosyjskim lotnictwem potwierdził atak drona; „Tak, wczoraj baza lotnicza w Achtubinsku została zaatakowana przez drony. Trzy z nich dotarły do bazy lotniczej”. Według niego myśliwiec uległ poważnym uszkodzeniom. Drony uszkodziły także rosyjski holownik „Inzhener Smirnov” i barkę „Sectsia 179” w Zatoce Taganroskiej.
Ukraiński samolot bojowy po raz pierwszy uderzył w cel wojskowy na terytorium Rosji przy użyciu broni powietrznej podczas ataku na „węzeł dowodzenia” w obwodzie biełgorodzkim.
Ministerstwo Obrony Ukrainy poinformowało, że od marca 2022 roku do służby w Siłach Zbrojnych Ukrainy dopuszczono ponad 110 modeli pojazdów wojskowych produkcji ukraińskiej i zagranicznej, z czego ⅓ jest produkowana na Ukrainie, a reszta w ponad 20 krajach, w tym w USA, Wielkiej Brytanii, Niemczech, Szwecji i Włoszech. Ukraińscy producenci dostarczali samochody opancerzone, ciężarówki i motocykle elektryczne, natomiast wśród sprzętu zagranicznego armia ukraińska wykorzystywała pojazdy terenowe i ciężkie pojazdy opancerzone.

### 9 czerwca
Przywódca Czeczenii Ramzan Kadyrow stwierdził, że pułk czeczeński „Achmat” zaatakował z obwodu kurskiego i rzekomo zajął przygraniczną wieś Ryżiwka w obwodzie sumskim. Według prezydenta Zełenskiego od rana nie było tam żadnych rosyjskich żołnierzy, dodając, że Rosja próbowała przeprowadzić „operację propagandową” w miejscowości, ale siły ukraińskie „w pełni kontrolowały sytuację”. Doradca USA ds. bezpieczeństwa narodowego Jake Sullivan powiedział, że ofensywa armii rosyjskiej w obwodzie charkowskim utknęła w martwym punkcie, ponieważ armia ukraińska użyła broni dostarczonej przez Stany Zjednoczone do ataków na cele wojskowe w Rosji.
W opinii ISW ograniczona zmiana polityki administracji Joe Bidena, zezwalająca Ukrainie na użycie broni dostarczanej przez USA do atakowania niektórych rosyjskich celów wojskowych na niewielkim obszarze terytorium Rosji, zmniejszyła wielkość rosyjskiego „sanktuarium naziemnego” maksymalnie tylko o 16%, jednak polityka nadal chroniła co najmniej 84% terytorium znajdującego się w zasięgu ukraińskiego ATACMS. Tymczasem wojska rosyjskie zrobiły postępy się w okolicy Kupiańska, Siewierska, Czasiw Jaru, Awdijiwki i Doniecka. Instytut ocenił, że Rosjanie „prawdopodobnie niedawno zajęli” wioskę Iwaniwka w obwodzie charkowskim, powołując się na nagranie filmowe z geolokalizacją.
Rzecznik SG Ukrainy Andrij Kowalow oświadczył, że w ciągu ostatniego tygodnia na froncie doszło do ponad 700 starć na kierunku charkowskim, kupiańskim, łymańskim, siewierskim, kramatorskim, toreckim, pokrowskim, kurachowskim, wremiwskim, zaporoskim i chersońskim. Ponadto Rosjanie przeprowadzili 15 ataków rakietowych, 431 nalotów i 733 ostrzałów na terytorium Ukrainy.
Mer Ihor Terekchow poinformował, że ok. 17:12 siły rosyjskie zaatakowały Charków za pomocą bomb lotniczych KAB, uszkadzając cztery domy prywatne, ogrodzenie, garaż i jeden samochód. Nie odnotowano ofiar śmiertelnych ani rannych. Gubernator Serhij Łysak powiedział, że wojska rosyjskie ostrzelały rejon nikopolski, raniąc 44-letnią kobietę. W atakach uszkodzono szklarnię, łódź rybacką, cztery domy, dwa budynki gospodarcze i garaż.
Ministerstwo Obrony Rosji poinformowało, że obrona przeciwlotnicza zestrzeliła ukraińskiego drona w obwodzie biełgorodzkim. Lokalne kanały na Telegramie informowały o głośnej eksplozji w rejonie rakitiańskim, wraz ze zdjęciami i filmami przedstawiającymi dym. Według kanału „Astra” miejscowi twierdzili, że trafiono w rosyjski skład amunicji. Ukraiński pocisk uderzył w stanowisko dowodzenia rosyjskiej 6 Armii Ogólnowojskowej w pobliżu Szebiekina w obwodzie biełgorodzkim. Ośmiu oficerów uznano za zaginionych.
Ukraińskie Siły Powietrzne ogłosiły, że w ciągu kilku tygodni rozpoczną testowanie własnych kierowanych bomb lotniczych ze względu na „ograniczone” dostawy zachodniej broni kierowanej. Generał Serhij Holubcow stwierdził, że: „Rozwijamy ukraińskie bomby kierowane, modyfikując konwencjonalne bomby niekierowane. Wiąże się to z wyborem prawego skrzydła, modułu GPS i sterowania. Wstępne testy rozpoczną się za kilka tygodni”.
Agencja prasowa Bloomberg, powołując się na anonimowych urzędników europejskich, podała, że Rosja zmusiła tysiące imigrantów i zagranicznych studentów do wstąpienia do armii rosyjskiej i walki na Ukrainie w celu zwiększenia siły roboczej w obwodzie charkowskim. Jeśli nie zgodzą się na wstąpienie do armii, ich pobyt nie będzie możliwy ze względu na brak przedłużenia wizy rosyjskiej.

### 10 czerwca

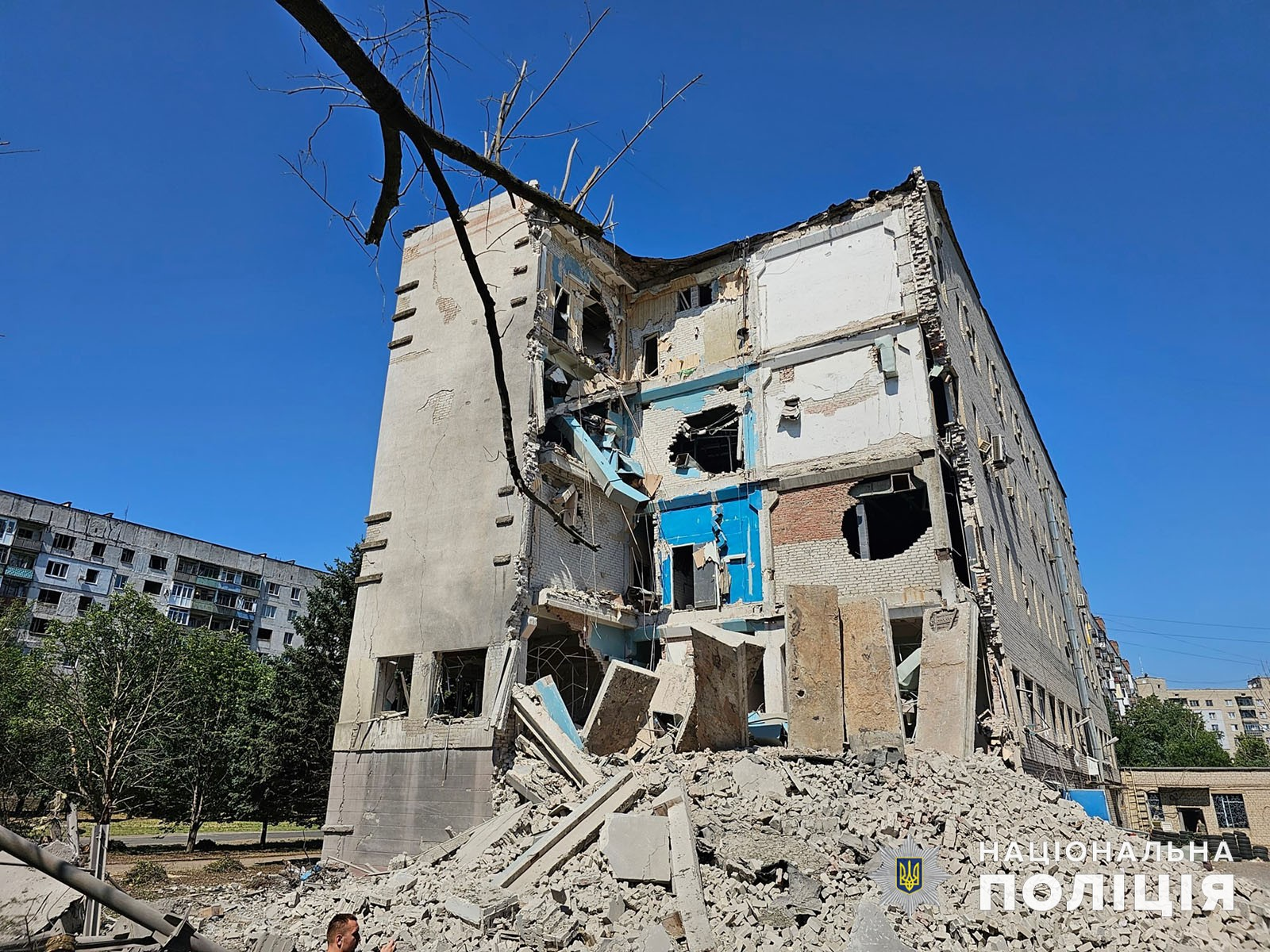
Budynek mieszkalny w Konstantynówce po rosyjskim bombardowaniu. W mieście uszkodzonych zostało 13 budynków mieszkalnych i budynek administracyjny, a sześć osób zostało rannych.

Ministerstwo Obrony Rosji stwierdziło, że wojska rosyjskie zajęły wieś Staromajorśke, na południowy zachód od Doniecka, natomiast rzecznik Zgrupowania „Chortyca” Nazar Wołoszyn poinformował, że walki o wieś nadal trwały. Dodał także, że: „Jeśli chodzi o Iwaniwśke, mogę powiedzieć tak: miejscowości należą do Ukrainy, siły obronne kontrolują ten sektor”.
W ocenie ISW siły rosyjskie posunęły na południowy zachód od Doniecka oraz na granicy obwodu donieckiego i zaporoskiego.
Sztab Ukrainy podał, że Rosja atakowała w kierunkach Charkowa, Kupiańska, Łymanu, Siewierska, Kramatorska, Pokrowska, Kurachowego, Wremiwki, Zaporoża i Chersonia, gdzie doszło do 100 starć. W ciągu doby wojska rosyjskie przeprowadziły 62 naloty i 149 ostrzałów na pozycje ukraińskie i obszary zaludnione. Ukraińskie lotnictwo i artyleria przeprowadziły 13 ataków na miejsca koncentracji, siedem na systemy przeciwlotnicze, dwa na jednostki artylerii i artylerii oraz jeden na stację radarową. Rzecznik ukraińskiej Marynarki Wojennej Dmytro Pletenczuk powiedział, że po wielokrotnych atakach rosyjska armia zaczęła wykorzystywać łodzie podwodne do patrolowania Morza Czarnego. Według stanu na grudzień 2023 roku ok. 30% okrętów Floty Czarnomorskiej zostało zniszczonych. Armia rosyjska rozmieściła wówczas cztery okręty na Morzu Czarnym, z czego trzy były wyposażone w rakiety manewrujące, a dwa okręty podwodne miały regularnie patrolować morze.
Według lokalnych władz siły rosyjskie zaatakowały obwody charkowski i chersoński, zabijając jedną osobę i raniąc trzy kolejne. Gubernator Ołeh Siniehubow powiedział, że według wstępnych informacji o 9:30 czasu lokalnego Dergacze zostały trafione kierowaną bombą lotniczą, w wyniku czego zginął cywil, a dwie osoby odniosły obrażenia. Gubernator Ołeksandr Prokudin podał, że siły rosyjskie zaatakowały także dom w Chersoniu, raniąc 102-letnią kobietę. Mer Ihor Terechow poinformował, że wojska rosyjskie uderzyły w Charków trzema bombami szybującymi, w rezultacie czego jedna osoba zginęła, a co najmniej siedem zostało rannych. Ukraińska Państwowa Służba Ratunkowa podała, że ok. 23:00 armia rosyjska zrzuciła bombę lotniczą KAB-500 na Konstantynówkę w obwodzie donieckim, raniąc co najmniej sześciu cywilów. Z raportu opublikowanego przez Kijowską Szkołę Ekonomiczną wynikało, że według stanu na maj 2024 roku inwazja Rosji na Ukrainę spowodowała straty w sektorze energetycznym w wysokości 56,2 mld dolarów, a na odbudowę obiektów energetycznych potrzebne będzie 50,5 mld dolarów.
W godzinach nocnych na Krymie mieszkańcy rejonów Dżankoja, Eupatorii, Czornomorskiego, Rozdolnego i Saki odnotowali eksplozje. Według doniesień cztery rakiety trafiły w cel w pobliżu Eupatorii. Według kanału na Telegramie „ASTRA” siły ukraińskie przy pomocy rakiet ATACMS uszkodziły dwa kompleksy S-300 i cztery radary w rejonie Dżankoja i Saki. Ponadto wśród żołnierzy 31 Dywizji Obrony Powietrznej odnotowano zabitych i rannych Później SG Ukrainy oświadczył, że celem ataków były rosyjskie systemy rakiet przeciwlotniczych S-400 w pobliżu Dżankoja oraz S-300 w rejonie Czornomorskiego i Eupatorii. Ukraińskie wojsko poinformowało także, że zestrzeliło rosyjski myśliwiec Su-25 nad sektorem Pokrowska w obwodzie donieckim. Rzecznik ukraińskiej Marynarki Wojennej Pletenczuk podał, że niszczyciel rakietowy projektu 1155 „Admirał Lewczenko” Floty Północnej zapalił się w wyniku awarii silnika na Morzu Barentsa. Rzecznik zwrócił uwagę, że w związku z ukraińskimi sankcjami rosyjska marynarka wojenna nie może używać silników wyprodukowanych w ukraińskim Mikołajowie do naprawy i konserwacji statków. Według Ministerstwa Obrony Rosji nad ranem w Osetii Północnej rozbił się myśliwiec-bombowiec Su-34, w wyniku czego zginęły dwie osoby. Przyczyną katastrofy były problemy techniczne.
Minister Przemysłu Strategicznego oświadczył, że niemiecki koncern Rheinmetall i ukraińska spółka państwowa Ukroboronprom wspólnie uruchomiły na Ukrainie pierwszą fabrykę sprzętu obronnego oraz zakład naprawy czołgów i pojazdów zagranicznych.
Szef Agencji Odbudowy Ukrainy Mustafa Najem ogłosił rezygnację ze stanowiska, powołując się na „przeszkody systemowe”, uniemożliwiające mu skuteczne wykonywanie obowiązków. Rezygnacja nastąpiła na krótko przed Konferencją Odbudowy Ukrainy w Berlinie i Szczytem Pokojowym w Szwajcarii.
Według niezależnego serwisu Mediazona w czasie walk o Bachmut zginął co trzeci rosyjski więzień zwerbowany przez Grupę Wagnera. Według śledztwa Wagner zwerbował do wojny z Ukrainą co najmniej 48 366 osób, w tym 43 800 byłych więźniów, pochodzących z niemal wszystkich regionów Rosji. W ciągu 327 dni walk o miasto zginęło co najmniej 19 547 osób (maksymalna strata wynosiła 213 osób w ciągu jednego dnia), z czego 17 175 to więźniowie, a pozostałych 2372 to zawodowi najemnicy. Z kolei dziennik The New York Times donosił, że armia rosyjska werbowała więźniarki do służby na Ukrainie.
W Polsce, w mieście Skarżysko-Kamienna, doszło do eksplozji w fabryce broni Mesko. Zginął jeden z pracowników zakładu, który przebywał w środku, a kilku innych zostało rannych. Zakład zajmuje się produkcją broni m.in. na potrzeby armii ukraińskiej.

### 11 czerwca
Ministerstwo Obrony Rosji oświadczyło, że wojska rosyjskie zajęły wsie Tymkiwka, 120 km na wschód od Charkowa oraz Mjasożariwka w obwodzie ługańskim. Mer Ihor Terechow poinformował, że siły ukraińskie uderzyły w pozycje wyrzutni rakiet w Rosji, skutecznie pomagając zmniejszyć liczbę rosyjskich ataków na oblężony Charków. Chociaż rosyjskie ataki rakietowe i dronów na miasto trwały, Terechow powiedział, że możliwość uderzenia w głąb Rosji złagodziło sytuację po tygodniach ciężkiego bombardowania; „Może dlatego Charków ma... ten okres... spokoju przez ostatnie kilka tygodni... że nie było tak wielkich nalotów, jak na przykład w maju”.
Brytyjski MON podał, że wojska rosyjskie prawdopodobnie osiągnęły ograniczone przełamanie na wschodnich przedmieściach Czasiw Jaru i przejęły kontrolę nad wsią Iwaniwśke na południowy wschód od miasta. Toczyły się ciężkie walki na obszarach zabudowanych Czasiw Jaru, gdzie ukraińskie siły próbowały powstrzymać rosyjskie postępy. Siły rosyjskie przypuszczalnie pozostawały po wschodniej stronie kanału, który przechodzi przez miejscowość. Prawdopodobnie Rosjanie wypierali Ukraińców z przedmieść Czasiw Jaru przy użyciu piechoty kosztem wysokich strat. Zdaniem Ministerstwa „Czasiw Jar jest wartościowy dla Rosji ze względu na jego strategiczne położenie na płaskowyżu, jak również jego wcześniejsze użycie jako węzeł logistyczny Sił Zbrojnych Ukrainy”. Według ISW siły rosyjskie posunęły się na południowy wschód od Kupiańska i na północny zachód od Awdijiwki.
Gubernator Ołeh Siniehubow poinformował, że ze względu na zniszczenia spowodowane atakami rosyjskimi ewakuowano prawie 12 tys. osób z obwodu charkowskiego, m.in. z rejonu Kupiańska i Wołczańska. Gubernator Iwan Fedorow powiedział, że Rosja planowała zorganizować imigrację co najmniej 50 tys. Rosjan i innych grup etnicznych do okupowanego obwodu zaporoskiego w celu zmiany składu etnicznego ludności i ograniczenia możliwości oporu wobec Rosji.
Dron Switchblade, prawdopodobnie model 600 lub ulepszony, uderzył w wyrzutnię rakiet Buk w Sarabaszu (dawniej Komunariwka) w obwodzie donieckim. Dron musiał „przelecieć ponad 30 km”, aby uderzyć w cel.
Według OSW Rosjanie kontynuowali natarcie na kilku kierunkach na zachód od Doniecka. Ich działania wskazywały na zamiar przecięcia trasy Pokrowsk–Konstantynówka, stanowiącą główną linię komunikacyjną łączącą siły ukraińskie na zachodzie i północy obwodu donieckiego. Po wkroczeniu do Nowoołeksandriwki Rosjanie znaleźli się ok. 8 km od trasy, co zwiększyło możliwości jej ostrzału, a tym samym utrudniało przemieszczanie ukraińskich jednostek i zaopatrzenia. Siły rosyjskie posuwały się wzdłuż autostrady M04 z Doniecka do Dniepru, a po zajęciu wsi Netajłowe rozpoczęły walki o Karliwkę. Z kolei wyparcie Ukraińców z Paraskowijiwki umożliwiło im przystąpienie do szturmu Kostiantyniwki, miejscowości na trasie Wuhłedar–Marjinka. Pod kontrolą rosyjską znalazła się cała południowa część Krasnohoriwki. Pod presją Rosjan i groźbą oskrzydlenia od północy Ukraińcy wycofali się z części mikrorejonu Kanał w Czasiw Jarze. Jednostki rosyjskie rozpoczęły ataki na mikrorejon Nowyj po zachodniej stronie kanału Doniec–Donbas, jednak bez zdobycia przyczółka. Rosjanie zajęli ponownie Staromajorśke na południe od Wełykiej Nowosiłki. Na większości frontu w rejonie Charkowa wojska rosyjskie de facto przeszły do obrony. Głównym rejonem walk był Wołczańsk, gdzie Ukraińcy utrzymywali przyczółek na północy miasta. Strona ukraińska przedstawia sprzeczne informacje o sytuacji w obwodzie chersońskim, w którym prawdopodobnie doszło do wycofania sił ukraińskich z przyczółków na lewym brzegu Dniepru, m.in. z Krynek, a operujące tam jednostki zostały przerzucone na front charkowski.
Podczas konferencji prasowej z prezydentem Zełenskim minister obrony Boris Pistorius ogłosił, że Niemcy i ich sojusznicy dostarczą Ukrainie ok. 100 rakiet Patriot. Minister Pistorius zapowiedział także, że Niemcy przekażą trzecią baterię Patriot, systemy przeciwlotnicze IRIS-T i Gepard oraz rakiety i amunicję w ramach pakietu pomocy wojskowej o wartości ok. 500 milionów euro. Kanclerz Olaf Scholz powiedział na konferencji prasowej, że Niemcy nie miały wówczas zamiaru wspierać propozycji prezydenta Francji Macrona dotyczącej wysłania instruktorów wojskowych na Ukrainę, zaznaczając, że będą w dalszym ciągu szkolić ukraińskich żołnierzy w Niemczech. Norweskie MSZ ogłosiło, że Norwegia przekaże Ukrainie wsparcie w zakresie obrony powietrznej w wysokości 257 mln dolarów, z czego 134 mln dolarów zostanie przeznaczone na niemiecką inicjatywę zakupu rakiet Patriot dla Ukrainy. Ponadto Departament Stanu USA zniósł zakaz dostarczania broni i przeprowadzania szkoleń dla brygady „Azow” po oczyszczeniu jej z zarzutów łamania praw człowieka w ramach przeglądu.
Przewodnicząca Komisji Europejskiej Ursula von der Leyen powiedziała na konferencji dotyczącej odbudowy Ukrainy, że Rosja musi zostać pociągnięta do odpowiedzialności za swoje zbrodnie na Ukrainie. W związku z tym Unia Europejska przekazała Ukrainie w lipcu br. 1,6 miliarda dolarów z zamrożonych zysków z rosyjskich aktywów. Minister spraw zagranicznych Antonio Tajani powiedział, że Włochy ogłosiły plan pomocy w wysokości 150 mln dolarów na ukraińską infrastrukturę i odbudowę kolei, opiekę medyczną, rolnictwo i rozminowywanie, z czego 48 mln dolarów zostanie przeznaczone na odbudowę Odessy. Prezes Europejskiego Banku Odbudowy i Rozwoju (EBRD) Odile Renaud-Basso oświadczyła na spotkaniu, że bank przekaże 1,07 mld dolarów Ukrainie na naprawe uszkodzonej infrastruktury energetycznej i kolejne 26,8 mln dolarów na przywrócenie usług wodnych w Mikołajowie. Europejski Bank Inwestycyjny (EIB) powiedział, że przekaże Ukrainie 107 milionów dolarów na odbudowę i modernizację infrastruktury cywilnej.
Ukraina formalnie utworzyła Siły Systemów Bezzałogowych, oddział ukraińskiej armii kierujący operacjami z wykorzystaniem dronów. Dzień wcześniej SG Ukrainy poinformował, że zastępca dowódcy armii ukraińskiej Wadym Sucharewski został mianowany dowódcą nowo utworzonych Sił Systemów Bezzałogowych. Minister obrony Rustem Umierow podpisał dekret w tej sprawie.

### 12 czerwca
Naczelny Dowódca armii ukraińskiej generał Ołeksandr Syrski powiedział, że Rosja rozmieściła największą liczbę jednostek szturmowych z ośmiu brygad w sektorach Pokrowska i Kurachowego w obwodzie donieckim. Walki toczyły się także w pobliżu Kliszczijiwki, Kałyniwki i Czasiw Jaru, położonego na wzniesieniu miasta, które potencjalnie otwiera drogę do dalszego natarcia w obwodzie donieckim. Rosja w dalszym ciągu atakowała Biłohoriwkę i próbowała atakować Siewiersk, miasto na północ od Bachmutu, z dwóch kierunków. Według Syrskiego w sektorze charkowskim wojska rosyjskie próbowały posuwać się naprzód i tworzyć tzw. „pas bezpieczeństwa”, ale bezskutecznie, dodając, że Rosja „ugrzęzła” w oblężonym Wołczańsku, ale stale uzupełniała swoje siły jednostkami z innych kierunków. Zdaniem Syrskiego siły rosyjskie napierały na Staromajorśke i Robotyne, „ale bez powodzenia”.
W opinii ISW siły rosyjskie poczyniły potwierdzone postępy w pobliżu Wołczańska, Siewierska i Awdijiwki oraz w zachodnim obwodzie zaporoskim.
Sztab Ukrainy podał, że Rosja atakowała w kierunkach Charkowa, Kupiańska, Łymanu, Siewierska, Kramatorska, Pokrowska, Kurachowego i Zaporoża, gdzie doszło do 126 starć. W ciągu 24h wojska rosyjskie przeprowadziły cztery ataki rakietowe, 38 nalotów i 94 ostrzałów na pozycje ukraińskie i obszary zaludnione. Ukraińskie lotnictwo i artyleria przeprowadziły pięć ataków na miejsca koncentracji, trzy na systemy przeciwlotnicze i jeden na jednostkę artylerii. Szef wywiadu ukraińskiego generał Kyryło Budanow podał, że Rosjanie zainstalowali na okupowanym Krymie najnowszy system obrony powietrznej S-500 Prometeusz w celu obrony Mostu Krymskiegp; „Rosyjski system obrony powietrznej jest wzmacniany. To całkiem oczywiste i zrozumiałe. Pojawiły się najnowsze elementy S-500. W zasadzie będzie to ich eksperymentalne zastosowanie, ale tam [na Krymie] już się pojawiły”.
W nocy Rosja zaatakowała Ukrainę za pomocą sześciu rakiet, w tym czterech rakiet manewrujących Ch-101/Ch-555 (wystrzelonych z Tu-95MS z obwodu saratowskiego), jednej rakiety balistycznej Iskander-M (z Krymu) i jednej rakiety hipersonicznej Kindżał (z obwodu tambowskiego) oraz 24 dronów Shahed 136/131 (z Jejska i Primorsko-Achtarska). Ukraińska obrona przeciwlotnicza zestrzeliła pięć rakiet (prócz pocisku Iskander) i wszystkie drony w obwodach kijowskim, zaporoskim, połtawskim, dniepropetrowskim, charkowskim i winnickim. Według władz lokalnych część rakiet i dronów leciała w stronę Kijowa. W obwodzie kijowskim spadające szczątki spowodowały pożar obiektu przemysłowego i magazynu oraz został uszkodzony dom prywatny, stacja benzynowa i garaż, a jedna osoba została ranna. W obwodzie dniepropetrowskim zostało zniszczonych dziewięć domów prywatnych, a trzy osoby zostały ranne. W obwodzie sumskim uszkodzony został obiekt energetyczny, w wyniku czego 14 miejscowości zostało pozbawionych prądu. Ministerstwo Obrony Rosji ogłosiło, że był to atak na „parking samolotów i infrastrukturę bazy lotniczej Sił Zbrojnych Ukrainy, a także tymczasowy punkt rozmieszczenia zagranicznych najemników, miejsca szkolenia w zakresie użycia łodzi bezzałogowych, składy amunicji i materiałów wybuchowych”. Ukraiński żołnierz stwierdził, że podczas rosyjskiego ataku na Kijów zestrzelił rakietę manewrującą za pomocą karabinu maszynowego.
Prokuratura Generalna Ukrainy poinformowała, że w ataku rakietowym na dzielnicę mieszkaniową w Krzywym Rogu co najmniej dziewięć osób zginęło, a 32 zostały ranne, w tym pięcioro dzieci. Mer Ołeksandr Wiłkul powiedział, że o 15:51 doszło do eksplozji w mieście. Według doniesień uszkodzony został budynek administracyjny i wieżowiec.
Lokalne media podały, że na Krymie i w Kraju Krasnodarskim doszło do eksplozji. Według ukraińskich urzędników zniszczone zostały rosyjskie S-300 w pobliżu lotniska Belbek oraz dwa S-400 w pobliżu Belbeku i Sewastopola. Później SG Ukrainy poinformował, że siły ukraińskie zniszczyły w nocy dwa radary systemów S-300 i S-400 w kilku obszarach okupowanego Krymu. Ukraińska grupa partyzancka „Atesz” oświadczyła, że członkowie organizacji oblali łatwopalną cieczą stację łączności satelitarnej R-441 Liven rosyjskiego 584 Gwardyjskiego Pułku Rakiet Przeciwlotniczych stacjonującego w Klinie w obwodzie moskiewskim, po czym ją podpalili. Rzecznik wywiadu ukraińskiego Andrij Jusow potwierdził, że 9 czerwca br. podczas ataku na lotnisko w Achtubinsku w obwodzie astrachańskim zostały trafione dwa rosyjskie myśliwce Su-57, w tym jeden został ciężko uszkodzony, a drugi doznał mniejszych uszkodzeń i można go naprawić.
Stany Zjednoczone obiecały dostarczenie Ukrainie drugiej baterii Patriot. Według dziennika The New York Times, powołującego się na anonimowych urzędników amerykańskich, broń zostanie przesunięta z Polski, gdzie była wykorzystywana do ochrony stacjonujących tam amerykańskich żołnierzy. Minister obrony Kajsa Ollongren powiedziała, że tego lata, zaraz po Danii, Holandia dostarczy na Ukrainę pierwsze myśliwce F-16. Ministerstwo Obrony Litwy ogłosiło, że dostarczy Ukrainie 14 transporterów opancerzonych M113 w celu pomocy w rozminowywaniu. Minister przemysłu strategicznego Ukrainy Ołeksandr Kamyszin poinformował, że osiągnął porozumienie z niemieckim producentem broni Rheinmetall w sprawie rozpoczęcia w 2024 roku produkcji nowoczesnych bojowych wozów piechoty Lynx na Ukrainie.
Sekretarz generalny NATO Jens Stoltenberg złożył wizytę na Węgrzech i po rozmowach z premierem Orbánem powiedział, że „Oczekuję, że sojusznicy zgodzą się co do wiodącej roli NATO w koordynowaniu i zapewnianiu pomocy w zakresie bezpieczeństwa oraz szkoleń dla Ukrainy. Oczekuję również, że sojusznicy zgodzą się na długoterminowe zobowiązanie finansowe do zapewnienia wsparcia wojskowego”, dodając, że „premier Orbán dał jasno do zrozumienia, że Węgry nie będą uczestniczyć w wysiłkach NATO”, ale też „nie będą sprzeciwiać się tym wysiłkom, umożliwiając innym sojusznikom dalszy postęp”.

### 13 czerwca
Gubernator Ołeh Siniehubow poinformował, że w okolicy Charkowa doszło do pięciu starć, a próby zbliżenia się Rosjan do pozycji ukraińskich rejonie Łypci, Wołczańska i Tychego nie powiodły się. Na kierunku kupiańskim liczba starć wzrosła do 13. Wojska rosyjskie przeprowadziły ataki w rejonie Syńkiwki, Petropawliwki, Nowoosyniwki, Piszczan i Mjasożariwki, gdzie dziewięć ataków zakończyło się niepowodzeniem. W okolicy Petropawliwki, Piszczan i Mjasożariwki nadal trwały walki, jednak sytuacja była pod kontrolą.
Według ISW siły ukraińskie posunęły się na północ od Charkowa, a siły rosyjskie zrobiły nieznaczne postępy się w pobliżu Siewierska i Awdijiwki.
Gubernator Serhij Łysak oświadczył, że w rosyjskim ataku na Nowomoskowsk w obwodzie dniepropetrowskim ok. pięć osób zostało rannych, w tym 3-letnia dziewczynka, której stan oceniono na średnio ciężki. W wyniku ataku uszkodzono 91 domów, pięć instytucji edukacyjnych i infrastrukturę gazową.
Ukraińska armia poinformowała, że 3 Pułk Sił Operacji Specjalnych po raz pierwszy zaatakował i zniszczył rosyjską cyfrową stację radiową R-416GM (mającą na celu poprawę wydajności radiowych jednostek przekaźnikowych w terenie), zakłócając komunikację między stanowiskiem dowodzenia a oddziałami rosyjskimi. Ministerstwo Obrony Rosji oświadczyło, że zniszczono trzy drony nad obwodem jarosławskim i kolejnego nad obwodem włodzimierskim. Gubernator Wiaczesław Gładkow stwierdził, że w Biełgorodzie dron uszkodził samochód i ranił dwie osoby.
Prezydent Wołodymyr Zełenski odwiedził Włochy, gdzie wziął udział w spotkaniu G7 i spotkał się z premier Włoch, Giorgią Meloni. Zełenski na konferencji prasowej powiedział, że niedawna pomoc wielu krajów pomogła armii ukraińskiej w rotacji na froncie wschodnim. Później Zełenski i premier Japonii Fumio Kishida podpisali 10-letnie porozumienie o bezpieczeństwie. Japonia przekaże Ukrainie pomoc w wysokości 4,5 miliarda dolarów w 2024 roku i zapewni wsparcie w obszarach bezpieczeństwa, obronności, pomocy humanitarnej, technologii i finansów. Następnie Zełenski spotkał się z prezydentem USA Joe Bidenem. Obie strony podpisały 10-letnie porozumienie o bezpieczeństwie. Stany Zjednoczone będą wspierać Ukrainę w wygraniu wojny oraz określiły to porozumienie jako pomost umożliwiający Ukrainie przyłączenie się do NATO w przyszłości. USA obiecały także wspierać Ukrainę w rozwijaniu nowoczesnych sił zbrojnych, interoperacyjnych z NATO i zdolnych do obrony przed przyszłą agresją, w tym w rozwoju ukraińskiej obrony powietrznej i przeciwrakietowej, cyberbezpieczeństwa i zdolności morskich oraz w zdobyciu nowoczesnej floty samolotów bojowych, w tym m.in. F-16. W umowie podkreślono także, że Ukrainie należy zapewnić godziwą rekompensatę za szkody spowodowane rosyjskimi atakami, a Stany Zjednoczone nadal będą kontrolować rosyjskie aktywa podlegające amerykańskiej jurysdykcji dopóki Rosja nie pokryje strat wyrządzonych Ukrainie. Unia Europejska również planowała podpisać podobne porozumienie.
Podczas szczytu we Włoszech grupa G7 osiągnęła porozumienie w sprawie udzielenia Ukrainie do końca 2024 roku pożyczki w wysokości 50 mld na cele wojskowe. Pożyczka zostanie spłacona wraz z odsetkami z zamrożonych rosyjskich aktywów o wartości ok. 300 mld dolarów. Minister obrony Bill Blair zapowiedział , że Kanada przekaże nowy pakiet pomocy wojskowy dla Ukrainy, który obejmował pierwszą transzę 2300 wycofanych ze służby „silników rakietowych CRV7” bez głowic bojowych, cztery pojazdy opancerzone (z 50), które mają być montowane w Kijowie oraz 29 zdalnie sterowanych stacji uzbrojenia Nanuk i 130 tys. szt. amunicji. Ministerstwo Obrony Ukrainy oświadczyło, że armia ukraińska otrzyma dostawę pocisków artyleryjskich 152 mm o wartości ok. 376 mln dolarów z „Międzynarodowego Funduszu na rzecz Ukrainy” (IFU) zarządzanego i finansowanego przez Wielką Brytanię oraz Australię, Danię, Islandię, Litwę, Holandię, Norwegię, Szwecję i Nową Zelandię. Ponadto rząd Norwegii ogłosił, że przekaże Ukrainie jako darowiznę pociski do moździerzy 81 mm o wartości 41 mln euro.
Sekretarz obrony USA Lloyd Austin powiedział podczas ceremonii otwarcia 23. spotkania Grupy Kontaktowej ds. Obrony Ukrainy, że od czasu inwazji Rosji w lutym 2022 roku co najmniej 350 tys. rosyjskich żołnierzy zostało zabitych lub rannych, 24 rosyjskie okręty wojenne zostały zatopione lub uszkodzone na Morzu Czarnym, a zanim armia rosyjska wznowiła ofensywę we wrześniu 2023 roku, straciła na linii frontu ponad 2600 czołgów, co po raz kolejny przypomniało ludziom o cenie, jaką Rosja zapłaciła za imperialne ambicje Putina. Podziękował także partnerom na całym świecie za wsparcie Ukrainy, dodając że od lutego 2022 roku Grupa Kontaktowa przekazała Ukrainie ponad 98 miliardów dolarów na pomoc wojskową. Ponadto, w odpowiedzi na wcześniejsze doniesienia mediów, jakoby Stany Zjednoczone planowały transfer systemu Patriot stacjonującego w Polsce na Ukrainę, Austin oświadczył, że USA nie miało zamiaru przenosić polskiego systemu Patriot oraz współpracuje z innymi krajami, aby zapewnić Ukrainie obronę przeciwlotniczą, w tym Patrioty i inne systemy obrony powietrznej.
Prezydent Wołodymyr Zełenski oświadczył, że otrzymał ustne zapewnienie od przywódcy Chińskiej Republiki Ludowej Xi Jinpinga, że Chiny nie będą dostarczać Rosji broni.

### 14 czerwca
Ukraińska 68 Brygada Jaeger poinformowała, że podczas walk w sektorze Pokrowska zniszczyła całą rosyjską kompanię czołgów składającą się z 16 pojazdów, w tym ośmiu czołgów i ośmiu bojowych wozów piechoty. Później rzecznik Zgrupowania „Chortyca” potwierdził doniesienia brygady, stwierdzając, że: „Na osi Pokrowska nasze Siły Obronne zniszczyły osiem rosyjskich czołgów i uszkodziły dwa kolejne. W sumie jest ich 10. To tworzy kompanię czołgów. Ponadto na tym odcinku frontu obrońcy zniszczyli jeszcze osiem bojowych wozów opancerzonych, dwa systemy artyleryjskie i cztery inne pojazdy (jeden więcej uszkodzony)”.
Według ISW prezydent Putin przedstawił bezkompromisowe żądania kapitulacji Ukrainy jako warunek wstępny „pokojowych” negocjacji, w tym uznania przez Ukraińców nielegalnej aneksji przez Rosję terytoriów okupowanych i kontrolowanych we wschodniej i południowej Ukrainie. Tymczasem siły rosyjskie poczyniły potwierdzone postępy w pobliżu Awdijiwki i Doniecka.
Ukraińskie Siły Powietrzne oświadczyły, że w nocy Rosja przeprowadziła na Ukrainę atak za pomocą 17 dronów Shahed 136/131 (z Jejska) oraz 14 rakiet, w tym 10 pocisków manewrujących Ch-101/Ch-555 (wystrzelonych z samolotów Tu-95MS z obwodu saratowskiego), trzech rakiet balistycznych Iskander-M (z Krymu i Kraju Krasnodarskiego) i jeden pocisku hipersonicznego Kindżał (z obwodu tambowskiego). Ukraińska obrona przeciwlotnicza, mobilne grupy ogniowe i środki walki elektronicznej zniszczyły siedem rakiet Ch-101/Ch-555 i wszystkie drony w obwodach odeskim, zaporoskim, mikołajowskim, kirowohradzkim, chmielnickim, charkowskim i dniepropetrowskim. Administracja Wojskowa podała, że jedna osoba zginęła, a siedem zostało rannych w rosyjskim ataku rakietowym w obwodzie sumskim. W ciągu doby Rosjanie atakowali obwód przy pomocy dronów, moździerzy, artylerii i rakiet. W sumie odnotowano 38 eksplozji.
Rosyjscy urzędnicy twierdzili, że drony uderzyły w obiekty energetyczne w obwodach rostowskim i woroneskim. Gubernator Wasilij Gołubiew powiedział, że atak drona na Mrozowsk w obwodzie rostowskim spowodował pożar i zakłócenia w dostawie prądu. Gubernator Aleksandr Gusiew, że w nocy drony uderzyły w rafinerię ropy naftowej w obwodzie woroneskim, uszkadzając zbiorniki paliwa. Rosyjskie Ministerstwo Obrony podało, że w ciągu doby rosyjska obrona przeciwlotnicza zestrzeliła 87 ukraińskich dronów nad obwodami rostowskim (70), woroneskim (6), kurskim (6), biełgorodzkim (2), wołgogradzkim (2) i Krymem (1). Urzędnicy wywiadu ukraińskiego podali, że dwa Su-34 zostały uszkodzone podczas ukraińskiego ataku dronów na bazę lotniczą Mrozowsk w obwodzie rostowskim, ok. 280 km od linii frontu. Były także doniesienia o ofiarach, jednak nie zostały one oficjalnie potwierdzone.
Niemieckie Ministerstwo Obrony ogłosiło, że przekaże kolejny pakiet pomocy wojskowej dla Ukrainy, który obejmował trzy wyrzutnie M142 HIMARS (kupione od USA), 20 bojowych wozów piechoty Marder 1, 10 czołgów Leopard 1, dwa systemy obrony powietrznej IRIS-T, 21 tys. szt. amunicji 155 mm i trzy pojazdy do budowy mostów Beaver. Minister obrony Korei Południowej Shin Won-sik stwierdził, że Korea Północna wysłała do Rosji co najmniej 10 tys. kontenerów, zawierających 4,8 mln szt. amunicji artyleryjskiej do użytku na Ukrainie, a także „dziesiątki” rakiet balistycznych.
Podczas wydarzenia publicznego „Czas Bohaterów” z udziałem rosyjskiego personelu wojskowego prezydent Władimir Putin powiedział, że w „strefie operacji specjalnych”, która obejmowała zarówno okupowaną Ukrainę, jak i obszary w Rosji graniczące z Ukrainą, przebywało i walczyło wówczas prawie 700 tys. żołnierzy rosyjskich. Rosja uznała Gruziński Legion Narodowy, zagraniczną jednostkę ochotniczą walczącą na rzecz Ukrainy, za organizację terrorystyczną.
Belgia, która sprawowała rotacyjną prezydencję w Unii Europejskiej, oświadczyła, że 27 ambasadorów przy UE osiągnęło porozumienie w sprawie negocjacji dotyczących przystąpienia Ukrainy i Mołdawii do UE oraz zgodziło się rozpocząć negocjacje 25 czerwca 2024 roku.

### 15 czerwca

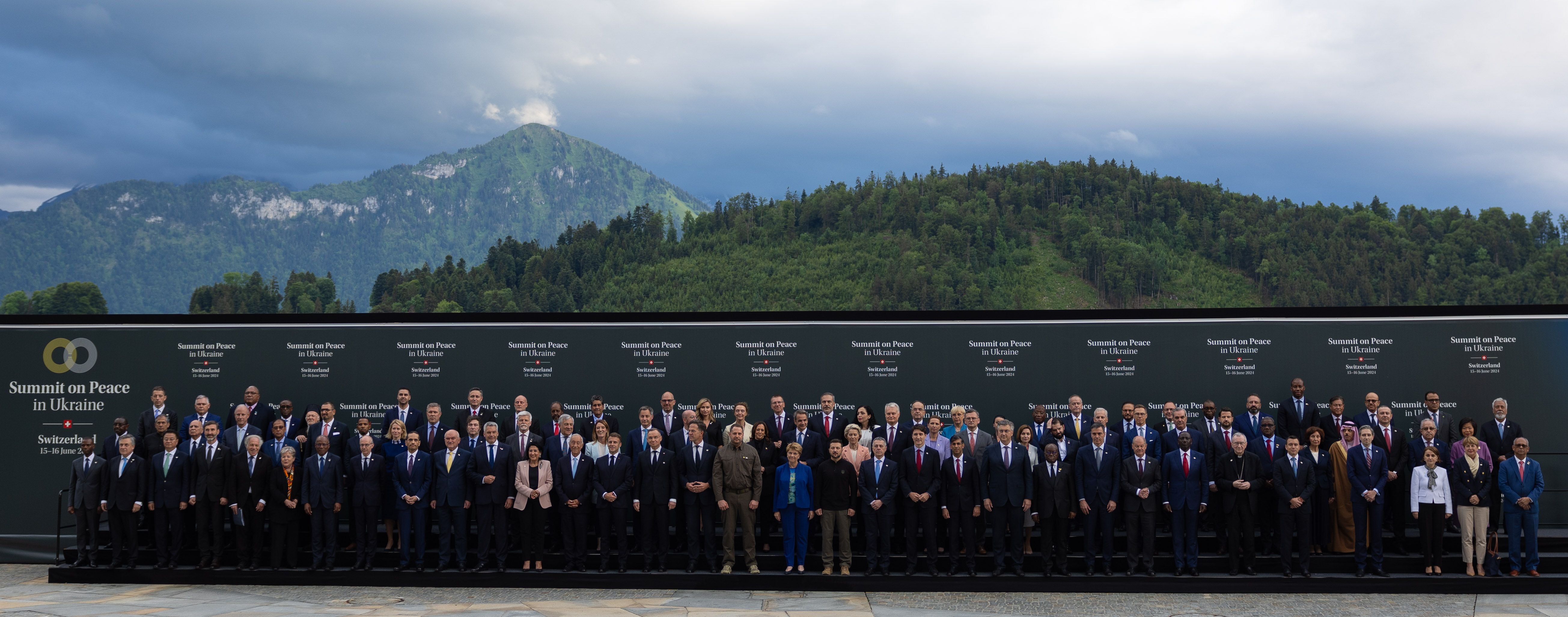
Uczestnicy międzynarodowego szczyt pokojowy Ukrainy w Szwajcarii.

Mapa państw uczestniczących w szczycie pokojowym Ukrainy w dniach 15–16 czerwca 2024 roku (na zielono). Na czerwono oznaczono Federację Rosyjską.

W ocenie ISW siły rosyjskie zrobiły nieznaczne postępy w pobliżu Kupiańska i Awdijiwki.
Gubernator Wadym Fiłaszkin powiedział, że ok. 9:00 trzy osoby zginęły, a pięć zostało rannych w wyniku rosyjskiego ataku amunicją kasetową (wystrzelonej z wyrzutni rakietowej Smiercz) na wieś Ulakły w obwodzie donieckim. Podczas ataku zostały uszkodzone dwa budynki administracyjne, dom, sklep i osiem samochodów. Ministerstwo Energetyki Ukrainy oświadczyło, że w ciągu ostatniej doby Rosja uszkodziła infrastrukturę energetyczną w obwodzie czernihowskim i kirowohradzkim oraz podstację na wschodniej Ukrainie, powodując przerwy i braki w dostawie prądu w wielu miejscach. Ataki spowodowały deficyt w dostawach energii elektrycznej w kraju, co wymagało skierowania dodatkowej energii elektrycznej z Polski. Prezydent Wołodymyr Zełenski w wywiadzie dla włoskiego kanału Sky TG24 powiedział, że „Rosjanie próbowali zastraszyć Ukraińców, uderzając kierowanymi bombami lotniczymi, używając 3200–3500 KAB miesięcznie wyłącznie przeciwko cywilom i infrastrukturze cywilnej. Aby ludzie bali się i uciekali z miasta lub społeczności, aby Rosja mogła zająć te wioski i miasta. I to jest główny cel. To właśnie robił Hitler – bombardowanie dywanowe”.
Według gubernatora Wiaczesława Gładkowa ukraiński ostrzał na Szebiekino spowodował zawalenie się wejścia do budynku mieszkalnego, w wyniku czego zginęło pięć osób, a sześć zostało rannych. Gubernator Roman Busargin poinformował, że we wsi Storożewka niedaleko Saratowa (obwód saratowski) doszło do dużego pożaru gazociągu, którego sług ognia był widoczny z odległości wielu kilometrów. Według niego przyczyną pożaru było prawdopodobnie rozhermetyzowanie gazociągu i fala upałów, z kolei mieszkańcy donosili o wybuchu.
Wiceprezydent Stanów Zjednoczonych Kamala Harris zapowiedziała pakiet pomocy humanitarnej dla Ukrainy o wartości 1,5 miliarda dolarów, aby wesprzeć Ukrainę w odbudowie obiektów energetycznych, zaspokojeniu nadzwyczajnych potrzeb humanitarnych i zwiększeniu bezpieczeństwa cywilnego.
Monitor Praw Człowieka ukraińskiego parlamentu Dmytro Lubinets stwierdził, że Ukraina stale proponowała Rosji różne inicjatywy dotyczące wymiany jeńców, w tym wymianę wszystkich jeńców wojennych, ale Rosja nie jest tym zainteresowana, więc nie została ona wdrożona. Lubinets stwierdził, że „jako osoba stale zaangażowana w te procesy mogę potwierdzić, że Ukraina nigdy nie odmówiła wymiany jeńców wojennych. Wręcz przeciwnie, ciągle wychodziliśmy z nowymi inicjatywami. Gdyby Rosjanie byli zainteresowani zwrotem swoich jeńców wojennych, już dawno byśmy to zrobili. Wygląda na to, że oni ich po prostu nie potrzebują”.
W Bürgenstock w Nidwalden w Szwajcarii rozpoczął się dwudniowy (15–16 czerwca 2024) międzynarodowy szczyt pokojowy Ukrainy, w którym wzięły udział 92 kraje, w tym 57 głów państw, 29 ministrów i ośmiu ambasadorów, a także przedstawiciele ośmiu organizacji międzynarodowych. W spotkaniu nie uczestniczyły Rosja i Chiny.
Niemiecki ekspert wojskowy Nico Lange wyraził przekonanie, że zwycięstwo Ukrainy nad Rosją jest możliwe, jeśli Zachód dostarczy jej więcej broni. Władimir Putin od 2 lat nie odniósł znaczących sukcesów militarnych. Przede wszystkim Ukraina potrzebowała większej obrony powietrznej. Ważna była także broń zachodnia, za pomocą której Ukraina mogła atakować cele na terytorium Rosji, z którego była atakowana. Oprócz pocisków ATACMS Lange wspomniał także o myśliwcach F-16, które wkrótce miały pojawić się na Ukrainie i za pomocą których Ukraina mogłaby odeprzeć rosyjskie samoloty zrzucające bomby szybujące.
Rosyjskie niezależny serwis Agentsvo poinformował, że konto rosyjskiego bota powiązane z siecią dezinformacyjną Rosji opublikowało w ciągu jednego dnia ponad 120 tys. fałszywych antyukraińskich postów, powołując się na zdjęcia wielu gwiazd, w tym Scarlett Johansson, Lionela Messiego i innych, którzy prosili o zaprzestanie pomocy Ukrainie, określając ją jako przyczynę upadku Europy.

### 16 czerwca
Ministerstwo Obrony Rosji stwierdziło, że siły rosyjskie zajęły wioskę Zahirne w obwodzie zaporoskim oraz „korzystniejsze pozycje”. Ukraińska Brygada Szturmowa „Azow” ogłosiła, że wyparła wojska rosyjskie z pozycji w lesie Seriebriańskim w obwodzie ługańskim, posuwając się o 1 km. Brygada stwierdziła, że wraz z 1 Brygadą Operacyjną „Burewij” Gwardii Narodowej Ukrainy żołnierze przeszli 1 km, dodając, że osiągnięto zdobycze terytorialne o długości 2 km na tym odcinku frontu.
Według ISW siły rosyjskie zrobiły postępy w pobliżu Wołczańska i Doniecka.
Prokuratura regionalna poinformowała, że siły rosyjskie zaatakowały wieś Nowa Połtawka koło Kramatorska w obwodzie donieckim, raniąc siedem osób, w tym dwoje dzieci w wieku 4 i 7 lat. W wyniku ataku uszkodzone zostały domy i samochody. Lokalne władze podały, że ok. 15:00 w wyniku rosyjskich nalotów na wieś Pisky-Rad´kiwśki w obwodzie charkowskim ranne zostały 33-letnia kobieta w ciąży, 13-letni chłopiec i 59-letni mężczyzna. Atak uszkodził także 10 domów i karetkę pogotowia. Ukraińskie przedsiębiorstwo energetyczne Ukrenergo poinformowało, że w związku z koniecznością regularnej konserwacji elektrowni jądrowych i powszechnymi atakami na obiekty niejądrowe, na Ukrainie do końca lipca występowały długotrwałe przerwy w dostawie prądu. Szef Ukrenergo Wołodymyr Kudritski stwierdził, że „w przyszłym tygodniu, a nawet kilku następnych sytuacja będzie znacznie trudniejsza niż dzisiaj”, dodając, że najpoważniejsze przerwy w dostawie prądu miały miejsce w godzinach od 11:00 do 23:00.
Rząd Kanady ogłosił, że Kanada przekaże Ukrainie pomoc w wysokości 38,1 mln dolarów, z czego 14,5 mln dolarów zostanie przeznaczone na wsparcie pilnych wysiłków Ukrainy na rzecz naprawy infrastruktury energetycznej uszkodzonej w wyniku rosyjskich ataków, a 11,2 mln dolarów zostanie wykorzystane na reformy gospodarcze i rozminowywanie Ukrainy oraz 1,4 miliona dolarów na utrzymanie bezpiecznego funkcjonowania ukraińskich obiektów jądrowych. Norwegia zapowiedziała, że dostarczy Ukrainie pomoc w wysokości 103 mln dolarów na naprawę infrastruktury energetycznej i zapewnienie elektryczności przed zimą. Ponad 11 mln dolarów zostanie przeznaczone na naprawy w obwodzie charkowskim, poważnie dotkniętym przez ostatnie ataki rosyjskie.
Minister sprawiedliwości Ukrainy Denys Maluśka stwierdził, że od czasu wejścia w życie nowej ustawy o poborze na Ukrainie ponad 2750 osób zostało zwolnionych z więzienia i dołączyło do armii ukraińskiej. Dodał, że „chęć więźniów do walki była większa niż w przypadku zwykłych żołnierzy”. Chcą chronić swój kraj i zacząć nowe życie dla siebie, biorąc pod uwagę wyczyny skazanych na polu walki, ukraińskie dowództwo może w przyszłości mieszać więźniów z innymi jednostkami wojskowymi.
Na zakończenie szczytu pokojowego Ukrainy 78 krajów i cztery organizacje podpisały wspólny komunikat końcowy, z kolei do krajów, których nie było na liście sygnatariuszy, należały Indie, Armenia, Arabia Saudyjska, Brazylia, Libia, Indonezja, Bahrajn, Kolumbia, Południowa Afryka, Tajlandia, Meksyk i Zjednoczone Emiraty Arabskie. We wspólnym komunikacie wezwano do: zwrotu Ukrainie okupowanej przez Rosję Zaporoskiej Elektrowni Jądrowej, zapewnienia nieprzerwanej produkcji i dostaw żywności przez Ukrainę, zapewnienia statkom dostępu do portów morskich na Morzu Czarnym i Morzu Azowskim, uwolnienia wszystkich jeńców wojennych i powrót wszystkich deportowanych ukraińskich dzieci. W komunikacie stwierdzono również, że jakakolwiek groźba użycia broni nuklearnej lub jej użycie w wojnie Rosji z Ukrainą jest niedopuszczalna, podobnie jak ataki na statki i porty cywilne. Sygnatariusze uważali, że osiągnięcie pokoju wymagało udziału i dialogu wszystkich stron. Dlatego też postanowiono w przyszłości podjąć konkretne kroki w powyższych obszarach, aby jeszcze bardziej zaangażować przedstawicieli wszystkich stron.

### 17 czerwca
Naczelny dowódca armii ukraińskiej generał Ołeksandr Syrski powiedział, że w miarę stopniowego napływu zagranicznej pomocy wojskowej, w tym pierwszej partii myśliwców F-16, czas będzie sprzyjać Ukrainie, a szanse Rosji na sukces na polu bitwy będą maleć. Wiedząc, że Ukraina otrzyma więcej zachodniego sprzętu w celu wzmocnienia jej zdolności obrony powietrznej, rosyjskie dowództwo „dokładało wszelkich starań, aby zwiększyć intensywność i rozszerzyć walki na lądzie”. Armia rosyjska nacierała na wschód, na odcinkach Kurachowego, Pokrowska, Kupiańska i Wremiwki, próbując przebić się przez ukraińską obronę i zająć kluczowe obszary lub miejscowości o krytycznym znaczeniu dla ukraińskiej obrony, mając na celu „maksymalizację wyczerpania naszych żołnierzy, zakłócenie szkolenia rezerw i uniemożliwienie przejścia do aktywnych działań ofensywnych”. Dodał także, że ciężkie walki trwały w pobliżu Hłybokego, Czasiw Jaru i Staromajorśkego, Robotyne i Krynek oraz na wyspach w strefie przybrzeżnej lewego brzegu Dniepru.
Brytyjskie Ministerstwo Obrony podało, że siły rosyjskie prawdopodobnie przejęły kontrolę nad wioską Nowoołeksandriwka, położoną ok. 20 km na północ od Awdijiwki. Przejmując kontrolę nad miejscowością, Rosja przybliżyła się do zagrożenia drogi T0504, jednego z głównych szlaków zaopatrzenia sił ukraińskich dalej na wschód. Zdaniem Ministerstwa „jest wysoce prawdopodobne, że wieś Wozdwyżenka będzie kolejnym celem Rosji, która stara się przeciąć drogę i zakłócić ukraińską logistykę”. W opinii ISW siły rosyjskie zrobiły postępy w okolicy Siewierska, Czasiw Jaru i Awdijiwki. Ponadto według doniesień Rosja miała problemy z produkcją pocisków artyleryjskich i wybranych systemów artyleryjskich.
Gubernator Filip Pronin poinformował, że Rosja przeprowadziła atak rakietowy (prawdopodobnie za pomocą rakiety Ch-59) na Połtawę, uderzając w obiekty infrastruktury cywilnej i raniąc co najmniej 22 osoby, w tym troje dzieci. Uszkodzonych zostało kilka wielopiętrowych budynków. Gubernator Ołeh Siniehubow powiedział, że armia rosyjska przeprowadzała naloty na obwód charkowski trwające średnio 16h dziennie, przy użyciu rakiet, bomb szybujących i dronów, niszcząc miejscowości i infrastrukturę energetyczną (pozbawiając prądu ok. 50 tys. mieszkańców) oraz zabijając ludność cywilną i utrudniając działalność przedsiębiorstw. Prokurator Generalny Andrij Kostin podał, że od początku wojny zginęło co najmniej 12 tys. ukraińskich cywilów, w tym 551 dzieci.
Ukraina przeprowadziła atak dronów na zachodnią Rosję, a wywiad ukraiński stwierdził, że uderzono w zakłady metalurgiczne i wojskowe zakłady produkcyjne w obwodach biełgorodzkim, woroneskim i lipieckim. Ministerstwo Obrony Rosji oświadczyło, że w ciągu ostatnich 24h obrona przeciwlotnicza zestrzeliła 12 ukraińskich dronów. Ukraińskie Centrum Komunikacji Strategicznej podało, że w ciągu ostatnich dwóch miesięcy siły ukraińskie uderzyły w ok. 15 systemów obrony powietrznej na okupowanym Krymie, atakując kilka systemów S-300, S-350 i S-400 oraz ponad 15 stacji radarowych i ponad 10 ośrodków kontroli, znajdujących się w Czornomorskiem, półwyspie Tarchankuckim, Eupatorii, Saki, Donśkem, Belbeku, Sewastopolu, Ałuszcie, Dżankoju, Mysowem oraz w pobliżu szczytu Aj-Petri.
Prezydent Władimir Putin podpisał dekret o dymisji czterech wiceministrów obrony: Nikołaja Pankowa, Rusłana Calikowa, Tatiany Szewcowej i Pawła Popowa, a na te stanowiska mianował Leonida Gornina, Pawła Władkowa i Olega Sawielewiewa oraz kuzynkę Putina, Anna Cywilową.
Rosyjski Komitet Śledczy zaocznie oskarżył ukraińskiego pułkownika Mykołę Dziamana o terroryzm i umieścił go na federalnej liście osób poszukiwanych w związku z rzekomym wydaniem „nielegalnego rozkazu” zestrzelenia samolotu A-50U nad Morzem Azowskim, w wyniku czego zginęło 10 członków załogi.
Według analizy Markusa Reisnera ukraińska armia „była w stanie odzyskać inicjatywę przynajmniej w niektórych obszarach” podczas walk w rejonie Charkowa. Było to spowodowane atakami na zaopatrzenie i logistykę bezpośrednio za frontem, jednakże sytuacja była tam niejasna ze względu na wojnę informacyjną. Według Reisnera wojska rosyjskie „w dalszym ciągu pokonywały odległość 200–500 m dziennie” w Donbasie. Podczas walk o Czasiw Jar siły rosyjskie w dalszym ciągu próbowały przedostać się do miasta przez kanał Doniec-Donbas, który znajduje się na wschód od miasta. Obszar w pobliżu Oczeretyne również był miejscem szczególnie ciężkich walk oraz był w centrum uwagi, ponieważ znajdowała się tam „bardzo ważna” trasa zaopatrzeniowa sił ukraińskich, leżąca zaledwie kilka kilometrów za frontem. Będzie ona zagrożona w przypadku dalszych postępów sił rosyjskich w Donbasie. Na pytanie, czy siły ukraińskie próbowały atakować logistykę za rosyjską granicą, Reisner wyjaśnił, że nie odnotowano ataków na rosyjskie miasta, w tym Rostów nad Donem, Woroneż i Kursk, które są „centralnymi punktami dystrybucyjnymi i przeładunkowymi”. Według Reisnera ukraińska armia opowiadała się raczej za użyciem rakiet ATACMS i HIMARS przeciwko rosyjskim systemom obrony powietrznej, aby położyć podwaliny pod przyszłe rozmieszczenie myśliwców F-16.

### 18 czerwca
Wojska ukraińskie odbiły pozycje na południowy zachód od Wołczańska oraz według doniesień odbiły miejscowość Tyche, na zachód od miasta. Ukraińska 3 Brygada Szturmowa podała, że wojska rosyjskie nasiliły ataki na terenach granicznych obwodu ługańskiego, których celem było zdobycie wsi Borowa w obwodzie charkowskim, dodając, że: „Linia frontu... w obwodzie charkowskim (...) była jednym z najbardziej intensywnych obszarów ofensywy wroga”. „Bezpośrednim zadaniem okupantów było przedostanie się do Czernieszczyny i Perszotrawnewego, a następnie zajęcie Borowej”. Według ukraińskiego projektu DeepState Rosja zgromadziła 10 tys. żołnierzy w ramach „pięści uderzeniowej” mającej na celu zajęcie wioski. 3 Brygada podała także, że „wróg rzucał do ataków na nasze pozycje całe plutony i kompanie”, jednak „ich szybką likwidację rekompensowało cotygodniowe uzupełnianie siły roboczej w liczbie 250–400 żołnierzy”. Brygada stwierdziła, że udawało jej się utrzymywać linię frontu „mimo przeważającej liczebności wroga i braku rezerw”. Armia ukraińska poinformowała o wzroście rosyjskich ataków w pobliżu Torećka w obwodzie donieckim po „długim zastoju” walk w tym regionie. Według SG Ukrainy „w kierunku Torećka Rosjanie zintensyfikowali [działania] i rozpoczęli pięć ataków na raz, w rejonach Nju-Jorka, Piwnicznego i Piwdennego”, jednak ukraiński „wywiad, artyleria, lotnictwo i drony” pracowały nad odparciem tych ataków. Dodano, że: „Siły Obronne Ukrainy kontrolowały sytuację i odpierały agresora”.
Według ISW siły rosyjskie zrobiły nieznaczne postępy w pobliżu Wołczańska, Swatowego i Awdijiwki. Ukraiński analityk wojskowy Kostiantyn Maszowets stwierdził, że rosyjskie Zgrupowanie Sił „Centrum” liczyło ok. 87 tys. żołnierzy, 365 czołgów, 864 opancerzonych wozów bojowych, z czego ok. 68–70 tys. ludzi, 310–320 czołgów i ok. 576 opancerzonych wozów bojowych było wówczas rozmieszczonych na kierunku Pokrowska.
Sztab Generalny Ukrainy oświadczył, że Rosja atakowała w kierunkach Charkowa, Kupiańska, Łymanu, Siewierska, Kramatorska, Pokrowska, Kurachowego, Wremiwki, Zaporoża i Chersonia, gdzie doszło do 129 starć. W ciągu doby wojska rosyjskie przeprowadziły jeden atak rakietowy, 39 nalotów, 21 ataków dronów i 102 ostrzały na pozycje ukraińskie i obszary zaludnione. Rzecznik SG Ukrainy Andrij Kowalow oświadczył, że w ciągu ostatniego tygodnia na froncie doszło do ponad 700 starć na kierunku charkowskim, kupiańskim, łymańskim, siewierskim, kramatorskim, pokrowskim, kurachowskim, wremiwskim, zaporoskim i chersońskim. Ponadto Rosjanie przeprowadzili 19 ataków rakietowych i 399 nalotów na terytorium Ukrainy
Dowódca Sił Powietrznych Ukrainy generał Mykoła Ołeszczuk oświadczył, że w nocy Rosja zaatakowała Ukrainę za pomocą 10 dronów Shahed 136/131, wystrzelonych z Primorsko-Achtarska. Ukraińska obrona przeciwlotnicza i mobilne grupy ogniowe zniszczyły wszystkie drony w obwodach zaporoskim i dniepropetrowskim”.
Gubernator Wasilij Gołubiew stwierdził, że w wyniku nocnego ataku drona w Azowie w południowo-zachodnim obwodzie rostowskim zapaliło się kilka zbiorników magazynujących ropę. Rosyjskie Ministerstwo Sytuacji Nadzwyczajnych poinformowało, że zniszczono 5 tys. m³ produktów naftowych. Ponadto „na miejsce wysłano pociąg strażacki. W gaszeniu pożaru brało udział 73 strażaków i 21 wozów strażackich. Nie było ofiar”. Według doniesień za atakiem stało SBU, które dokonało ataku na dwa składy ropy w obwodzie rostowskim, w którym znajdują się 22 składy ropy. Według lokalnych źródeł w nocy rakiety Neptune uderzyły w skład ropy w Kraju Krasnodarskim, uszkadzając rurociąg, „obiekty techniczne” i wzniecając pożar. Nie zgłoszono żadnych ofiar. Ministerstwo Obrony Rosji oświadczyło, że w ciągu ostatnich 24h obrona przeciwlotnicza zestrzeliła 24 ukraińskie drony i jedną rakietę Neptun.
Według OSW wojska rosyjskie nadal robiły postępy na większości kierunków, jednak ich zdobycze nie zmieniły sytuacji na froncie. Rosjanie poszerzyli obszar kontrolowany na kierunku Pokrowska, zajmując Nowoołeksandriwkę (według części źródeł Ukraińcy utrzymywali się na jej zachodnich obrzeżach) i Nowopokrowśke. Po opanowaniu Heorhijiwki wyszli na obrzeża Maksymiljaniwki, ostatniej miejscowości przed Kurachowem. Siły rosyjskie zajęły większość tzw. mikrorejonu Kanał w Czasiw Jarze, jednak kolejne próby zdobycia przyczółku po zachodniej stronie kanału Doniec–Donbas zakończyły się niepowodzeniem. Ściągnięte w rejon Charkowa ukraińskie rezerwy podejmowały akcje zaczepne w celu odzyskania utraconych terenów, lecz na razie bez większego rezultatu. Trwały walki o Wołczańsk. Rosja miała też wycofać się z leżącej w obniżeniu miejscowości Tyche, co można było postrzegać jako próbę wciągnięcia przeciwnika w pułapkę.
Minister spraw zagranicznych Lars Løkke Rasmussen zapowiedział, że Dania przekaże kolejny pakiet pomocy wojskowej dla Ukrainy o wartości ponad 170 mln dolarów, obejmujący wsparcie finansowe dla ukraińskiego przemysłu obronnego i wyposażenie dla myśliwców F-16.
Sekretarz stanu USA Antony Blinken zorganizował wspólną konferencję prasową po spotkaniu z sekretarzem generalnym NATO Stoltenbergiem w Waszyngtonie. Stoltenberg powiedział, że agresywna wojna Rosji pokazała i potwierdziła bardzo ścisły sojusz Rosji z krajami autorytarnymi, takimi jak Korea Północna, Chiny i Iran, jednakże Chiny nie mogą nadal wspierać Rosji, utrzymując stosunki z krajami zachodnimi, w przeciwnym razie spotkają z pewnymi konsekwencjami, w tym niemożnością utrzymania normalnych stosunków handlowych z Europą. Blinken potępił Koreę Północną i Iran za dostarczanie Rosji broni oraz wezwał Chiny do zaprzestania wspierania rosyjskiego przemysłu obronnego, opisując Chiny jako niezdolne do wskazania, czy mają nadzieję na nawiązanie lepszych stosunków z Europą czy chcą zapewniać fundusze na największe zagrożenie dla bezpieczeństwa od czasów zimnej wojny.
Prokurator Generalny Ukrainy Andrij Kostin opublikował w mediach społecznościowych zdjęcie i poinformował, że po tym, jak armia rosyjska ścięła głowę ukraińskiemu żołnierzowi na linii frontu w obwodzie donieckim, jego głowę umieszczono na pojeździe wojskowym. Określono to jako kolejną zbrodnię wojenną, której dopuściły się także władze rosyjskie. Prokuratura otrzymała informację, że rosyjscy dowódcy nakazali nie brać do niewoli ukraińskich żołnierzy, lecz dokonywać na nich nieludzkich środków, takich jak ścięcie.
Władze szwajcarskie stwierdziły, że udaremniono zamach na szczyt pokojowy Ukrainy. Rosyjski dyplomata został aresztowany „na kilka tygodni” przed szczytem, kiedy próbował zakupić broń palną i niebezpieczne substancje w kilku miejscach w Szwajcarii.

### 19 czerwca

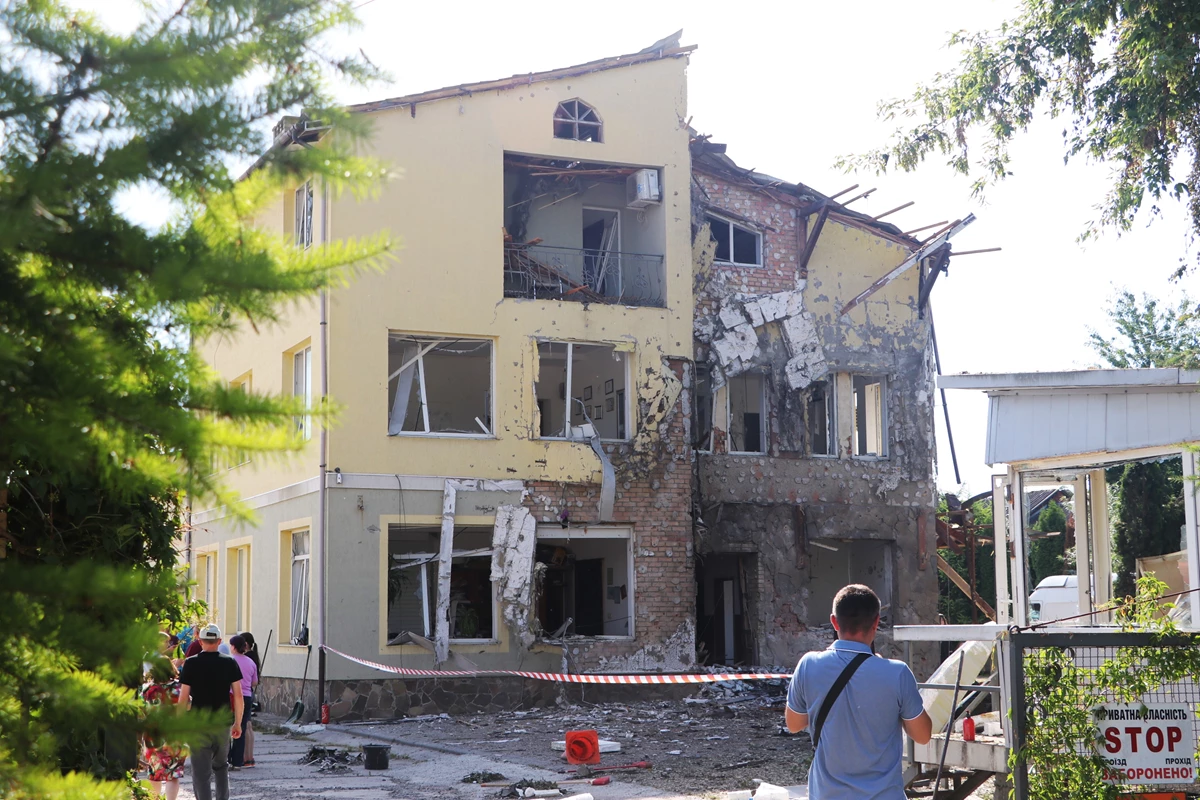
Zniszczenia w Malechowie w wyniku nocnego uderzenia szczątków zestrzelonych rosyjskich dronów.

Według ISW siły ukraińskie odbiły pozycje w pobliżu wsi Starycia, a wojska rosyjskie zrobiły postępy w pobliżu Czasiw Jaru, Doniecka i we wschodnim obwodzie chersońskim.
Sztab Generalny Ukrainy oświadczył, że Rosja atakowała w kierunkach Kupiańska, Łymanu, Siewierska, Kramatorska, Pokrowska, Kurachowego, Wremiwki, Zaporoża i Chersonia, gdzie doszło do 158 starć. W ciągu 24h wojska rosyjskie przeprowadziły trzy ataki rakietowe, 53 naloty i 89 ostrzałów na pozycje ukraińskie i obszary zaludnione (odnotowano ofiary wśród cywilów).
Siły Powietrzne Ukrainy podały, że w nocy Rosja zaatakowała Ukrainę przy użyciu 21 dronów Shahed 136/131, wystrzelonych z Primorsko-Achtarska i okupowanego Krymu. Ukraińska obrona przeciwlotnicza i mobilne grupy ogniowe zniszczyły 19 dronów nad obwodami chersońskim, mikołajowskim, dniepropetrowskim, kirowohradzkim, chmielnickim i lwowskim. Mer Andrij Sadowyj stwierdził, że ok. 4:00 rano we Lwowie w wyniku spadających szczątków drona został ranny 70-letni mężczyzna. W wyniku ataków dronów uszkodzony został wieżowiec i biurowiec. Szef administracji wojskowej Roman Mroczko powiedział, że ok. 18:00 czasu lokalnego siły rosyjskie zaatakowały rejom dniprowski w Chersoniu, w wyniku czego dwóch mężczyzn w wieku 30 i 52 lat zostało rannych. 52-letni mężczyzna, będący w ciężkim stanie, zmarł później w szpitalu. Mer Ihor Terechow poinformował, że jedna osoba została ranna po tym, jak dwie rosyjskie bomby kierowane uderzyły w placówkę dla dzieci na obrzeżach Charkowa.
Według doniesień rosyjskiego serwisu opozycyjnego ASTRA w ciągu ostatnich czterech miesięcy Rosja zrzuciła 103 bomby na własne i okupowane terytoria, w tym trzy w ciągu ostatniego tygodnia. Najwięcej „samoataków” miało miejsce w obwodzie biełgorodzkim, położonym wzdłuż granicy z Ukrainą.
Podczas wizyty w Korei Północnej prezydent Władimir Putin odwiedził Pjongjang, gdzie spotkał się z przywódcą Kim Kim Dzong Unem. Obie strony podpisały „Traktat o kompleksowym partnerstwie strategicznym”, który przewidywał, że w przypadku ataku na którąkolwiek ze stron druga strona udzieli pomocy. Putin powiedział, że interakcja między Rosją a Koreą Północną opierała się na równości i wzajemnym szacunku, a osiągnięcia poprzednich pokoleń stanowiły dobrą podstawę dla obecnego rozwoju stosunków między obydwoma krajami oraz stwierdził, że „bardzo doceniał to, że Koreańska Republika Ludowo-Demokratyczna zdecydowanie wspierała specjalną operację wojskową na Ukrainie”. Z kolei Kim Dzong Un pochwalił potężną Rosję za jej rolę i misję w utrzymaniu globalnej stabilności i równowagi strategicznej oraz zapowiedział „bezwarunkowe wsparcie” Rosji w jej inwazji na Ukrainę.
Powołując się na anonimowe źródła fińskiego wywiadu wojskowego, publiczny nadawca Yle poinformował, że armia rosyjska przeniosła większość wojsk lądowych stacjonujących w pobliżu Finlandii na Ukrainę. Według doniesień „średnio 80% sprzętu i żołnierzy zostało wysłanych na wojnę na Ukrainie”. Sytuacja była podobna także w innych regionach Rosji, z wyjątkiem obwodu moskiewskiego. Dotyczyło to głównie sił lądowych, ponieważ obrona powietrzna, Siły Powietrzne i Marynarka Wojenna były stosunkowo dobrze obsadzone. Zdjęcia satelitarne potwierdziły pewne zmiany. Na przykład kilkadziesiąt jednostek (i sprzętu) stacjonujących w bazie wojskowej w pobliżu Pietrozawodska w czerwcu 2023 roku zniknęło w maju 2024 roku.
Władze Ukrainy utworzyły krajowy rejestr dokumentujący przypadki przemocy seksualnej ze strony sił rosyjskich w tym kraju. Zastępca prokuratora generalnego Wiktoria Litwinowa powiedziała, że rejestr powstał w ramach projektu pilotażowego, w wyniku którego skazano już pięć osób zaocznie.
Wywiad ukraiński oświadczył potwierdził, że armia rosyjska rozstrzelała czterech ukraińskich żołnierzy, którzy poddali się w pobliżu Robotyne pod koniec maja 2024 roku. Nagranie filmowe dostępne w internecie pokazało, że ukraińscy żołnierze zostali zmuszeni do położenia się na ziemi, po czym Rosjanie strzelili im w plecy. Wywiad potwierdził również tożsamość stacjonujących tam żołnierzy z rosyjskiego 70 Pułku Strzelców Zmotoryzowanych (42 Dywizja Strzelców Zmotoryzowanych 58 Armii), stacjonującego w Szali w Czeczenii; wśród podejrzanych byli kapitan Dmitrij Nagornyj, starszy porucznik Temirlan Abutalimow, porucznik Zaur Bekow i starszy porucznik Jusup Imagazaliew. Z kolei Prokurator Generalny Ukrainy Andrij Kostin oświadczył, że potwierdzono tożsamość zabitego ukraińskiego żołnierza oraz osobę odpowiedzialną za ogłoszony dzień wcześniej incydent, w którym żołnierze rosyjscy ścięli głowę ukraińskiemu żołnierzowi w obwodzie donieckim, a następnie umieścili ją na pojeździe wojskowym.

### 20 czerwca
Ukraińska 24 Oddzielna Brygada Zmechanizowana poinformowała, że jej jednostki zostały przesunięte do Czasiw Jaru w celu wzmocnienia obrony. Dodano, że: „Sytuacja w mieście i jego okolicach była niezwykle trudna”, ponieważ siły rosyjskie „nieustannie organizowały masowe ataki frontalne i próbowały ominąć miejscowość od północy i południa”. Brygada podała także, że Czasiw Jar był pod bezlitosnym ostrzałem rosyjskich bomb lotniczych. Stwierdzono również, że siły ukraińskie wyrządziły straty rosyjskim jednostkom, ale także poniosły straty.
W opinii ISW siły ukraińskie zrobiły postępy w pobliżu Wołczańska, a wojska rosyjskie posunęły się w pobliżu Czasiw Jaru, Awdijiwki i Doniecka.
Dowódca Sił Powietrznych Ukrainy generał Mykoła Ołeszczuk podał, że w nocy Rosja zaatakowała Ukrainę przy pomocy 27 dronów Shahed 136/131 (wystrzelonych z Primorsko-Achtarska) oraz dziewięciu rakiet, w tym czterech rakiet manewrujących Ch-101/Ch-555 (z samolotów  Tu-95MS znad Morza Kaspijskiego), trzech rakiet balistycznych Iskander-M (z obwodu woroneskiego) i dwóch kierowanych rakiet lotniczych Ch-59 (znad Morza Azowskiego). Ukraińska obrona przeciwlotnicza zniszczyła wszystkie drony, cztery rakiety Ch-101/Ch-555 i jeden pocisk Ch-59 nad obwodami chersońskim, mikołajowskim, dniepropetrowskim, zaporoskim, kijowskim, połtawskim, winnickim, czerkaskim, donieckim i charkowskim. Państwowa firma energetyczna Ukrenergo podała, że armia rosyjska przeprowadziła ataki dronów na obiekty energetyczne w obwodach dniepropetrowskim, winnickim, kijowskim i donieckim. Według DTEK podczas ataku wybuchł pożar w jednej z elektrociepłowni, w wyniku czego została „poważnie” uszkodzona. Rannych zostało siedmiu pracowników. Z kolei rosyjski atak na rejon nikopolski uszkodził siedem prywatnych domów, pięć magazynów, samochody i linie energetyczne. W rejonie browarskim uszkodzona została linia wysokiego napięcia. Gubernator Wadym Fiłaszkin poinformował, że armia rosyjska użyła kierowanej bomby lotniczej do ataku na Konstantynówkę, zabijając co najmniej czterech cywilów i raniąc czterech kolejnych. Gubernator Ołeksandr Prokudin podał, że 43-letni mężczyzna zginął w wyniku rosyjskiego ataku na cywilny samochód we wsi Tekstylne w obwodzie chersońskim.
Rosyjskie media donosiły o nocnym ataku ukraińskich dronów na rafinerię Afipsky w Kraju Krasnodarskim. Władze lokalne poinformowały, że drony zaatakowały magazyn paliw i smarów „Tambownefteprodukt” w obwodzie tambowskim oraz skład ropy naftowej Enjemskaja firmy „Łukoil-Jugnefteprodukt” w Adygeji; ataki zostały przeprowadzone przez SBU. Ministerstwo Obrony Rosji stwierdziło, że zestrzelono drony nad Republiką Adygeji (6), Krajem Krasnodarskim (3) oraz obwodami briańskim (3), rostowskim (1), biełgorodzkim (1) i orłowskim (1). Gubernator Veniamin Kondratiew poinformował, że jedna osoba zginęła w ataku drona w Sławiańsku nad Kubaniem.
Rząd rumuński obiecał dostarczyć Ukrainie baterię Patriot w celu wzmocnienia jej obrony przeciwlotniczej, jednakże zobowiązanie było uzależnione od tego, czy sojusznicy, głównie Stany Zjednoczone, zgodzą się zapewnić Rumunii alternatywne „rozwiązanie tymczasowe”. Koordynator Rady Bezpieczeństwa Narodowego ds. komunikacji strategicznej John Kirby, potwierdził, że rząd USA podjął „trudną, ale konieczną decyzję” o „zmianie priorytetów” najbliższych planowanych dostaw amerykańskich produktów wojskowych (rakiet Patriot i NASAMS) do innych krajów na rzecz Ukrainy, koncentrując się na dostawach na Ukrainę do czasu, gdy będzie miała wystarczającą ilość pocisków do obrony. W związku z tym zamówienia do innych krajów zostały zawieszone na 16 miesięcy. Kancelaria prezydenta Korei Południowej oświadczyła, że ponownie zostanie rozważona polityka niedostarczania broni bezpośrednio Ukrainie w odpowiedzi na klauzulę wzajemnej obrony zawartą w Traktacie o kompleksowym partnerstwie strategicznym podpisanym przez Rosję i Koreę Północną. Wówczas Korea Południowa zapewniała Ukrainie tylko pomoc humanitarną.
Rosja oświadczyła, że po raz pierwszy użyła bomy lotniczej FAB-3000 M-54 z ujednoliconym modułem planowania i korekcji (UMPC), atakując pozycje ukraińskie w pobliżu Łypci w obwodzie charkowskim.

### 21 czerwca
Rzecznik Zgrupowania „Chortyca” Nazar Wołoszyn powiedział, że kilka dni temu wojska rosyjskie rozpoczęły atak na Czasiw Jar od strony Torećka, dodając, że Rosjanie próbowali przedostać się z okupowanej Gorłówki do wsi Szumy i Nju-Jorka. Stwierdził, że „w ciągu ostatniego tygodnia ataki miały miejsce bez przerwy. Doszło do zmechanizowanych ataków na Czasiw Jar, a małe grupy liczące ok. pięć osób próbowały włamać się do dwóch dzielnic”. Dodał także, że wojska rosyjskie trzykrotnie próbowały zbliżyć się do pozycji ukraińskich w pobliżu Czasiw Jaru i Kliszczijiwki, lecz sytuacja była „pod kontrolą”, a walki trwały. „Jednostki sił obronnych skutecznie powstrzymały atak i wzmacniały swoje pozycje na niektórych obszarach”. Rzecznik ukraińskiego wywiadu Andrij Jusow stwierdził, że Ukraińcy powstrzymali rosyjski atak w kierunku Borowej, „a straty w sile roboczej i sprzęcie były znaczne”. Dodał, że Rosjanie „próbowali zgromadzić rezerwy, a potencjalne zagrożenie pozostawało, jednak nie mówimy o tworzeniu nowych potężnych zgrupowań, aby powtórzyć sytuację”. Jusow powiedział, że armia rosyjska została zmuszona do przerzucenia swoich rezerw, m.in. z innych obszarów, które nie było bardzo „wrażliwe”, co „wskazywało na ciężkie straty i na to, że sytuacja zdecydowanie nie przebiegała zgodnie z planem [Rosji]”, podkreślając, że sytuacja na północnej granicy pozostawała „napięta i niebezpieczna”. „Wróg nadal będzie próbował rozciągnąć ukraińskie rezerwy i odwrócić naszą uwagę, w tym od sytuacji na wschodzie kraju”.
Według ISW siły rosyjskie posunęły się na południowy wschód od Kupiańska, na południowy zachód od Swatowego oraz na zachód i południowy zachód od Doniecka.
Siły Powietrzne Ukrainy podały, że w nocy armia rosyjska zaatakowała Ukrainę za pomocą czterech rakiet kierowanych Ch-59/Ch-69, wystrzelonych z samolotów taktycznych. Ukraińska obrona przeciwlotnicza zniszczyła wszystkie rakiety w obwodach kirowohradzkim i chersońskim. Gubernator Wadym Fiłaszkin powiedział, nad ranem wojska rosyjskie zrzuciły kierowaną bombę lotniczą na Sełydowe, w wyniku czego dwie osoby zginęły, a trzy osoby ranne. Celem ataku była dzielnica mieszkaniowa, gdzie zostało uszkodzonych sześć domów, pięć wieżowców i samochód. Gubernator Ołeh Siniehubow poinformował, że ok. 10:00 czasu lokalnego rosyjski dron uderzył w pojazd pocztowy Ukrposzty w Wołczańsku w obwodzie charkowskim, zabijając kuriera i raniąc kierowcę.
SG Ukrainy podał, że ukraińskie drony SBU i Marynarki Wojennej zaatakowały cztery rafinerie w Kraju Krasnodarskim i obwodzie astrachańskim. Zaatakowano także 167. ośrodek szkoleniowy na lotnisku wojskowym w Jejsku, gdzie przechowywano i przygotowywano drony Shahed oraz budynki szkoleniowe, centra dowodzenia i łączności dronów zlokalizowane w Kraju Krasnodarskim. Siły ukraińskie uderzyły także w rosyjskie stacje radarowe i centra wywiadu elektronicznego na Krymie i w obwodzie briańskim. Z kolei Rosja stwierdziła, że Ukraina wystrzeliła 114 dronów na Krym, Kraj Krasnodarski i obwód wołgogradzki. Ministerstwo Obrony Rosji poinformowało, że nad Krajem Krasnodarskim zestrzelono 43 drony, 70 nad Krymem i jeden w Wołgogradzie. Na Morzu Czarnym zniszczono sześć dronów morskich. Rosyjscy urzędnicy stwierdzili, że w Kraju Krasnodarskim jedna osoba zginęła, a sześć zostało rannych. Wcześniejsze doniesienia sugerowały, że w rafinerii Ilja w Kraju Krasnodarskim wybuchł „pożar o powierzchni 50 m²”, który został ugaszony. Zaatakowano także lotnisko wojskowe w Jejsku. Według doniesień, podczas ataków nad Krymem system przeciwlotniczy Pancyr-S1 omyłkowo zestrzelił helikopter Ka-29, zabijając jego czteroosobową załogę.
Stany Zjednoczone rozszerzyły prawa Ukrainy do używania amerykańskiej broni. Od tej pory strona ukraińska mogła korzystać z amerykańskiej broni także przeciwko celom wojskowym w Rosji, które nie znajdowały się w bezpośrednim sąsiedztwie obwodu charkowskiego, jednak pod warunkiem, że służyło to samoobronie. Minister obrony Kajsa Ollongren powiedziała, że Holandia będzie współpracować z innym krajem w celu dostarczenia Ukrainie komponentów do systemu przeciwlotniczego Patriot; Holandia dostarczy radar i wyrzutnie. Komisarz UE ds. handlu Valdis Dombrovskis powiedział, że „przed przerwą wakacyjną” Ukraina otrzyma pierwszą transzę zysków o wartości ok. 1,6 miliarda dolarów z rosyjskich aktywów zamrożonych w Unii Europejskiej. W 2024 roku Ukraina uzyska łącznie 3,2 miliarda dolarów zysków z zamrożonych aktywów.
Prezydent Wołodymyr Zełenski mianował na szefa Administracji Bezpieczeństwa Państwowego Ołeksija Morozowa w miejsce Serhija Ruda, zwolnionego 9 maja br. ze stanowiska w związku z obecnością rosyjskich agentów w Administracji Bezpieczeństwa Państwowego.

### 22 czerwca
Rzecznik Zgrupowania „Chortyca” Nazar Wołoszyn stwierdził, że siły ukraińskie powstrzymały rosyjski atak na kierunku Gorłówka–Torećk w obwodzie donieckim. W ciągu ostatniej doby Rosja przeprowadziła sześć ataków w pobliżu Torećka i wsi Piwniczna. Według projektu DeepState wojska rosyjskie rzekomo zajęły wioskę Szumy, położoną ok. 10 km od Torećka. Kyryło Sazonov, bloger i żołnierz 41 Oddzielnej Brygady Zmechanizowanej rozmieszczonej w tym rejonie, powiedział, że zarówno Szumy, jak i Pivnichne znajdowały się w „szarej strefie” oraz potwierdził, że wojska rosyjskie wyparły Ukraińców z „kilku pozycji”, ale ponieśli straty. Dodał, że: „Nie ma katastrofy ani tragedii. Oni mają jeszcze długą drogę do Torećka i nie ma tam łatwej opcji”, a „Torećk i Czasiw Jar znajdują się pod kontrolą Sił Zbrojnych Ukrainy”. Później Nazar Wołoszyn potwierdził, że część sił rosyjskich wycofała się z rejonu Wołczańska, w tym z Łypci i Tyche, w celu uzupełnienia zapasów w związku z utratą zdolności bojowych, dodając, że „wróg zawiesił aktywne działania wojenne w tym rejonie, ponieważ nie były one prowadzone w ciągu ostatniego dnia i nad ranem”. Rzecznik Marynarki Wojennej Ukrainy Dmytro Pletenczuk powiedział, że Rosja rozpoczęła ostrzał rakietami manewrującymi Kalibr z okrętów wojennych na Morzu Azowskim, ponieważ stacjonowanie na Morzu Czarnym nie było już wystarczająco bezpieczne.
W ocenie ISW siły rosyjskie zintensyfikowały tempo działań ofensywnych w obwodzie donieckim, zmniejszając jednocześnie częstotliwość ataków w północnym obwodzie charkowskim, co miało przede wszystkim na celu unieruchomienie i odwrócenie uwagi sił ukraińskich, aby umożliwić Rosjanom intensyfikację ataków na innych odcinkach frontu. Tymczasem siły rosyjskie zrobiły postępy w pobliżu Swatowego, Czasiw Jaru i Awdijiwki.
Według ukraińskich Sił Powietrznych w nocy i nad ranem siły rosyjskie zaatakowały infrastrukturę energetyczną w „wielu obwodach” (południowych i zachodnich) Ukrainy przy użyciu 16 rakiet, w tym 10 rakiet manewrujących Ch-101/Ch-555 (wystrzelonych z samolotów Tu-95MS w obwodzie saratowskim), dwóch rakiet balistycznych Iskander-K (z Krymu) i czterech rakiet balistycznych Kalibr (z Morza Czarnego) oraz 13 dronów Shahed 136/131 (z Primorsko-Achtarska i Bałakławy). Ukraińska obrona przeciwlotnicza zniszczyła wszystkie drony oraz 12 rakiet, w tym siedem pocisków Ch-101/Ch-555, jeden Iskander-K i wszystkie Kalibry. W obwodzie zaporoskim dwóch pracowników energetyki zostało rannych. W obwodzie lwowskim rakieta trafiła w „obiekt infrastruktury energetycznej”, powodując pożar. W wyniku ostrzału rakietowego kilka budynków dydaktycznych Narodowego Uniwersytetu Technicznego Nafty i Gazu w Iwano-Frankiwsku uległo częściowemu lub całkowitemu zniszczeniu oraz uszkodzono budynki mieszkalne i przedszkole w mieście. Ok. 4:30 czasu lokalnego odnotowano eksplozje w obwodzie wołyńskim, winnickim i dniepropetrowskim, a ok. 5:30 w mieście Chmielnicki.
Ok. 15:30 Rosjanie zaatakowali centrum Charkowa, w wyniku czego zginęły trzy osoby, a co najmniej 54 zostały ranne, w tym troje dzieci. Mer Ihor Terechow poinformował, że wojsko rosyjskie przeprowadziło cztery ataki na Charków, których celem była dzielnica mieszkaniowa. Gubernator Ołeh Siniehubow powiedział, że użyto bomb szybujących, które uderzyły w przedsiębiorstwo w obwodzie chołodnohirskim i 5-piętrowy budynek mieszkalny w obwodzie osnowskim. Rosyjscy żołnierze za pomocą drona zaatakowali policyjny punkt kontrolny w obwodzie chersońskim, w wyniku czego zginął funkcjonariusz policji. Według doniesień ciągłe rosyjskie naloty uszkodziły lub zniszczyły ok. połowę ukraińskiej infrastruktury energetycznej. Prezydent Wołodymyr Zełenski stwierdził, że od początku miesiąca Rosja użyła przeciwko Ukrainie ponad 2400 bomb kierowanych, z czego 700 zostało wystrzelonych w kierunku Charkowa.
Według doniesień doszło do ukraińskiego ataku na poligon w pobliżu wsi Staryj Krym i bazę rosyjską w pobliżu komisariatu wojskowego we wsi Nikolśke. Według wstępnych informacji w wyniku ostrzału trafiona została baza rosyjska w Mariupolu oraz zostało uszkodzonych pięć jednostek sprzętu i obrony przeciwlotniczej. Regionalne media Pepel poinformowały, że ukraińskie wojsko rzekomo uderzyło w system przeciwlotniczy Pancyr S-1 we wsi Dubowoje. Gubernator Wiaczesław Gładkow podał, że zestrzelono kilka celów powietrznych, gdy zbliżały się do Biełgorodu. Według niego w ataku w pobliżu wsi Dubowoje zapaliła się trawa, która natychmiast została ugaszona. We wsi zostały uszkodzone dachy dwóch domów i 17 samochodów.
Dziennik Financial Times stwierdził, że Serbia zwiększyła sprzedaż amunicji na Zachód, która później trafiała na Ukrainę za pośrednictwem krajów trzecich. W ten sposób Ukraina otrzymała amunicję o wartości ok. 800 milionów euro. Natomiast The Washington Post, powołując się na źródła ukraińskie, poinformował, że Ukraina dostała pozwolenie na ostrzeliwanie przy pomocy amerykańskiej broni celów na terytorium Rosji, położonych w odległości do 100 km od granicy ukraińsko-rosyjskiej. Jednakże „armia ukraińska nie wierzyła, że ma tak dużą swobodę, jak zdają się sugerować oświadczenia urzędników Białego Domu i Pentagonu”.

### 23 czerwca
Według ukraińskiego projektu DeepState Rosjanie zajęli Nowoołeksandriwkę. Armia rosyjska próbowała zdobyć przyczółek na zachodnich obrzeżach wsi, z kolei siły ukraińskie przeprowadzały naloty na siłę roboczą, aby za zatrzymać dalsze natarcie. „Ze skupisk ludności do trasy Pokrowsk–Konstantynówka pozostała tylko Wozdwiżenka. Ważne było, aby zatrzymać dalsze natarcie wroga, ponieważ w pewnym stopniu sytuacja pod Oczeretyne powtarzała się. W tym czasie siły 47, 68 i 25 Brygady oraz oddelegowanych jednostek powstrzymywały główny atak, wykrwawiając swój potencjał, a flanka pękała”. Później armia ukraińska zdementowała informacje podane przez DeepState o całkowitym zajęciu Nowoołeksandriwki, dodając, że na ulicach miejscowości nadal trwają walki, a okupowana część znajdowała się pod kontrolą ogniową Ukraińców; „W tym przypadku warto zauważyć i podkreślić, że duża część Nowoołeksandriwki była zajęta przez okupantów, ale nie cała”.
Według ISW siły rosyjskie zajęły wioskę Szumy i zrobiły postępy w pobliżu Doniecka i Robotyne.
Według Sił Powietrznych Ukrainy w nocy Rosja zaatakowała Ukrainę przy użyciu trzech pocisków manewrujących Kalibr, wystrzelonych z Morza Azowskiego. Ukraińska obrona przeciwlotnicza zniszczyła dwie rakiety w obwodzie kijowskim. W wyniku ataku w obwodzie kijowskim dwie osoby zostały ranne. Spadające szczątki uszkodziły sześć wieżowców i ponad 20 domów prywatnych oraz stację benzynową, aptekę, przedsiębiorstwa, budynek administracyjny i trzy samochody osobowe. Gubernator Ołeh Siniehubow poinformował, że o 17:00 siły rosyjskie przeprowadziły atak bombowy na Charków, uderzając w infrastrukturę cywilną. W wyniku ataku zginęła co najmniej jedna osoba, a 12 zostało rannych w wieku od 15 do 63 lat. W rezultacie ataku została uszkodzona placówka oświatowa w rejonie szewczenkowskim i dwa domy w rejonie chołodnohirskim. Jedna bomba spadła również w strefie przemysłowej w rejonie kijowskim. Rzecznik Zgrupowania „Chortyca” Nazar Wołoszyn podał, że w ciągu ostatniej doby wojska rosyjskie przeprowadziły łącznie 20 nalotów na obwód charkowski przy użyciu 35 bomb szybujących i jednej rakiety. Jedna wioska Łypci została zaatakowana przy pomocy 17 bomb szybujących.
Gubernator Michaił Razwożajew stwierdził, że w ukraińskim ataku rakietowym na Sewastopol zginęły co najmniej cztery osoby, w tym troje dzieci, a według różnych źródeł od 120 do 151 zostało rannych, w tym 27 dzieci. Wśród ofiar była córka zastępcy mera Magadanu, Olega Awerjanowa. Ministerstwo Obrony Rosji początkowo podało, że Ukraina wystrzeliła pięć rakiet ATACMS (z amunicją kasetową), przy czym wszystkie rakiety zostały przechwycone, a spadające szczątki eksplodowały na plaży. Później Ministerstwo wycofało swoje oświadczenie, twierdząc, że przechwycono tylko cztery rakiety, a piątą Ukraińcy celowo zdetonowali nad plażą. Według doniesień wiele ofiar zostało uderzonych odłamkami spadających rakiet podczas wypoczynku na plaży miejskiej na północy Sewastopola.
Wieczorem wystrzelono jeszcze jedną rakietę w stronę wsi Wityne, gdzie w rosyjskim obiekcie wojskowym w pobliżu Eupatorii wybuchł duży pożar. Zdjęcia satelitarne pokazały uszkodzenia kompleksu Pluton (systemu łączności kosmicznej i radaru planetarnego) zlokalizowanego. Ukraiński ruch partyzancki „Atesz” przeprowadził sabotaż linii kolejowej Rostów nad Donem–Mariupol, podpalając szafę przekaźnikową w Rostowie nad Donem. Ruch oporu stwierdził, że linia kolejowa odgrywała kluczową rolę w przemieszczaniu żołnierzy i sprzętu w Południowym Okręgu Wojskowym oraz zapewniała dostęp do szlaku morskiego. SG Ukrainy podał, że wojsko ukraińskie uderzyło w stanowisko dowodzenia rosyjskiego Pułku Strzelców Zmotoryzowanych w Niechotiejewce w obwodzie biełgorodzkim. Marynarka Wojenna Ukrainy opublikowała zdjęcia satelitarne potwierdzające zniszczenie miejsc przechowywania i przygotowania dronów Shahed 136/Geranium-2 w Kraju Krasnodarskim. Według doniesień zostały zniszczone budynki szkoleniowe oraz punkty dowodzenia i komunikacji dla załóg dronów. Ponadto zginęli instruktorzy szkolący personel do wystrzeliwania Shahedów i kadeci szkoleni do przeprowadzania ataków tymi dronami.
Niemcy przekazały Państwowej Służbie Granicznej Ukrainy 41 ciężarówek Mercedes Arocs. Transport został uroczyście przekazany Szefowi Państwowej Służby Granicznej przez Nadzwyczajnego Ambasadora Niemiec na Ukrainie Martina Jägera.

### 24 czerwca
W ocenie ISW siły ukraińskie odzyskały utracone pozycje w pobliżu Wołczańska i Starycji, a wojska rosyjskie zrobiły postępy się w pobliżu Siewierska i Torećka. Szef wywiadu ukraińskiego generał Kyryło Budanow oświadczył, że zachodnia pomoc wojskowa docierała na Ukrainę, ale prawdopodobnie nie osiągnie skali, która znacząco wpłynęłaby na sytuację na linii frontu, co najmniej do połowy lub końca lipca 2024 roku.
Rzecznik SG Ukrainy Andrij Kowalow oświadczył, że w ciągu ostatniego tygodnia na froncie doszło do ok. 1000 starć na kierunku charkowskim, kupiańskim, łymańskim, siewierskim, kramatorskim, toreckim, pokrowskim, kurachowskim, wremiwskim, zaporoskim i chersońskim. Ponadto Rosjanie przeprowadzili 20 ataków rakietowych, 334 nalotów i ok. 660 ostrzałów na terytorium Ukrainy. Siły Wsparcia armii ukraińskiej poinformowały, że w maju 2024 roku odnotowano 715 przypadków użycia rosyjskiej broni chemicznej na polu bitwy, o 271 więcej niż w poprzednim miesiącu. Większość przypadków dotyczyła gazu łzawiącego, zwykle używanego przez organy ścigania na całym świecie jako środek kontroli tłumu. Podczas konferencji prasowej prezydent Zełenski, składając gratulacje żołnierzom Centrum Operacji Specjalnych „A” SBU z okazji 30. rocznicy powołania Centralnej Służby Bezpieczeństwa, oświadczył, że odległość 1,5 tys. km nie jest już problemem dla dronów SBU, w rezultacie czego uderzono już w ponad 30 rafinerii, terminali i składów ropy na terytorium Rosji.
Gubernator Wadym Fiłaszkin podał, że w dwóch rosyjskich atakach rakietowych na Pokrowsk co najmniej pięć osób zginęło, a 41 zostało rannych, w tym czworo dzieci w wieku od 9 do 12 lat. Siły rosyjskie wystrzeliły w miasto dwie rakiety Iskander, niszcząc dom i uszkadzając 16 kolejnych. Kolejne dwie osoby zginęły w oddzielnych atakach na Kurachowe i Torećk w obwodzie donieckim. Ok. 5:30 samochód osobowy najechał na minę przeciwpiechotną w Słobożańsku w hromadzie Lipieck, w wyniku czego dwie osoby zginęły. Rano wojska rosyjskie zaatakowały Odessę dwoma rakietami manewrującymi, prawdopodobnie Iskander-K. Ukraińska obrona przeciwlotnicza zestrzeliła jedną z nich, natomiast druga rakieta trafiła w magazyn; trzy osoby zostały ranne. Wicepremier Ukrainy i Minister Reintegracji Terytoriów Czasowo Okupowanych Iryna Wereszczuk powiedziała, że z blisko 20 tys. dzieci uprowadzonych przez Rosję zaledwie ok. 800 wróciło na Ukrainę.
Gubernator Wiaczesław Gładkow poinformował, że w „zmasowanym” ataku dronów na obwód biełgorodzki zostały ranne cztery osoby. W wyniku ataku zostało uszkodzonych wiele budynków mieszkalnych, budynek administracyjny (w Szebiekinie), pojazdy i gazociąg. Ministerstwo Obrony Rosji stwierdziło, że przechwycono 29 dronów nad obwodem biełgorodzkim i jednego drona nad obwodem woroneskim. Ok. 15:00 w Friazino w obwodzie moskiewskim zapalił się jeden z budynków Instytutu Badawczego „Platan” (przedsiębiorstwo radioelektroniczne), w którym zginęło 8 osób.
Kraje Unii Europejskiej zgodziły się przeznaczyć dla Ukrainy transzę pomocy wojskowej w wysokości 1,4 mld euro, która będzie pochodzić z zysków z zamrożonych rosyjskich aktywów, podkreślając, że pieniądze zostaną przeznaczone bezpośrednio na zakup uzbrojenia, w szczególności na systemy obrony powietrznej. Pieniądze przekazywane są za pośrednictwem Funduszu Pomocy Ukrainie (UAF). Dotychczas płatności były blokowane przez Węgry.
Prezydent Wołodymyr Zełenski odwołał generała porucznika Jurija Sodola ze stanowiska dowódcy Połączonych SZ Ukrainy, którego zastąpił generał brygady Andrij Hnatow (od 2022 roku zastępca dowódcy Dowództwa Operacyjnego „Południe”). Generał Sodol został oskarżony przez jednego z dowódców Brygady „Azow”, Bohdana Krotewycza, o „odpowiedzialność za śmierć większej liczby ukraińskich żołnierzy niż jakikolwiek rosyjski generał”, składając oficjalną skargę do Państwowego Biura Śledczego.
Opublikowane w internecie nagranie pokazywało, że Ukraina po raz pierwszy użyła rakiet M30 GMLRS wyposażonych w głowice kasetowe do ataku na wojska rosyjskie.

### 25 czerwca
Według ISW siły ukraińskie odzyskały utracone pozycje w Wołczańsku, a wojska rosyjskie posunęły się w pobliżu Siewierska i Awdijiwki. Ponadto rosyjski bloger wojenny stwierdził, że Rosyjskie Ochotnicze Towarzystwo Pomocy Armii, Lotnictwu i Marynarce Wojennej Rosji rozpocznie szkolenie bliżej nieokreślonego rosyjskiego personelu wojskowego 1 października 2024 roku.
Gubernator Wadym Fiłaszkin poinformował, że w wyniku porannych ostrzałów i nalotów (m.in. w Torećku) na obwód doniecki zginęła jedna osoba, a cztery zostały ranne. Gubernator Ołeh Siniehubow podał, że wojska rosyjskie zaatakowały wioskę Bobriwka w obwodzie charkowskim za pomocą czterech kierowanych bomb lotniczych, raniąc cztery osoby i uszkadzając domy we wsi.
Wywiad ukraiński stwierdził, że za pomocą drona wysadzono rosyjski skład amunicji w obwodzie woroneskim, ok. 70 km od granicy z obwodem ługańskim. Według doniesień pożar rozprzestrzenił się na powierzchnię 3,5 tys. m² oraz spowodował eksplozję. Na zdjęciu satelitarnym opublikowanym przez „Krym.Realiya” widać było pożar magazynu amunicji w Olchowatce. Detonację potwierdził także gubernator obwodu Aleksandr Gusiew. Gubernator Wiaczesław Gładkow poinformował, że w porannym ataku dronów na obwód biełgorodzki zginęła co najmniej jedna osoba, a cztery zostały ranne, z kolei dziesiątki budynków i pojazdów uległy uszkodzeniu. Rosyjskie Ministerstwo Obrony oświadczyło, że w ciągu ostatniej doby obrona przeciwlotnicza zestrzeliła 79 ukraińskich dronów i cztery rakiety.
Według OSW 19 czerwca Rosjanie zaatakowali od strony Gorłówki w kierunku Torećka, gdzie przebiegał ostatni w Donbasie nienaruszony odcinek linii rozgraniczenia wojsk z 2014 roku. W ciągu kilku dni przełamali pierwsze linie umocnień ukraińskich, wychodząc na obrzeża Drużby i Piwnicznego oraz zajęli Szumy. Torećk jako bezpośrednie zaplecze tego odcinka frontu stał się celem ataków lotniczych i artyleryjskich. Postępy rosyjskie na pozostałych odcinkach frontu w Donbasie, gdzie trwały zacięte walki, nie przyniosły znaczących zmian sytuacji; Ukraińcy wciąż utrzymywali się w zachodniej części tzw. mikrorejonu Kanał w Czasiw Jarze, na obrzeżach Nowoołeksandriwki oraz w północnej części Krasnohoriwki. Ukraińcy kontratakowali w rejonie Łypci na północ od Charkowa oraz na obrzeżach Wołczańska, gdzie uzyskali nieznaczne zdobycze terenowe, z kolei w północnej części miasta kolejne rejony przeszły pod kontrolę Rosjan. Próbę odbicia utraconych w maju br. terenów Ukraińcy podjęli po zapewnieniu sobie znacznej przewagi liczebnej nad siłami rosyjskimi – ok. 40 tys. żołnierzy wobec 10 tys. wojskowych Rosji. Brak widocznych postępów i straty ponoszone przez siły ukraińskie w kolejnych atakach na pozycje rosyjskie przyczyniły się jednak do otwartego wybuchu niezadowolenia.
Premier Petr Fiala poinformował, że pierwsza partia amunicji artyleryjskiej zakupionej w ramach czeskiej inicjatywy została dostarczona na Ukrainę. Amerykański kanał CNN, powołując się na urzędników, podał, że administracja prezydenta Joe Bidena była co raz bliżej zniesienia faktycznego zakazu rozmieszczania amerykańskich „wykonawców wojskowych” na Ukrainie, aby szybciej przeprowadzać prace naprawcze sprzętu dostarczonego przez Stany Zjednoczone.
II Izba Przygotowawcza Międzynarodowego Trybunału Karnego (MTK) wydał nakazy aresztowania byłego ministra obrony Rosji Siergieja Szojgu i szefa Sztabu Generalnego Walerija Gierasimowa za zbrodnie wojenne i zbrodnie przeciwko ludzkości związane z nalotami na ukraińskie obiekty energetyczne w latach 2022–2023. Decyzję wydali sędziowie Rosario Salvatore Aytala (przewodniczący), Sergio Gerardo Ugalde Godinez i Haikel Ben Mahfua „w związku z sytuacją na Ukrainie i domniemanymi zbrodniami międzynarodowymi popełnionymi w okresie od co najmniej 10 października 2022 roku do co najmniej 9 marca 2023 roku”.
Za pośrednictwem Zjednoczonych Emiratów Arabskich doszło do wymiany jeńców pomiędzy Rosją i Ukrainą, w której uczestniczyło po 90 osób każdej ze stron. Jednym z wymienionych jeńców był ukraiński ksiądz prawosławny, który został uznany za winnego i skazany za „usprawiedliwianie rosyjskiej agresji zbrojnej”. Z rosyjskiej niewoli powrócili żołnierze Gwardii Narodowej, Marynarki Wojennej, Sił Lądowych, Obrony Terytorialnej i Służby Granicznej, z których 59 to obrońcy Mariupola i żołnierze wzięci do niewoli podczas zajęcia przez Rosjan elektrowni jądrowej w Czarnobylu.

### 26 czerwca

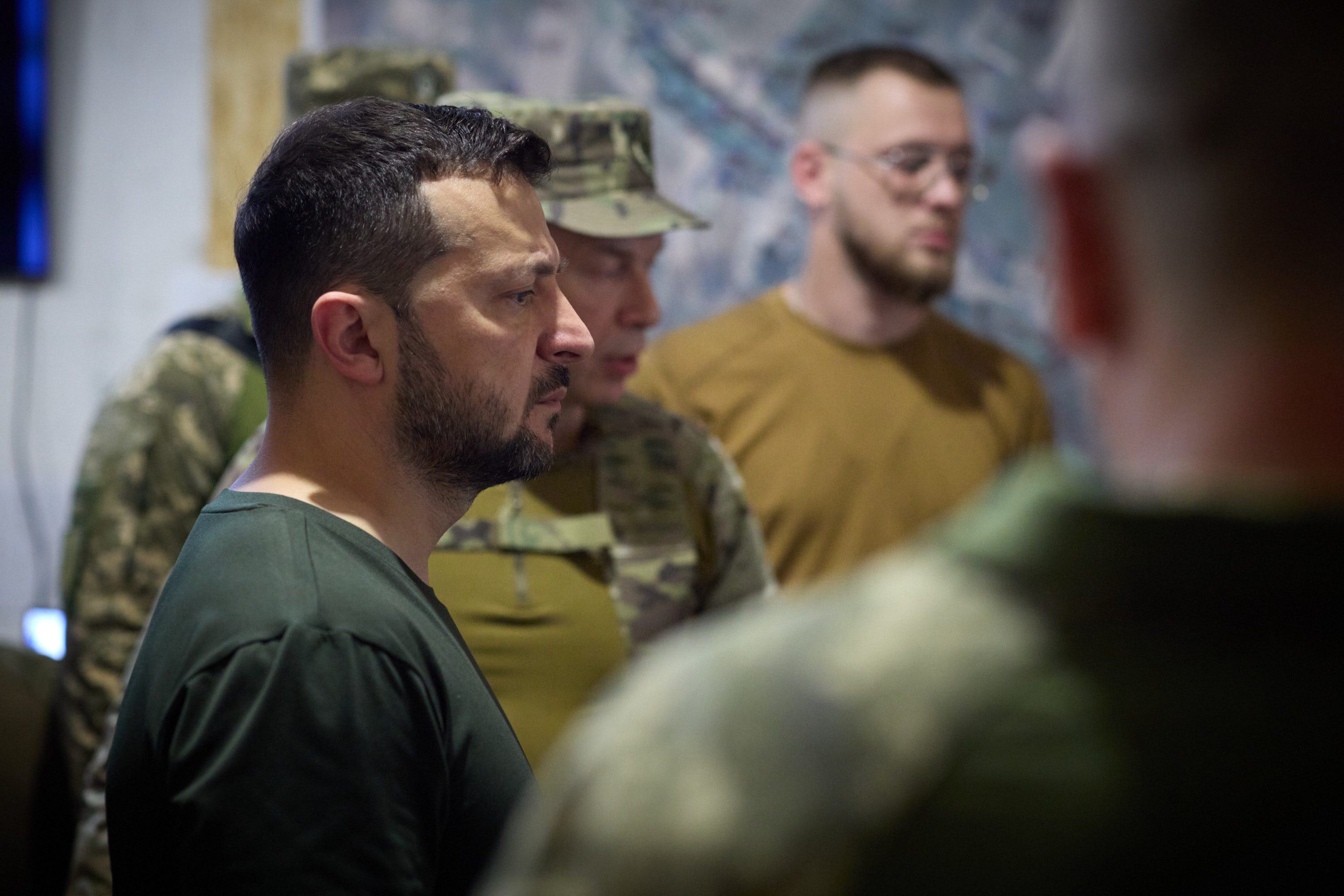
Prezydent Zełenski odwiedził lokalizację 110 Oddzielnej Brygady Zmechanizowanej, gdzie wysłuchał meldunków Naczelnego dowódcy armii ukraińskiej Ołeksandra Syrskiego, dowódcy Połączonych Sił Andrija Hnatowa, zastępcy dowódcy 110 Brygady oraz dowódców 31 i 47 Oddzielnej Brygady Zmechanizowanej.

Sztab Generalny Ukrainy podał, że liczba rosyjskich ataków w kierunku Torećka gwałtownie wzrosła.
W ocenie ISW siły rosyjskie zrobiły nieznaczne postępy w pobliżu Kupiańska. Z kolei powszechny niedobór krytycznych rakiet obrony przeciwlotniczej ograniczał zdolność Ukrainy do ochrony swojej infrastruktury krytycznej przed rosyjskimi atakami.
Sztab Generalny Ukrainy oświadczył, że Rosja atakowała w kierunkach Charkowa, Kupiańska, Łymanu, Siewierska, Kramatorska, Torećka, Pokrowska, Kurachowego, Wremiwki i Zaporoża, gdzie doszło do 148 starć. W ciągu doby wojska rosyjskie przeprowadziły jeden atak rakietowy, 51 nalotów i 127 ostrzałów na pozycje ukraińskie i obszary zaludnione. Ukraińskie lotnictwo i artyleria przeprowadziły 15 ataków na obszary koncentracji, trzy na punkty kontrolne, jeden na system przeciwlotniczy i dwa na składy amunicji.
Ukraińskie Dowództwo „Południe” poinformowało, że w nocy armia rosyjska zaatakowała rakietą balistyczną (prawdopodobnie Iskander-M wystrzelony z Krymu) infrastrukturę cywilną w obwodzie odeskim. W sektorze przemysłowym uszkodzony został budynek administracyjny, jednak nikt nie odniósł obrażeń. Gubernator Ołeh Siniehubow podał, że Rosjanie zaatakowali Dergacze w obwodzie chersońskim za pomocą kierowanej bomby lotniczej (KAB), w wyniku czego co najmniej dziewięć osób zostało rannych, w tym twoje dzieci. Gubernator Ołeksandr Prokudin poinformował, że w rosyjskim ataku drona w Chersoniu pięć osób zostało rannych, w tym dwoje dzieci w wieku 12 i 15 lat.
Ukraiński wywiad przeprowadził cyberatak na kilku największych rosyjskich dostawców internetu działających na okupowanym Krymie, powodując przerwy w sieci lokalnej. Wcześniej państwowa agencja TASS, powołując się na rosyjskich pełnomocników, zgłosiła ataki DDoS na kilku dostawców na półwyspie. Wywiad ujawnił także, że w ciągu ostatnich dwóch lat dzięki zdjęciom z satelity, sfinansowanego w ramach publicznej zbiórki, zniszczono ponad 1500 rosyjskich celów wartych „miliardy” dolarów. Zakupiony w 2022 roku satelita wykonał ok. 4173 zdjęcia z wykorzystaniem radaru z syntetyczną aperturą, odkrywając 370 rosyjskich lotnisk, 238 stanowisk obrony powietrznej i rozpoznania radiowego, 153 magazynów ropy i magazynów paliwa oraz pozyskując ok. 38% wszystkich informacji z 147 składów rakiet, broni lotniczej i amunicji oraz z 17 baz morskich.
Prezydent Litwy Gitanas Nausėda poinformował, że posiedzenie Rady Obrony Narodowej zatwierdziło przeznaczenie co najmniej 0,25% PKB na wsparcie bezpieczeństwa i obronności Ukrainy. Ministerstwo Obrony Finlandii oficjalnie przyznało, że na terenie kraju prowadzone były szkolenie wojskowe dla żołnierzy ukraińskich. Według doniesień fińscy instruktorzy przygotowali tysiące żołnierzy armii ukraińskiej do pełnej gotowości bojowej.
Prezydent Wołodymyr Zełenski i Naczelny dowódca armii ukraińskiej generał Ołeksandr Syrski odwiedzili linię frontu w obwodzie donieckim oraz 110 i 47 Brygadę wraz z nowym dowódcą Połączonych SZ Ukrainy, Andrijem Hnatowem. Zełenski podkreślił potrzebę osobistej wizyty urzędników na linii frontu, ponieważ z Kijowa po prostu nie można rozwiązać lokalnych problemów. Zełenski był zaskoczony, gdy odkrył, że niektórzy urzędnicy nie odwiedzali linii frontu od sześciu miesięcy lub dłużej, dodając, że: „Będzie poważna rozmowa i wyciągnę z nich odpowiednie wnioski”.
Zgromadzenie Rady Europejskiej przyjęło trzy uchwały związane z wojną rosyjsko-ukraińską, m.in. w sprawie prawnych aspektów rosyjskiej agresji na Ukrainę, roli sankcji oraz eliminacji tożsamości kulturowej w czasie wojny i pokoju. W rezolucji poparto przede wszystkim utworzenie specjalnego sądu do zbadania rosyjskich zbrodni, utworzenie mechanizmu odszkodowawczego i rejestrację szkód. Ponadto stwierdzono, że Rosja zamierzała zniszczyć dziedzictwo i tożsamość kulturową Ukrainy. W rezolucji wskazano, że Rosja od czasu pierwszej inwazji w 2014 roku na okupowanych terenach prowadziła systematyczną politykę rusyfikacji, obejmującą wypieranie języka i historii ukraińskiej. Według stanu na koniec kwietnia 2024 roku uszkodzonych zostało 1987 obiektów kultury, z czego 324 uległy całkowitemu zniszczeniu.

### 27 czerwca

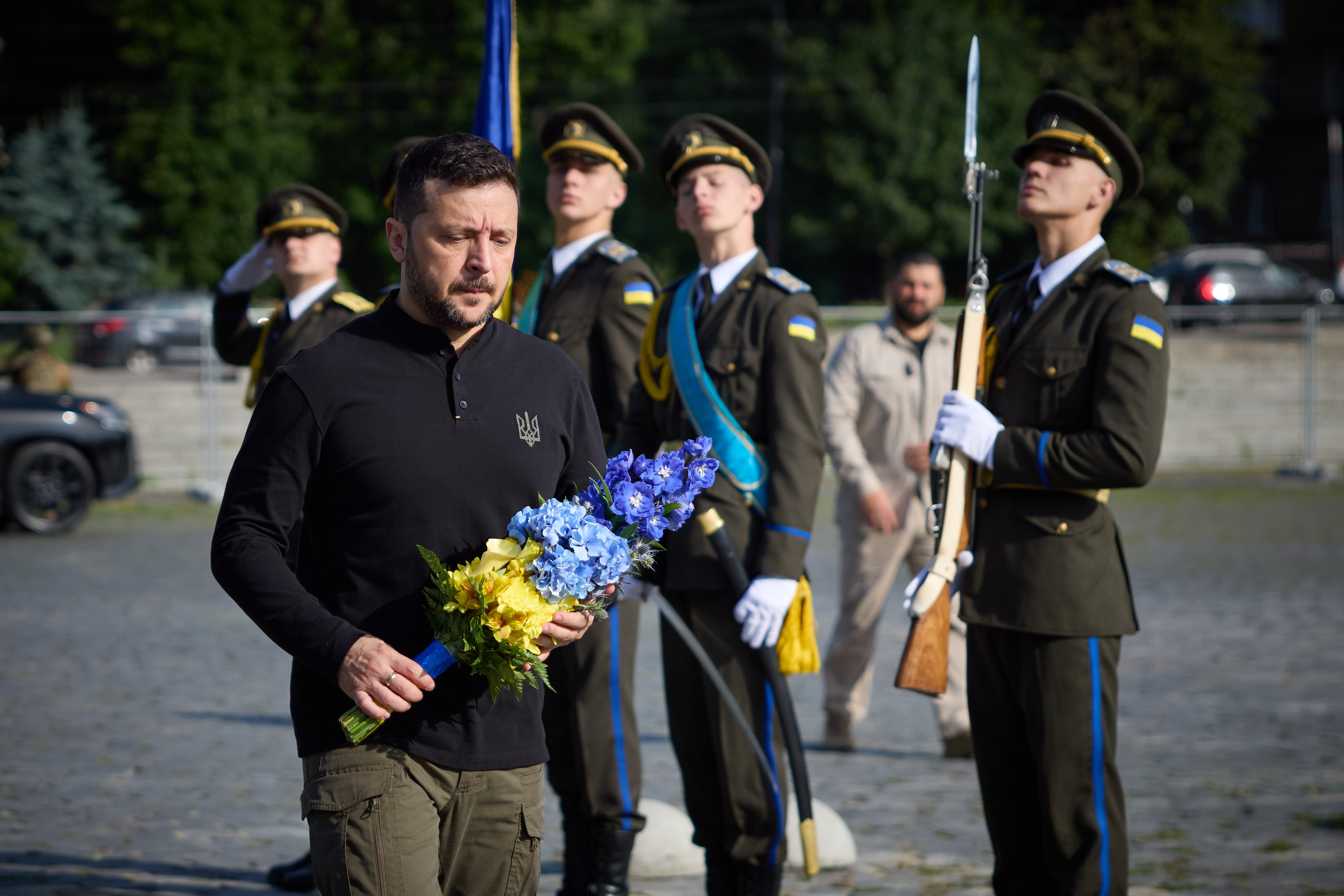
Prezydent uczcił pamięć poległych obrońców Ukrainy na Cmentarzu Łyczakowskim we Lwowie.

Rzecznik ukraińskiego Zgrupowania „Chortyca” Nazar Wołoszyn stwierdził, że ukraińskie wojska wyparły siły rosyjskie z okolic Kanału w Czasiw Jarze. Dodał, że Rosjanie nie poddawali się i zamierzali przedrzeć się w kierunku innych miejscowości w okolicy, gdzie wówczas trwały dwie operacje szturmowe, jednak „ukraińscy obrońcy niezawodnie utrzymywali linię obrony na tym obszarze i odpierali rosyjskiego agresora”. Według Wołoszyna Rosja kontynuowała intensywny ostrzał Czasiw Jaru, w tym przy użyciu wyrzutni rakiet TOS-1 Sołncepiok. Najcięższe walki toczyły się w rejonie kanału Doniec–Donbas. Rzecznik Zgrupowamia „Charków” Witalij Sarancew powiedział, że żołnierze rosyjscy pozostawali zablokowani w Zakładzie Kruszyw w Wołczańsku w obwodzie charkowskim. Dodał, że nie mieli zbyt wiele możliwości. Według niego sytuacja w mieście była bardzo zmienna, gdyż nadal toczyły się tam walki.
Według ISW wojska rosyjskie utrzymywały tempo działań ofensywnych na kierunku Torećka od czasu ich aktywacji 18 czerwca br. i prawdopodobnie będą dążyć do ograniczenia ukraińskiego akcentu w tym rejonie, jednak prawdopodobieństwo szybkich postępów Rosji w pobliżu miasta jest niewielkie. Rosjanie zaangażowali w tę operację jedynie ograniczone siły. Zdaniem Instytutu powolne, miażdżące rosyjskie ofensywy w kierunku Torećka były zgodne z wyartykułowaną teorią zwycięstwa prezydenta Putina, który zakładał, że siły rosyjskie będą w stanie kontynuować stopniowe, pełzające natarcie w nieskończoność, uniemożliwiając Ukrainie przeprowadzenie udanych operacji kontrofensywnych i wygrać wojnę w wyniku wyczerpania sił ukraińskich. Tymczasem wojska rosyjskie zrobiły nieznaczne postępy się w pobliżu Siewierska, Awdijiwki i Doniecka.
Dowódca Sił Powietrznych Ukrainy generał Mykoła Ołeszczuk poinformował, że nocy siły rosyjskie przeprowadziły atak rakietowy i dronów na Ukrainę przy użyciu sześciu rakiet, w tym jednej rakiety hipersonicznej Kindżał (wystrzelonej z obwodu tambowskiego), czterech rakiet manewrujących Kalibr (z północno-wschodniego Morza Czarnego), jednego kierowanego pocisku lotniczego Ch-59/Ch-69 (z obwodu kurskiego) i 23 dronów Shahed 136/131 (z Primorsko-Achtarska). Ukraińska obrona przeciwlotnicza zniszczyła cztery rakiety Kalibr, jeden pocisk Ch-59/Ch-69 i wszystkie drony. Gubernator Wadym Fiłaszkin podał, że w obwodzie donieckim dwie osoby zginęły, a dwie zostały ranne w wyniku rosyjskiego ostrzału (za pomocą rakiet Uragan) na Kurachowe. Wcześniej Fiłaszkin poinformował, że nad ranem w rosyjskich atakach na obwód doniecki (Torećk, Sełydowe i wieś Jasenowe) zginął jeden cywil, a siedmiu kolejnych zostało rannych. Ok. 16:00 wojsko rosyjskie przeprowadziło nalot na Charków przy pomocy dwóch bomb lotniczych FAB-500. Celem ataku był rejon kijowski, gdzie zniszczono trzy domy prywatne, pomieszczenia uczelniane i budynek Państwowego Pogotowia Ratunkowego. W wyniku ataku cztery osoby zostały ranne.
W nocy ukraińskie drony „Luty” zaatakowały zakład chemiczny „Redkinsky opytnyj zawod”, znajdujący się 500 km od granicy Ukrainy w obwodzie twerskim i 100 km na północ od Moskwy. Uważano, że zakład produkuje paliwo lotnicze. Rosyjskie media podały, że po uderzeniu drona w zakładach chemicznych doszło do eksplozji. Według lokalnych mieszkańców cztery drony uderzyły w fabrykę, uszkadzając warsztat, rurociąg i dach. Nie zgłoszono żadnych ofiar, a władze rosyjskie podały, że wszystkie cztery drony zostały „zniszczone”. Według nieoficjalnych źródeł rosyjskich jeden dron przedarł się przez dach jednego z warsztatów, drugi uszkodził rurociąg i spowodował ogień, a kolejne dwa zostały trafione w pobliżu obiektu. Rosyjskie Ministerstwo Obrony oświadczyło, że w ciągu ostatniej doby obrona przeciwlotnicza zestrzeliła 62 ukraińskie drony i sześć rakiet. Cyberspecjaliści wywiadu ukraińskiego zaatakowali rosyjską infrastrukturę komunikacyjną na okupowanym Krymie. Według dziennikarzy zaatakowano największego rosyjskiego dostawcę usług internetowych, serwery mediów propagandowych, lokalnych operatorów telekomunikacyjnych, a także system rejestracji i kontroli ruchu na Moście Krymskim.
Dziennik Financial Times powołał się na źródła, które twierdziły, że ministrowie i wyżsi urzędnicy ze Stanów Zjednoczonych, Izraela i Ukrainy osiągnęli porozumienie w sprawie dostarczenia Ukrainie ośmiu systemów obrony powietrznej Patriot, jednak szczegóły nie zostały jeszcze sfinalizowane. Oczekiwano się, że Izrael przekaże je Stanom Zjednoczonym, które następnie dostarczą je na Ukrainę. Budżet Ukrainy otrzymał transzę bezwarunkowego finansowania z Unii Europejskiej w wysokości 1,9 mld euro. Środki zostały udostępnione w ramach instrumentu finansowego UE „Ukraine Facility”.
Prezydent Wołodymyr Zełenski odwiedził Brukselę, aby wziąć udział w Szczycie Przywódców UE i podpisał dwustronne porozumienie o bezpieczeństwie z przewodniczącą Komisji Europejskiej Ursulą von der Leyen i przewodniczącym Rady Europejskiej Charlesem Michelem. Obejmowała ona reformy w zakresie bezpieczeństwa, wywiadu i obrony, a także większą przejrzystość i odpowiedzialność za otrzymaną pomoc. UE zobowiązała się pomóc Ukrainie w dziewięciu aspektach polityki bezpieczeństwa i obrony, w tym w dostarczaniu broni, szkoleniu wojskowym, rozminowywaniu i współpracy przemysłu obronnego. Następnie Zełenski podpisał podobne porozumienia o bezpieczeństwie z premierem Estonii Kają Kallas i premierem Litwy Gitanasem Nausėdą. Zgodnie z umową Estonia przekaże w 2024 roku pomoc wojskową o wartości ponad 100 mln dolarów. Ponadto Estonia i Litwa będą co roku przekazywać co najmniej 0,25% PKB na wsparcie bezpieczeństwa i obronności Ukrainy oraz nadal będą zapewniać pomoc humanitarną.
Korea Północna planowała wysłać swoich inżynierów wojskowych do obwodu donieckiego, zaznaczając, że już w lipcu tego roku północnokoreańscy poborowi zostaną wysłani do okupowanego obwodu. Tam w szczególności pomogą w projektach odbudowy Doniecka, który rzekomo bardzo ucierpiał w wyniku działań wojennych. Szef Komitetu Śledczego Ołeksandr Bastrykin poinformował, że Rosja włączyła w operacje wojskowe na Ukrainie ok. 10 imigrantów, którzy niedawno uzyskali obywatelstwo FR.
The New York Times zacytował przedstawicieli NATO i Zachodu, którzy donosili, że każdego dnia w maju br. na Ukrainie zginęło lub zostało rannych średnio ponad 1000 rosyjskich żołnierzy, a armia rosyjska co miesiąc werbowała od 25 tys. do 30 tys. żołnierzy, aby uzupełnić oddziały opuszczające pole bitwy i umożliwić armii rosyjskiej kontynuowanie ataków za pomocą ludzkich fal.

### 28 czerwca
24 Oddzielna Brygada Zmechanizowana poinformowała, że sytuacja w Czasiw Jarze była krytycznie trudna, ponieważ siły rosyjskie nieustannie atakowały od frontu i próbowały ominąć miasto z flanek. Według żołnierzy Rosjanie rzucali do szturmu na miasto spadochroniarzy, żołnierzy sił specjalnych i byłych więźniów z jednostek Sztorm-V, a jednocześnie zasoby rosyjskie były „nieskończone”, ponieważ w miejsce zabitych Rosjan przybywali nowi. Jednocześnie Ukraińcy potrzebowali więcej broni, dronów i wsparcia. Najcięższe walki toczyły się w rejonie kanału Doniec-Donbas. Brygada dodała, że „wróg bezlitośnie niszczy miasto wszelkimi możliwymi środkami, wykorzystując ogromną liczbę dronów FPV”.
Według ISW siły ukraińskie odbiły utracone pozycje w pobliżu Wołczańska oraz na linii Kupiańsk–Swatowe–Kreminna, natomiast wojska rosyjskie poczyniły postępy we wschodnim Czasiw Jarze.
Gubernator Serhij Łysak poinformował, że ok. 18:50 wojska rosyjskie przeprowadziły atak rakietowy na Dniepr, uszkadzając 9-piętrowy budynek mieszkalny. W wyniku ataku zginęła co najmniej jedna osoba, a 12 zostało rannych, w tym 7-miesięczna dziewczynka i kobieta w ciąży. Pięć osób uznano za zaginione.
Gubernator Maksym Jegorow oświadczył, że o 4:35 czasu lokalnego ukraińskie drony zaatakowały skład ropy w obwodzie tambowskim, powodując „mały pożar” zbiornika z ropą. Ministerstwo Obrony Rosji podało, że w nocy obrona przeciwlotnicza zestrzeliła 25 dronów nad obwodami briańskim (12), smoleńskim (9), woroneskim (1), kurskim (2) i rostowskim (1). W godzinach nocnych siedem ukraińskich dronów uderzyło w Nowolipieckie Zakłady Metalurgiczne w Lipiecku, uszkadzając stację tlenową i instalację separacji tlenu, jednak nie powodując ofiar. Gwardia Narodowa Ukrainy stwierdziła, że zestrzelono rosyjski myśliwiec Su-25 nad obwodem donieckim przy użyciu systemu rakietowego Igła. Ukraińskie media podały, że rakieta ATACMS (z amunicją kasetową) zniszczyła system rakietowy S-400 lub S-500 w nieokreślonym miejscu na Krymie.
Dania zakończyła szkolenie pierwszej grupy 50 ukraińskich specjalistów do obsługi myśliwców F-16 oraz zapowiedziała przeszkolenie ok. 20 ukraińskich pilotów. Fińskie Ministerstwo Obrony ogłosiło 24. pakiet pomocy wojskowej dla Ukrainy o wartości ok. 170 mln dolarów. Ze względów bezpieczeństwa konkretna treść i termin realizacji planu nie zostały ujawnione.
Prezydent Zełenski podczas wspólnej konferencji prasowej z prezydent Słowenii Natašą Pirc Musar stwierdził, że plan pokojowy obejmujący wszystkie aspekty „formuły pokoju”, zaprezentowany wcześniej przez Zełenskiego, będzie gotowy do końca 2024 roku. Wówczas Ukraina pracowała nad trzema priorytetowymi elementami planu: energią, bezpieczeństwem żywnościowym i wymianą jeńców.
Prezydent Władimir Putin powiedział, że Rosja powinna wznowić produkcję rakiet średniego i krótkiego zasięgu, rzekomo ze względu na działania Stanów Zjednoczonych, stwierdzając, że „USA nie tylko produkują takie systemy rakietowe, ale przywiozły je już do Europy na szkolenie, do Danii, a całkiem niedawno ogłoszono, że znajdują się one na Filipinach. Nie wiadomo, czy zabrali te rakiety stamtąd, czy nie”. Według Putina w 2019 roku Rosja ogłosiła, że nie będzie produkować i rozmieszczać rakiet średniego i krótkiego zasięgu, czyli o zasięgu od 500 do 5000 km, chyba że Stany Zjednoczone rozmieszczą je w innych krajach.
Rosyjski bloger wojenny opublikował zdjęcia rosyjskich żołnierzy używających północnokoreańskich pocisków do armaty polowej M-46. Na niektórych z nich widniał napis „dla Sewastopola”.

### 29 czerwca
Ministerstwo Obrony Rosji stwierdziło, że siły rosyjskie zajęły wioskę Szumy w obwodzie donieckim, 10 km na wschód od Torećka.
W opinii ISW siły ukraińskie odzyskały utracone pozycje w pobliżu Kreminnej, a wojska rosyjskie poczyniły postępy się w pobliżu Kupiańska, Czasiw Jaru, Torećka i Doniecka. Ponadto według doniesień część nowego rosyjskiego personelu wojskowego przed rozmieszczeniem na Ukrainie nie była dostatecznie przeszkolona.
Brytyjskie MON podało, że w Wołczańsku walki koncentrowały się na fabryce agregatów, która była rosyjskim przyczółkiem w południowo-wschodniej części miejscowości i z której ukraińskie siły próbowały wyprzeć Rosjan. W ciągu ostatnich 72h w Czasiw Jarze nie odnotowano żadnych rosyjskich postępów. Najbardziej intensywne walki toczyły się na południe od niego, w miejscowościach Iwaniwśke i Kliszczijiwka; w drugiej z nich Ukraińcy mieli przeprowadzić kontratak, osiągając pewne zdobycze taktyczne. Na kierunku Kurachowego siły rosyjskie poczyniły dalsze postępy w obrębie Krasnohoriwki i prawdopodobnie kontrolowali większość miejscowości, a wojska ukraińskie były obecne jedynie na jej północnym skraju. Zdaniem Ministerstwa „sektor Awdijiwka–Pokrowsk pozostawał głównym celem rosyjskich wysiłków i rosyjskie tempo operacyjne nadal było tam największe. Rosjanie poczynili niewielkie postępy wzdłuż relatywnie szerokiego frontu w kierunku wsi Nju-Jork, Piwniczne i Piwdenne. W ciągu następnego tygodnia sektor Awdijiwka–Pokrowsk pozostanie obszarem znaczącej uwagi sił rosyjskich, jako że próbują one utrzymywać presję na broniące siły ukraińskie i w razie nadarzającej się okazji poczynić zyski terytorialne”.
Siły Powietrzne Ukrainy podały, że w nocy Rosja zaatakowała Ukrainę za pomocą 10 dronów Shahed 136/131, wystrzelonymi z Primorsko-Achtarska. Ukraińska obrona przeciwlotnicza zniszczyła wszystkie drony w obwodach mikołajowskim, chersońskim, dniepropetrowskim, kirowohradzkim, czerkaskim i winnickim. Lokalne władze podały, że w rosyjskim ataku na Wilnianśk w obwodzie zaporoskim zginęło siedem osób, w tym troje dzieci, a 36 kolejnych zostało rannych. Według policji obwodu zaporoskiego Rosja wystrzeliła dwie rakiety w stronę miasta, uszkadzając obiekt infrastruktury krytycznej, sklep i budynki mieszkalne oraz zapaliły się lokale handlowe, domy i pojazdy. W oddzielnych atakach w obwodach donieckim i chersońskim zginęły trzy osoby, a trzy kolejne zostały ranne. Gubernator Wadym Fiłaszkin powiedział, że w ciągu ostatniej doby rosyjskie ataki na obszary mieszkalne w najbardziej wysuniętym na wschód obwodzie donieckim zabiły czterech cywilów i raniły sześciu kolejnych. Rosjanie zaatakowali Dergacze pod Charkowem za pomocą czterech bomb lotniczych, w wyniku czego trzy osoby zostały ranne. Podczas ataku uszkodzono co najmniej trzy domy 5-piętrowe, dwa 2-piętrowe i 20 prywatnych oraz budynki gospodarcze, spółdzielnie garażową oraz samochody okolicznych mieszkańców. Częściowo zniszczone zostały linie energetyczne.
Gubernator Aleksiej Smirnow podał, że pięć osób, w tym dwoje dzieci, zginęło w wyniku ukraińskiego ataku dronów na wioskę Gorodiszcze w obwodzie kurskim. Ukraina zaprzeczyła oskarżeniom, które określono jako rosyjska propaganda. Z kolei Ministerstwo Obrony Rosji poinformowało, że w ciągu nocy nad obwodami twerskim, briańskim, biełgorodzkim i Krymem zestrzelono sześć ukraińskich dronów. Ministerstwo Obrony Ukrainy poinformowało, że w zeszłym tygodniu wydział wywiadu ukraińskiego współpracował z ukraińskimi hakerami ze społeczności internetowej, aby zniszczyć ponad 100 terabajtów danych firmy OrbitSoft, producenta oprogramowania współpracującego z armią rosyjską oraz usunięto dane z ośmiu serwerów Orient Systems, rosyjskiego dostawcy sprzętu nawigacyjnego dla wojska i zaatakowano 19 serwerów dostawców internetu w Niżnym Nowogrodzie, usuwając wszystkie dane i wysyłając wszystkim abonentom wiadomości o „nieuniknionej zemście” za wojnę na Ukrainie.
Szef Departamentu Bezpieczeństwa Środowiskowego i Przeciwdziałania Minom w Ministerstwie Obrony, pułkownik Rusłan Berehulia poinformował, że w ciągu ostatnich dwóch lat ukraińscy saperzy oczyścili z min 30 tys. km² Ukrainy, czyli obszar porównywalny z wielkością Belgii czy Mołdawii. Prywatna spółka energetyczna DTEK podała, że Rosja zaatakowała jej elektrownie cieplne ponad 180 razy, w wyniku czego spółka utraciła prawie 90% mocy wytwórczych energii i spowodowała straty w wysokości co najmniej 350 mln dolarów.
Ekonomista wojskowy Marcus Keupp przedstawił perspektywiczne dostawy broni z Korei Północnej do Rosji; nie były one „w decydującym stopniu zaangażowane w wojnę”. Chiny dostarczały Rosji wózki golfowe, „ale nie ciężką broń”. Cena ropy była wysoka, ale Rosja sprzedawała „mniejsze wolumeny, ponieważ utraciła cały zachodni biznes naftowy” i wobec czego sprzedawała wyłącznie do Chin i Indii „z dużym rabatem”. Cena netto ropy była „tylko nieznacznie wyższa od kosztów produkcji”. Różnica została „pokryta z krajowego funduszu opieki społecznej”, a kwota ta „już spadła z 200 miliardów do 50 miliardów dolarów”. Zdaniem Keuppa, wysoka strata pojazdów w rosyjskiej armii (średnio cztery pojazdy dziennie od początku inwazji) będzie oznaczać, że jeśli tak wysoka strata się utrzyma, rosyjskiej armii zabraknie czołgów od końca 2025 roku do połowy 2027 roku i nie będzie mogła już prowadzić działań ofensywnych na lądzie. Według Keuppa Rosja może budować 300–500 nowych czołgów rocznie. Zdaniem Keuppa scenariusz, w którym Rosja zaprzestanie ataków czołgów, aby w ciągu 10 lat zbudować nową armię składającą się z 5 tys. czołgów, „której Europa nie będzie miała nic do przeciwstawienia się”, nie jest „nie naciągany”.

### 30 czerwca

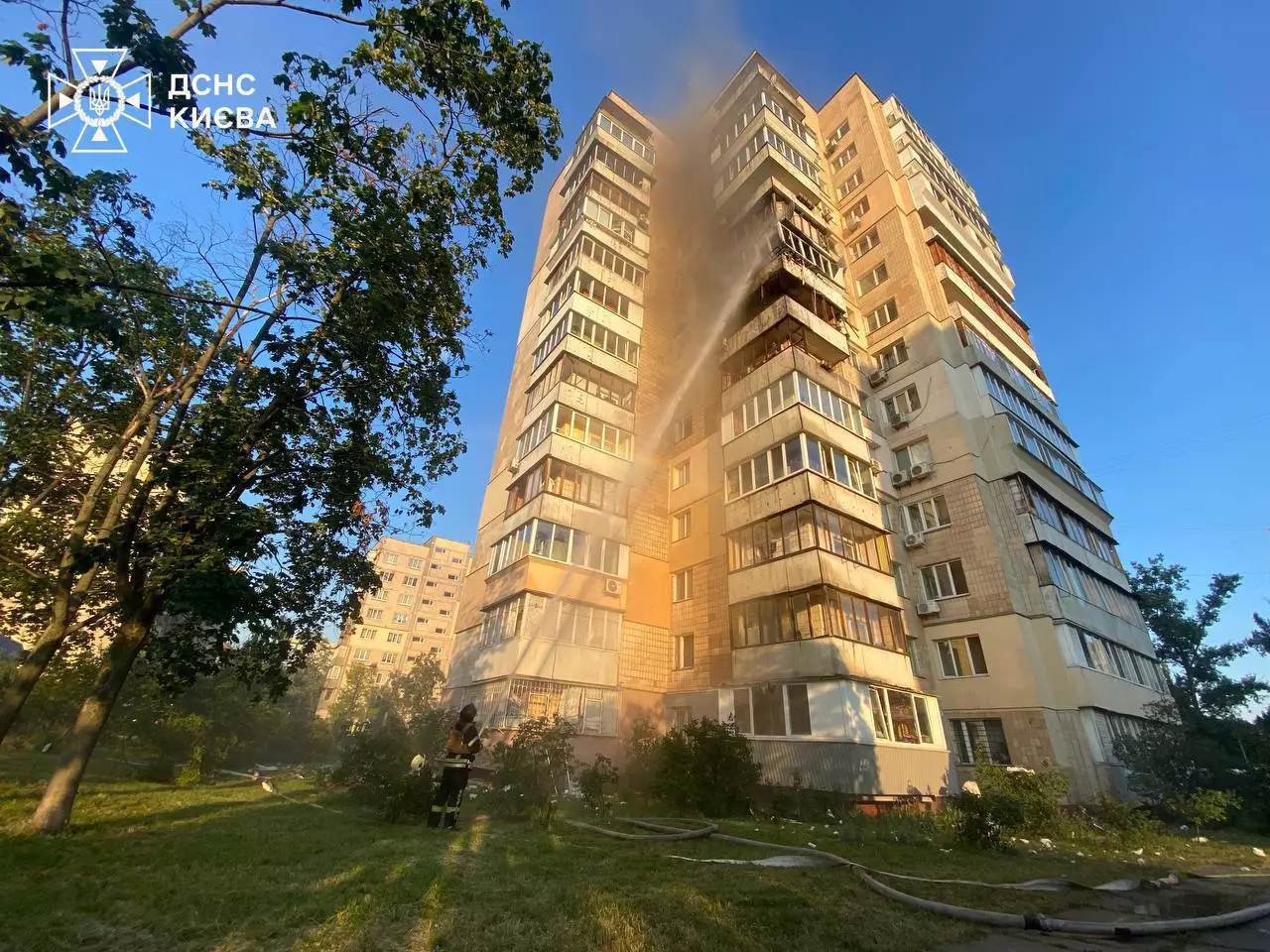
Budynek mieszkalny w rejonie obołońskim w Kijowie, uszkodzony przez szczątki rakiety podczas rosyjskiego ataku rakietowego.

Ministerstwo Obrony Rosji oświadczyło, że w obwodzie donieckim siły rosyjskie przejęły kontrolę nad wioskami Nowoołeksandriwka na północny zachód od Oczeretyne oraz Spirne, w pobliżu granicy z obwodem ługańskim.
W ocenie ISW siły ukraińskie odzyskały utracone pozycje w pobliżu Kreminnej, a wojska rosyjskie posunęły się w pobliżu Łypci, Wołczańska, Kupiańska i Awdijiwki.
Sztab Generalny Ukrainy podał, że Rosja atakowała w kierunkach Charkowa, Kupiańska, Łymanu, Siewierska, Kramatorska, Torećka, Pokrowska, Kurachowego, Wremiwki, Hulajpola i Zaporoża, gdzie doszło do 142 starć. W ciągu 24h wojska rosyjskie przeprowadziły trzy ataki rakietowe, 59 nalotów i 94 ostrzały na pozycje ukraińskie i obszary zaludnione. Ukraińskie lotnictwo i artyleria przeprowadziły 16 ataków na obszary koncentracji, dwa na punkty kontrolne, jeden na system przeciwlotniczy i jeden na skład amunicji. Ministerstwo Spraw Wewnętrznych Ukrainy poinformowało, że w wyniku udanej operacji wojskowej w bliżej nieokreślonym miejscu „kilkudziesięciu żołnierzy rosyjskich”, głównie zmobilizowanych, poddało się wojskowym z Brygady Szybkiego Reagowania „Rubiż”. Według prezydenta Zełenskiego tylko w trzecim tygodniu czerwca Ukrainę zaatakowano za pomocą 800 bomb szybujących.
Gubernator Ołeh Siniehubow poinformował, że o 18:00 czasu lokalnego Rosja uderzyła w placówkę pocztową w Charkowie z użyciem kierowanej bomby lotniczej (KAB), zabijając jednego pracownika i raniąc dziewięć kolejnych osób, w tym 8-miesięczne dziecko oraz zniszczono osiem pojazdów zaparkowanych przed centrum dystrybucyjnym Nowej Poszty. Według doniesień KAB przeleciał 80 km i uderzył kilka metrów od siedziby Nowej Poszty w rejonie słobidskim. Ok. 19:30 Rosjanie przeprowadzili atak rakietowy na Kijów. Według Sił Powietrznych wróg prawdopodobnie użył rakiet manewrujących. W rejonie obołońskim fragmenty rakiety spadły na budynek mieszkalny. Na 8. i 9. piętrze wybuchł pożar, a co najmniej pięć osób zostało rannych. Według raportu Międzynarodowego Funduszu Walutowego w wyniku rosyjskiego ostrzału systemu energetycznego zostało zniszczone 80% mocy elektrowni cieplnych i 40% mocy elektrowni wodnych.
Wieczorem w rejonie Kerczu przeprowadzono atak rakietowy. Jednocześnie w internecie pojawiły się informacje o zasłonie dymnej w rejonie przeprawy promowej w Kerczu i mostu Krymskiego, która rzekomo miała służyć do kamuflażu. Ok. 21:28 w Szczołkinie odnotowano przejazd kilku karetek pogotowia i wozów strażackich. Według doniesień spłonęło tam przedsiębiorstwo ogrodniczo-winiarskie „Energetik-2”. Ministerstwo Obrony Rosji poinformowało, że w ciągu nocy zniszczono 36 ukraińskich dronów, które zaatakowały kilka regionów w południowo-zachodniej Rosji. Według doniesień zestrzelono 15 dronów zostało nad obwodem kurskim, dziewięć nad obwodem lipieckim, cztery nad obwodem woroneskim, cztery nad obwodem briańskim i po dwa nad obwodami orłowskim i  biełgorodzkim. Nie odnotowano doniesień o zniszczeniach ani ofiarach.
Dyrektor Ukroboronprom Herman Smetanin poinformował, że Ukraina uruchomiła seryjną produkcję dronów uderzeniowych o zasięgu ponad 1000 km; „W dość krótkim czasie opracowaliśmy i wprowadziliśmy do masowej produkcji własne drony uderzeniowe dalekiego zasięgu. Obecnie uderzają one w strategiczne cele wroga w odległości ponad 1000 km”.
Według komisarza ds. praw człowieka Rady Najwyższej Dmytro Lubinetsa Rosjanie przymusowo przetrzymywali ponad 14 tys. ukraińskich cywilów, których bardzo trudno jest uwolnić, w przeciwieństwie do personelu wojskowego czy dzieci. „Nie możemy ich wymienić, nie mamy bezpośrednio żadnego dodatkowego wpływu na Federację Rosyjską. Nie mamy nawet podstawy prawnej, na podstawie której moglibyśmy przeprowadzić ten proces”. Jednocześnie, według niego, Ukraina pracowała wówczas nad powrotem prawie 20 tys. dzieci i „dziesiątek tysięcy” Ukraińców uznanych za zaginionych.